# 名古屋第二環状自動車道
名古屋第二環状自動車道（なごやだいにかんじょうじどうしゃどう、英語: MEI-NIKAN EXPWY）は中日本高速道路株式会社（NEXCO中日本）が管理している名古屋市外縁を回る高速道路（高速自動車国道）で、名古屋環状2号線の専用部の一部である。略称は名二環（めいにかん）。なお、第一環状自動車道に相当するのは名古屋高速都心環状線である。
高速道路ナンバリングによる路線番号は、環状高速道路を意味するCに加え、名古屋高速都心環状線との整合性を踏まえて「C2」が割り振られている。また、全線が大都市近郊区間の料金水準である。

## 概要
| 画像左:名二環は高速自動車国道であるが、東名高速や東名阪自動車道と比べると設計速度は60 km/hと低く、道路幅員も狭いなど低規格である（名古屋市天白区）。画像右:名二環のインターチェンジは人口密集地帯の都市圏に敷設されることからハーフダイヤモンド型が主流である（松河戸IC）。  |  | 画像左:名二環は高速自動車国道であるが、東名高速や東名阪自動車道と比べると設計速度は60 km/hと低く、道路幅員も狭いなど低規格である（名古屋市天白区）。画像右:名二環のインターチェンジは人口密集地帯の都市圏に敷設されることからハーフダイヤモンド型が主流である（松河戸IC）。 |
| 画像左:名二環は高速自動車国道であるが、東名高速や東名阪自動車道と比べると設計速度は60 km/hと低く、道路幅員も狭いなど低規格である（名古屋市天白区）。 画像右:名二環のインターチェンジは人口密集地帯の都市圏に敷設されることからハーフダイヤモンド型が主流である（松河戸IC）。 |  | |

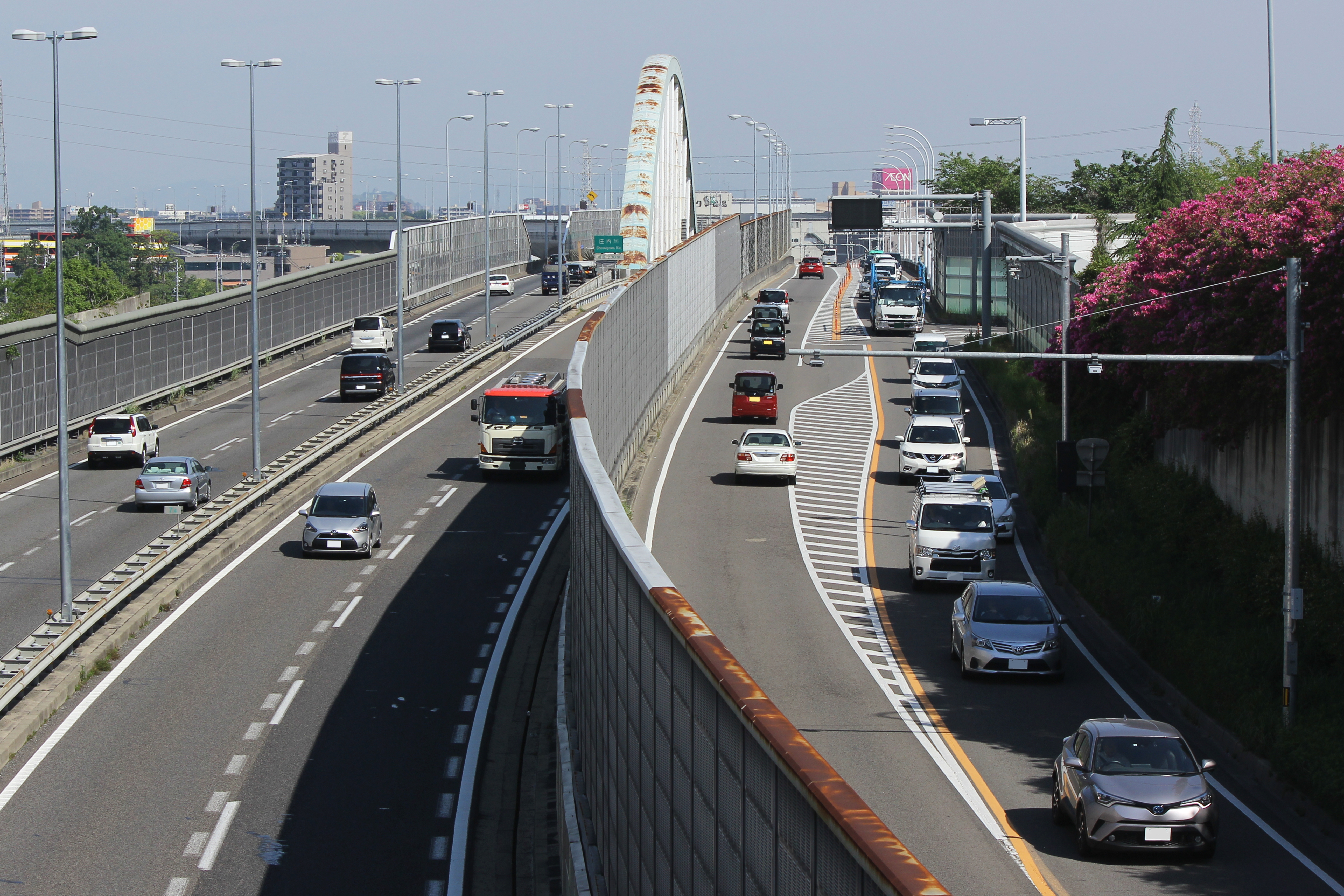
名二環は支線を除いて全線国道302号と並行する。左側の名二環に対して右側の国道302号は混雑している（小幡IC - 松河戸IC間）。信号待機がない名二環は国道302号と比べて環状道路の機能を効率的に発揮する。

名古屋第二環状自動車道（名二環）は名古屋市外周部に建設された環状の高速自動車国道である。全線（支線を除く）に渡って一般国道302号と並行する。
名古屋圏環状自動車専用道路（東海環状自動車道とともに2つの環状道路）と位置付けられており、南部・海上部区間（名古屋南JCT - 飛島IC/JCT間の「伊勢湾岸自動車道」）を含めて、総延長 66.2キロメートル (km) の環状道路として供用されている。なお、環状道路に期待される機能とは、分散導入機能、都心部に起終点を持たない通過交通のバイパス機能、非常時の迂回機能の3機能を発揮することにより、都心部の交通流動を円滑にすることである。大規模な環状道路においてこれらを効率よく機能させるためには、自動車専用道路が必要不可欠であるという観点から、名古屋環状2号線は一般道路（国道302号）と自動車専用道路（名二環）を組み合わせた構造となっている。
1988年（昭和63年）3月の開通当初は東名阪自動車道を称したが、2011年（平成23年）3月の名古屋南JCT - 高針JCT間の開業を機に現行名称に変更された。なお、法令上の正式な路線名は名古屋南JCTを起点に名古屋西JCT経由伊勢関ICまでが近畿自動車道名古屋亀山線（近畿自動車道伊勢線と重複）であり、この点では名二環と東名阪自動車道は現在も一体的に扱われている。ただし、名古屋西JCT - 飛島JCT間は近畿自動車道伊勢線となっている。
道路構造令における種別は第2種であり、最高速度が60 km/hに規制されている。
方向案内は外回り、内回りと通称する。時計回りが外回り（飛島JCT→名古屋西JCT→名古屋南JCT）、反時計回りが内回り（名古屋南JCT→名古屋西JCT→飛島JCT）である。
名二環は東名高速道路をはじめとする他の高速道路と異なる点が多い。インター形式は入口と出口を一つずつしか持たないハーフダイヤモンド型が主流、入口で料金を徴収して出口はフリー、インターチェンジ間隔は平均約2 kmと東名高速の5分の1の短さとなっていることに加え、環状道路であるために接続する道路が多岐にわたるという特徴を持っている。名二環は日本道路公団（現・NEXCO中日本）によって建設されたが、当時の同公団はここまで徹底した都市型高速道路を手掛けたことはなく、建設に当たっては類似の首都高速や名古屋高速を模範とした。結果、標識等のデザインは公団 (NEXCO) 仕様としながらも料金所の構造や一般道路との連結箇所など多くの点で都市型高速道路の様相を示すことになった。
名二環は東名高速や伊勢湾岸自動車道と同じNEXCOの管理路線でありながら料金制度および支払い方式が異なるため、それらの高速道路と接続するジャンクションまたはインターチェンジでは、たとえ乗り継ぎの場合でも料金所を通らなくてはならない。その際は通し料金ではなく、それまでの料金計算を打ち切って新たな通行料金が発生することになる。なお、全線開通に合わせて料金制度が変更され、それまでの均一料金制から対距離制（大都市近郊区間と同等の料金水準）となった。

### 路線データ
- 起点 : 愛知県名古屋市緑区大高町字別所山（名古屋南JCT）（伊勢湾岸自動車道、名古屋高速3号大高線と接続）[3]
- 終点 : 愛知県海部郡飛島村木場（飛島JCT）（伊勢湾岸自動車道と接続）
- 構造規格 : 第2種第1級[16]
- 設計速度 : 60 km/h[16]
- 車線数 : 4車線[16]

## 路線名
| 画像左 : 路線の各名称。画像右 : 都市計画区域と都市計画路線名。環状2号一般部（国道302号）も記載。 |  | 画像左 : 路線の各名称。画像右 : 都市計画区域と都市計画路線名。環状2号一般部（国道302号）も記載。 |
| 画像左 : 路線の各名称。画像右 : 都市計画区域と都市計画路線名。環状2号一般部（国道302号）も記載。 |  |                                                                                                  |

### 法定路線名
国土開発幹線自動車道建設法による
- 近畿自動車道名古屋大阪線[15]
- 近畿自動車道伊勢線[15]

高速自動車国道の路線を指定する政令による
- 近畿自動車道名古屋亀山線（近畿自動車道伊勢線重複指定）[15]
  - 名古屋環状2号線専用部（名古屋第二環状自動車道）（名古屋南JCT - 上社JCT - 名古屋西JCT）
  - 東名高速道路連絡路 （自動車専用道路）（名古屋IC - 上社JCT）
- 近畿自動車道伊勢線[15][23]
  - 名古屋環状2号線専用部（名古屋第二環状自動車道）（名古屋西JCT - 飛島JCT）

### 都市計画道路名
- 名古屋都市計画道路 1･4･2号 高速名古屋環状2号線（名古屋市内、清須市内、あま市内、大治町内、飛島村内）[24]
- 尾張都市計画道路 1･4･1号 高速名古屋環状2号線（春日井市内）[24]

名二環に所属しないものの、名古屋南JCTの伊勢湾岸自動車道から名二環入口を連絡するランプウェイも高速名古屋環状2号線を称する。この場合の路線名は下記の通りである。
- 知多都市計画道路 1･4･2号 高速名古屋環状2号線（大府市内）[25]

## 名二環の機能

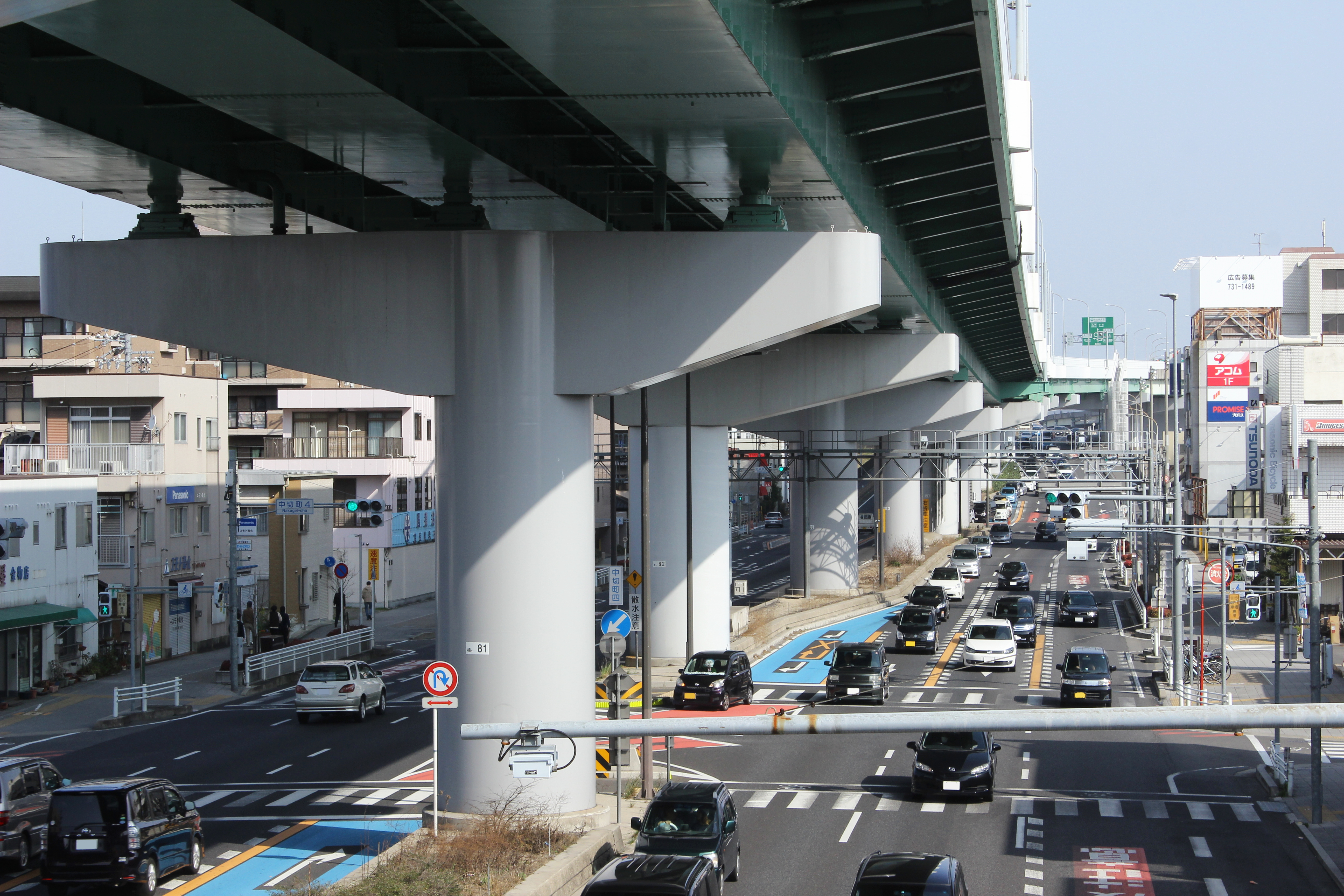
短いトリップと長いトリップの交通を分離するために都心部では都市高速（名古屋高速）が建設され、長いトリップの交通は名古屋高速に収容することとした。こうして長いトリップと短いトリップの交通が同一平面街路で混合することを回避している。画像は国道41号上に建設された名古屋高速1号楠線。

名二環は環状道路の機能を発揮して都市部の交通機能を維持する役割を担うが、この点は東京外環自動車道と同様の役回りである。
人口が密集する都市部には共通する自動車交通の流れがあって、それは大まかに3タイプに分類される。1つ目は都市内を移動する交通で比較的短い移動距離の交通（短いトリップ）。2つ目は都心とその周辺を取り巻く地方都市間を行き来する交通で比較的長い距離の交通（長いトリップ）。これは郊外から都心へ通勤する車や都心の商業施設に荷物、衣類、食料品などを届ける交通などが該当する。3つ目は郊外から出発して別の郊外に向かう交通で、郊外同士を結ぶ道路が都心を貫通しているためにやむなく都心部を通過する交通で、これを「通過交通」と呼ぶ。この3タイプの交通が一つの道路に集中したとき、容量超過により渋滞が発生する。よって、3タイプの交通を混合させないことが都市部の渋滞回避につながることがわかる。
大都市の道路の特徴のひとつに、主要な道路は大都市部を起点として地方を結んでいることが挙げられる。名古屋市の場合、東西を貫通する国道1号や国道23号（名四国道）の例外はあっても、その他の道路は概ね名古屋市を起点としている。このことは地方から名古屋市に向けての交通網が整備されていることの裏返しとして、地方間の移動において名古屋市を通過する必要があることを示している。さらに都心への道路の集中は、都市部の交通混雑も招いた。先に市内相互間の短いトリップの交通と地方から名古屋市に流入してくる長いトリップの交通があることは記述したが、そこに名古屋市に全く用がない、地方間直結の通過交通が通ることで、都心部において無用な渋滞が発生する。
この通過交通の悪弊を際立たせる出来事として、東京における首都高速の事例がある。お盆における長期連休中や1989年（平成元年）2月の昭和天皇の大喪の礼の期間中、全交通量の約1割程度が減少したことで首都高速の慢性的な渋滞が解消したが、一割減少した交通とは通過交通と目されている。つまり、通過交通を排除することが都心の渋滞緩和に大きく資することが分かる。名古屋市の場合、流入する交通の4割は通過交通と言われ、ただでさえ多い都心部の渋滞をより深刻なものとしている。
名古屋市をはじめとした中部圏が東京、大阪と大きく異なるのは、移動における自動車への依存度が飛び抜けて高いことで、この状況が都市圏内の渋滞箇所の多発を招いている。このことから名古屋市では3タイプの交通を混合させない方策として、長いトリップの交通については名古屋高速を建設のうえ、そこへ誘導することで短いトリップの交通と分離することとした。一方、通過交通については、名古屋市外縁に環状道路を建設することで、環状道路経由の迂回によって都心部流入を遮断のうえ、そのまま郊外に出て行ってもらうこととした。これにより混合交通を回避できるとした。
この環状道路が名古屋環状2号線で、国道302号（一般部）と名二環（専用部）、伊勢湾岸自動車道の一部（名古屋南JCT - 飛島IC）によって構成されている。国道302号は各放射道路と平面街路で接続するが、高速道路である名二環は全線立体交差により信号待機による停止は不要で、環状道路の機能を高い効率で発揮できる。

名古屋環状2号線の分散導入、非常時の迂回機能を示す図。名古屋高速3号大高線と5号万場線で渋滞または通行止が発生した場合を想定。その際は環状道路を使って別の名古屋高速路線に乗り入れて名古屋市内中心部を目指す。

環状道路の機能は図に挙げた通過交通の迂回機能のみならず、放射状の一つの道路で事故による不通が発生、あるいは渋滞である場合、名二環を利用することで別の放射道路へ効率的に迂回する「分散導入機能」や「非常時の迂回機能」もある。一例では、四日市方面から名古屋都心へ乗り入れる際に、名古屋高速5号万場線が通行止めである場合、名古屋西JCTから名二環を利用して清洲JCTあるいは楠JCTを経由して別の名古屋高速路線（6号清須線または1号楠線）で都心に乗り入れることが可能である。このように名二環は、一本の道路が渋滞、通行止めであれば別の道路に迂回させるという選択肢をドライバーに与えることで、名古屋市内の旅行速度の低下、渋滞ポイントの多発、沿道環境の悪化というマイナス要因を排除する機能がある。
大都市圏に敷設された環状道路には、東名、名神高速道路など他の道路にはない、こうした都市圏の渋滞回避にかかわる迂回の特性が備わっている。

## インターチェンジ

名二環のジャンクション、インターチェンジ配置図。

インターチェンジは幹線放射道路と名二環の交差部に配置され、国道302号を経由してランプウェイで乗り入れる方式である。ランプウェイの形式は支線を除いて概ねダイヤモンド型（ハーフダイヤモンド型）となっている。また、半数近くのインターチェンジがハーフインターチェンジであり、概ね1.5 - 2 kmごとに入口、出口が交互に配置され、典型的な都市型道路となっている。
一方、都市高速と高速自動車国道との接続はジャンクションによる直接接続で、名古屋高速の放射路線とは4号東海線を除いて全て接続する。
名二環の料金収受は全て入口で行うため、オンランプ上に料金所を設置している。料金所の仕様は基本的に2レーン2ゲート式で名古屋高速と同様である。

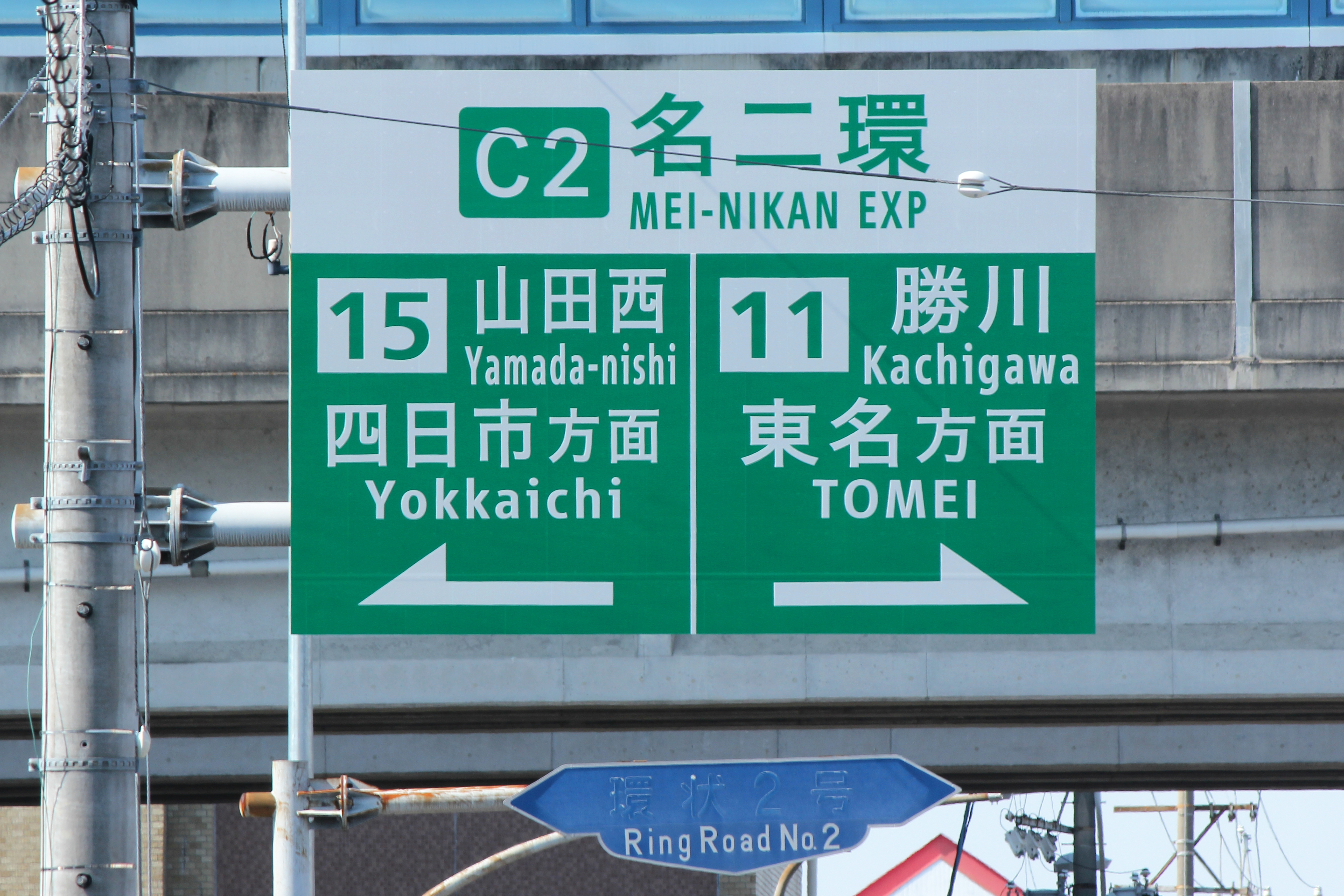
市街地案内標識。名二環は一方向のハーフインターチェンジであることから方面表示を導入している[42]。
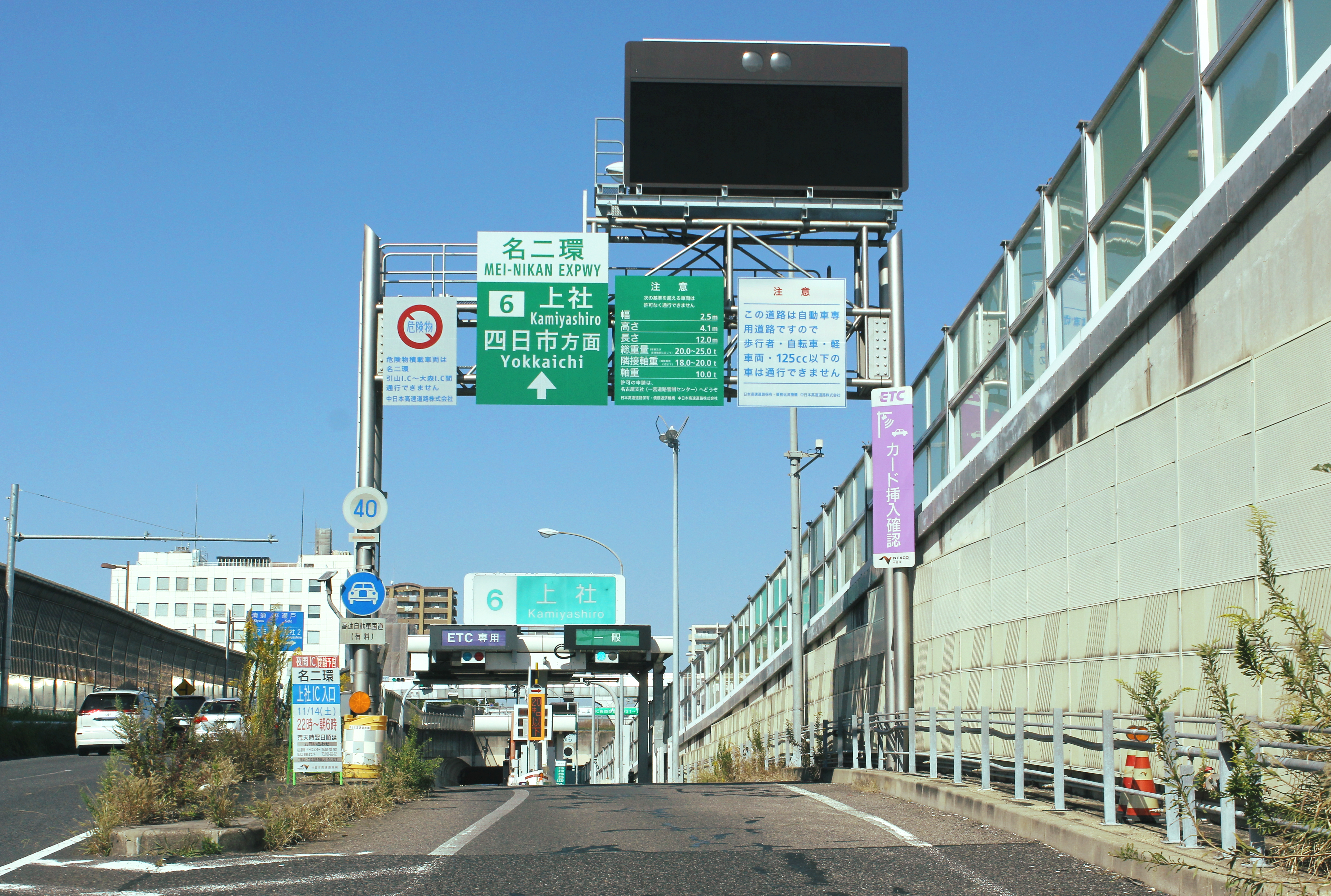
インター入口も方面表示。上社ICの場合、四日市、名古屋西JCT方面のみアクセス可能で東名高速、名古屋南JCT方面にはアクセス不可。
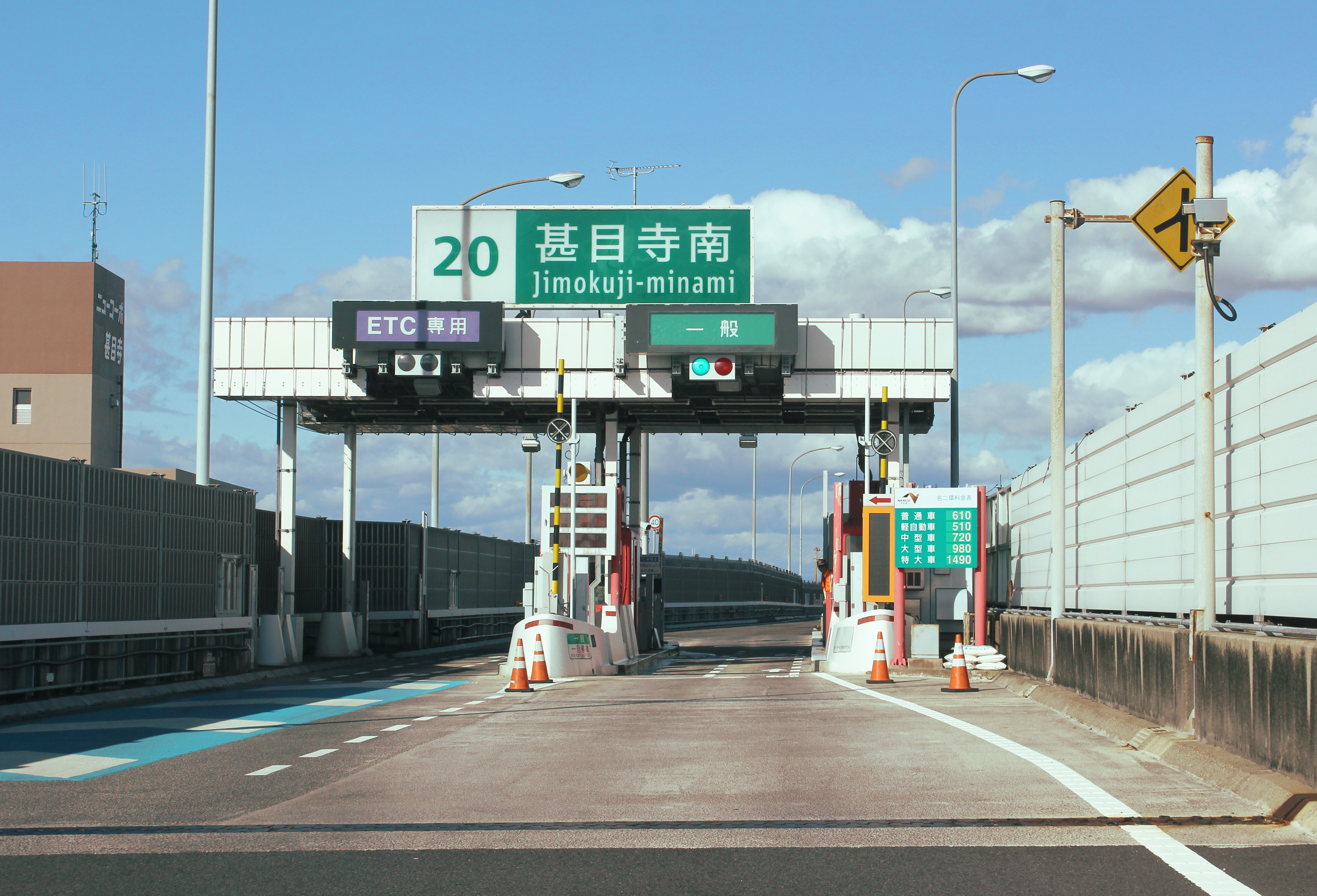
料金所はNEXCO仕様ながら2レーン2ゲート式の入口徴収方式で都市高速に準拠（甚目寺南IC）[41]。

- 全線愛知県内に所在。
- IC番号欄の背景色が     である区間は既開通区間に存在する。
- 英略字は以下の項目を示す。
IC：インターチェンジ、JCT：ジャンクション、TB：本線料金所

### 本線
- 並行している国道302号とはすべてのインターチェンジで接続しているため[43]、接続路線名からは除外している。接続路線は国道302号を介した間接接続を含む。
- インターチェンジ番号は東名阪自動車道時代の旧番号を原則としてそのまま踏襲し、名称変更後に開通した名古屋西JCT以南は飛島北ICまで名古屋西JCTからの連番としている。
- 備考欄のインターチェンジの出入口方向は「・」を挟んで左が外回り（飛島→名古屋南）、右が内回り（名古屋南→飛島）で表す。

| IC 番号 | 施設名       | 接続路線名                                                            | 起点 から (km) | 備考                             | 所在地        | 所在地        |
| ------- | ------------ | --------------------------------------------------------------------- | -------------- | -------------------------------- | ------------- | ------------- |
| 5       | 名古屋南JCT  | E1A 伊勢湾岸自動車道 名古屋高速3号大高線                              | 0.0            | 伊勢湾岸道名古屋南ICとの直通不可 | 名古屋市      | 緑区          |
| 1       | 有松IC       | 国道1号                                                               | 2.4            | 名古屋南方面入口・飛島方面出口   | 名古屋市      | 緑区          |
| 1       | 有松IC       | 国道1号                                                               | 3.5            | 名古屋南方面出口・飛島方面入口   | 名古屋市      | 緑区          |
| 2       | 鳴海IC       | 名古屋市道東海橋線（東海通） 県道56号名古屋岡崎線（東海通、新道）     | 6.5            | 名古屋南方面入口・飛島方面出口   | 名古屋市      | 緑区          |
| 2       | 鳴海IC       | 名古屋市道東海橋線（東海通） 県道56号名古屋岡崎線（東海通、新道）     | 7.6            | 名古屋南方面出口・飛島方面入口   | 名古屋市      | 緑区          |
| 3       | 植田IC       | 国道153号（豊田西バイパス）                                           | 11.0           | 名古屋南方面入口・飛島方面出口   | 名古屋市      | 天白区        |
| 3       | 植田IC       | 国道153号（豊田西バイパス）                                           | 12.0           | 名古屋南方面出口・飛島方面入口   | 名古屋市      | 天白区        |
| 4       | 高針JCT      | 名古屋高速2号東山線                                                   | 12.7           |                                  | 名古屋市      | 名東区        |
| 5       | 上社南IC     | 県道60号名古屋長久手線（東山通）                                      | 14.9           | 名古屋南方面入口・飛島方面出口   | 名古屋市      | 名東区        |
| 5-1     | 上社JCT      | C2 支線（名古屋支線）                                                 | 15.4           |                                  | 名古屋市      | 名東区        |
| 6       | 上社IC       | 県道60号名古屋長久手線（東山通）                                      | 15.9           | 名古屋南方面出口・飛島方面入口   | 名古屋市      | 名東区        |
| 7       | 引山IC       | 国道363号（出来町通） 県道215号田籾名古屋線（出来町通）               | 17.1           | 名古屋南方面入口・飛島方面出口   | 名古屋市      | 名東区        |
| -       | 名東トンネル | -                                                                     | -              | 危険物積載車輌通行禁止           | 名古屋市      | 守山区        |
| -       | 守山トンネル | -                                                                     | -              | 危険物積載車輌通行禁止           | 名古屋市      | 守山区        |
| 8       | 大森IC       | 千代田街道（名古屋市道千代田通線）                                    | 19.3           | 名古屋南方面出口・飛島方面入口   | 名古屋市      | 守山区        |
| 9       | 小幡IC       | 県道15号名古屋多治見線                                                | 20.2           | 名古屋南方面入口・飛島方面出口   | 名古屋市      | 守山区        |
| 10      | 松河戸IC     | 県道30号関田名古屋線                                                  | 22.5           | 名古屋南方面出口・飛島方面入口   | 春日井市      | 春日井市      |
| 11      | 勝川IC       | 国道19号（春日井バイパス） 県道508号内津勝川線 県道59号名古屋中環状線 | 23.5           | 名古屋南方面入口・飛島方面出口   | 春日井市      | 春日井市      |
| 11      | 勝川IC       | 国道19号（春日井バイパス） 県道508号内津勝川線 県道59号名古屋中環状線 | 25.2           | 名古屋南方面出口・飛島方面入口   | 春日井市      | 春日井市      |
| 12      | 楠IC         | 国道41号（空港線、名濃バイパス）                                      | 26.9           | 名古屋南方面入口・飛島方面出口   | 名古屋市      | 北区          |
| 13      | 楠JCT        | 名古屋高速1号楠線 名古屋高速11号小牧線                                | 27.8           |                                  | 名古屋市      | 北区          |
| 14      | 山田東IC     | 国道41号（空港線、名濃バイパス）                                      | 28.9           | 出口のみ                         | 名古屋市      | 西区          |
| 15      | 山田西IC     |                                                                       | 30.2           | 入口のみ                         | 名古屋市      | 西区          |
| 16      | 平田IC       | 県道63号名古屋江南線（名草線）                                        | 31.8           | 名古屋南方面出口・飛島方面入口   | 名古屋市      | 西区          |
| 17      | 清洲東IC     | 国道22号（名岐バイパス）                                              | 32.4           | 名古屋南方面入口・飛島方面出口   | 名古屋市      | 西区          |
| 17      | 清洲東IC     | 国道22号（名岐バイパス）                                              | 32.4           | 名古屋南方面入口・飛島方面出口   | 清須市        |               |
| 17-1    | 清洲JCT      | 名古屋高速6号清須線 名古屋高速16号一宮線                              | 33.0           |                                  |               |               |
| 17      | 清洲東IC     | 国道22号（名岐バイパス）                                              | 33.8           | 名古屋南方面出口・飛島方面入口   |               |               |
| 18      | 清洲西IC     | 県道128号給父清須線                                                   | 36.0           | 名古屋南方面入口・飛島方面出口   |               |               |
| 19      | 甚目寺北IC   | 県道128号給父清須線                                                   | 37.6           | 名古屋南方面出口・飛島方面入口   | あま市        | あま市        |
| 20      | 甚目寺南IC   | 県道79号あま愛西線 県道124号西条清須線                                | 38.9           | 名古屋南方面入口・飛島方面出口   | あま市        | あま市        |
| 21      | 大治北IC     | 県道79号あま愛西線 県道124号西条清須線                                | 39.9           | 名古屋南方面出口・飛島方面入口   | 海部郡 大治町 | 海部郡 大治町 |
| 22      | 大治南IC     | 県道115号津島七宝名古屋線 県道40号名古屋蟹江弥富線                    | 41.5           | 名古屋南方面入口・飛島方面出口   | 海部郡 大治町 | 海部郡 大治町 |
| 23      | 名古屋西JCT  | E23 東名阪自動車道 名古屋高速5号万場線                                | 42.3           |                                  | 名古屋市      | 中川区        |
| 24      | 千音寺南IC   | 県道115号津島七宝名古屋線 県道40号名古屋蟹江弥富線                    | 43.2           | 名古屋南方面出口・飛島方面入口   | 名古屋市      | 中川区        |
| 25      | 富田IC       | 国道1号（かの里交差点）                                               | 46.0           | 名古屋南方面入口・飛島方面出口   | 名古屋市      | 中川区        |
| 25      | 富田IC       | 国道1号（かの里交差点）                                               | 46.0           | 名古屋南方面出口・飛島方面入口   | 名古屋市      | 中川区        |
| 26      | 南陽IC       | 名古屋市道戸田荒子線 （両茶橋東交差点）                               | 48.7           | 名古屋南方面入口・飛島方面出口   | 名古屋市      | 港区          |
| 26      | 南陽IC       | 名古屋市道戸田荒子線 （両茶橋東交差点）                               | 48.7           | 名古屋南方面出口・飛島方面入口   | 名古屋市      | 港区          |
| 27      | 飛島北IC     | 国道23号（名四国道）                                                  | 51.9           | 名古屋南方面入口・飛島方面出口   | 海部郡 飛島村 | 海部郡 飛島村 |
| 27      | 飛島北IC     | 国道23号（名四国道）                                                  | 51.9           | 名古屋南方面出口・飛島方面入口   | 海部郡 飛島村 | 海部郡 飛島村 |
| -       | 飛島TB       | -                                                                     |                | 本線料金所                       | 海部郡 飛島村 | 海部郡 飛島村 |
| 10-1    | 飛島JCT      | E1A 伊勢湾岸自動車道                                                  | 54.3           | 伊勢湾岸道飛島ICとの直通不可     | 海部郡 飛島村 | 海部郡 飛島村 |

### 支線（名古屋支線）
- 全区間名古屋市名東区内に所在。
- 名古屋ICはインターチェンジでありながら一般道路と接続せず、高速道路のみと接続する[44]。

| IC 番号 | 施設名   | 接続路線名                       | 名古屋 から （km） | 備考                           |
| ------- | -------- | -------------------------------- | ------------------ | ------------------------------ |
| 21      | 名古屋IC | E1 東名高速道路                  | 0.0                | 一般道路との流出入不可         |
| 5-2     | 本郷IC   | 県道60号名古屋長久手線（東山通） | 0.5                | 本線方面入口・名古屋IC方面出口 |
| 5-1     | 上社JCT  | C2 本線                          | 1.4                |                                |

## 歴史

1969年6月時点の専用部のインター計画図。この時点の専用部は現在の名二環、伊勢湾岸自動車道に見る道路規格上の区別はなく、全線往復6車線の円環の高速道路として計画されていた。図の路線名は当時の名称（計画路線含む）。路線は環状2号（青線）のマルと都市高速（黄線）のサの字を合わせた「マルサ」の形をしている。インターチェンジの構造は開通後と比較すると、飛島北ICのダイヤモンド型は計画初期では専用部と名四国道の直結線が設けられている等の相違がある。

解説の便宜上、名古屋第二環状自動車道（名二環）が東名阪自動車道を称した2011年（平成23年）2月以前については、名古屋西JCT - 亀山IC間における東名阪自動車道との混同を回避するために、環状道路としての東名阪自動車道を「環状2号専用部」と記述して解説する。また、名古屋環状2号線については環状2号と表記する。

### 構想から建設まで
名二環は1960年代に構想された。これは当時、モータリゼーションの波が急激に都心に押し寄せていたことから、激増が予想される自動車の交通停滞を抑止するために名古屋市外周を取り巻く環状道路として計画されたもので、まずは幅員25 mの一般道路のみの設置とされ、1957年（昭和32年）に最初の都市計画が決定された。これ以後、環状道路に係わる必要な調査、機能、道路規格等が検討され、1967年（昭和42年）には幅員50-60 mの自動車専用部（高速道路）を併設できる街路として都市計画が変更された。この時に計画された自動車専用部が名二環の祖型である。当初の専用部は全線往復6車線、設計速度80 km/hで計画され、構造は高架式、ないし盛土式、擁壁式であった。
また、これと前後して環状道路の内側に都心と郊外を連絡する6方向の放射道路を建設のうえ名古屋環状2号線に連結する計画も併せて構想された。なお、放射道路の形が東西一路線、南北二路線で構成されることから、これが片仮名の「サ」の字に見えることに加え、環状道路の形状が「マル」であることから2つを合わせて「マルサ計画」と呼ばれた。計画ではマルサの内、サの字の部分を名古屋都市高速道路計画として建設することとされ、その運営については名古屋高速道路公社が担うものとされた。
なお、1966年（昭和41年）に国土開発縦貫道建設法の改正により、国土開発幹線自動車道建設法が施行され、全国に7600 kmの高速道路網が計画された。この時、近畿自動車道名古屋大阪線および同伊勢線が予定路線に組み込まれたが、環状2号専用部の予定路線としての位置付けはこれを根拠としている。
環状2号は名古屋市外縁を一周する延長約66 kmの環状道路であるが、そこに併設される専用部もまた環状の自動車道として計画された。つまり、1998年（平成10年）3月以降「伊勢湾岸自動車道」として運営されている名古屋南JCT - 飛島IC間は、元は環状2号専用部として計画された路線であった。当初の計画に変更の機運が芽生えたのは1969年（昭和44年）頃で、名古屋港横断区間で伊勢湾岸道路の重複が検討されたことに端を発する。この時は名古屋港を横断する橋梁（現在の名港トリトン）をダブルデッキとして計画し、上路が伊勢湾岸道路（4車線）、下路が環状2号専用部（6車線）であった。よって2つの道路はあくまで別運用とされた。だが、建設コストが三千数百億円以上と莫大で事業化の見通しが得られないことと、計画交通量が減少することが判明したことから、2つの道路は統合されることになり、シングルデッキの往復6車線となった。この併設区間は名古屋港横断区間のみならず、のちに名四東IC（現、名古屋南JCT）から東海ICの区間も含まれるに至り、名古屋南JCT - 飛島IC間が専用部と伊勢湾岸道路の併設区間とされた。やがて伊勢湾岸道路の必要性が叫ばれるようになると、まずは緊急性が高い金城ふ頭と飛島間に架かる名港西大橋が一般有料道路として1979年（昭和54年）12月に事業許可を受け、1985年（昭和60年）3月に開通した。これが環状2号専用部（兼伊勢湾岸道路）として最初の開通区間であった。

東名阪道と名神高速の接続交通が環状2号西北部と国道22号経由で短絡することを示す図。西北部が未開通の場合、接続（通過）交通が名古屋市内に流入して渋滞を誘発する恐れがある（赤の破線の道路）。

一方で専用部陸上区間の計画具体化の動きは1978年（昭和53年）頃であった。東名阪自動車道が蟹江ICから名古屋西ICに延伸しようとしていた矢先、名古屋西ICで流出した交通が名神高速道路の一宮ICに向かう途中で名古屋市内を通過することによる交通麻痺の発生が心配されるにおよび、名古屋西ICと一宮IC間を短絡する環状2号がどうしても必要との判断が下された。だが、沿線事情と予算不足から環状2号一般部の建設は早急には望めなかった。そこで一般部の建設を後回しにして、専用部を国土開発幹線自動車道として公団方式で早急に建設してもらおうとする案が出され、これにより専用部にあてる予算は一般部に回せることから一般部の建設速度も速めることができると期待された。国はこの案を受け入れ、1978年（昭和53年）12月の国土開発幹線自動車道建設審議会（国幹審）による決定を経て、近畿自動車道名古屋亀山線として名古屋IC - 名古屋西JCT間が基本計画路線に策定、さらに1982年（昭和57年）3月には整備計画路線に格上げされた。その8か月後には環状2号の都市計画が変更され、環境的配慮から様々な構造的検討を行なってきた事柄がここで都市計画として反映された。例えば、名古屋高速2号東山線の接続部が上社から高針へ変更されたこと、香流川と矢田川横断区間が橋梁式からトンネル式に変更されたこと、計画当初は往復6車線（片側3車線）の設計速度80 km/hの高速道路として計画された規格を往復4車線に減じ、設計速度を60 km/hに引き下げのうえ、庄内川から上社までの丘陵地帯では掘割構造に変更したことなどが反映された。都市計画決定ののち、施行命令が出され、陸上区間の専用部は1988年（昭和63年）3月に供用開始した。

### 清洲東IC - 名古屋西JCT間の開通
陸上区間の開通当初はその路線名を東名阪自動車道と称し、既設の東名阪自動車道を東側に延伸する形で清洲東IC - 名古屋西JCT間が先行開業した。しかし、同じ東名阪自動車道の名古屋西JCT - 亀山IC間とは異なり、名古屋西JCT - 亀山IC間が長距離連絡路線の役割を持つのに対し、名古屋西JCT以東の区間では環状道路としての機能が要求された。そのため、名古屋西JCT以東の区間では各インターチェンジで幾多の放射道路と接続することからインターチェンジ間隔も短くなり、加えて都心ゆえ用地の制約もあって入口は上下別々とされた。また、料金収受は名古屋高速と同じく入口徴収する単純支払い方式、出口はフリーとなるなど先の名古屋西JCT以西とは制度が異なり、同じ東名阪自動車道ながら別路線の様相となった。
上記の通り、今回開通の意義は、国道22号を経由して名神高速道路と間接接続することで、東名阪道と名神間の相互交通を都心部に入れないことであるが、さらにこれとは別の効果も現れた。東名高速名古屋ICで流出した交通が三重県方面に向かう際、それまで愛知県道60号名古屋長久手線（広小路通・東山通）などを経由して名古屋都心部を横断していた流れが、名神の一宮ICで流出して国道22号、環状2号専用部経由で東名阪道へ流出する流れに変わったことである。全ての交通がこの流れに転換したわけでは無いにせよ、それでも名古屋市内の車の流れは大きく変化したとされる。これは視点を変えると、環状2号専用部開通以前の名古屋市内の交通事情がいかに悪かったかを示すもので、果たして当時の市内道路は慢性的な渋滞が日常茶飯事で、信号待機による停止とも相まって時速二十キロほどでしか走行できないという酷さであった。
ただし、環状2号整備以前の名古屋都市圏にとって救いであったのは、東名、名神高速道路が名古屋市中心部を外れて、名古屋市の東側、春日井市、小牧市に大きく迂回していることであった。この形態は半ば環状道路的な機能を持っていて、東名と名神を連絡する交通を名古屋都心部に流入させない効果とともに、東名、名神と名古屋市都心部を連絡する交通が、名古屋、春日井、小牧、一宮の各インターチェンジを経由する選択肢をもっていることから、交通の一極集中を回避して分散化する効果もあった。これと対照的なのが首都圏で、東名、中央、東北、常磐の各高速道路は首都高速道路を通じてつながっているために、これらの高速道路間を行き来する交通は必ず都心を経由することから、首都高速の慢性的な渋滞を引き起こしていた。

### 伊勢湾岸道路併設区間の抹消

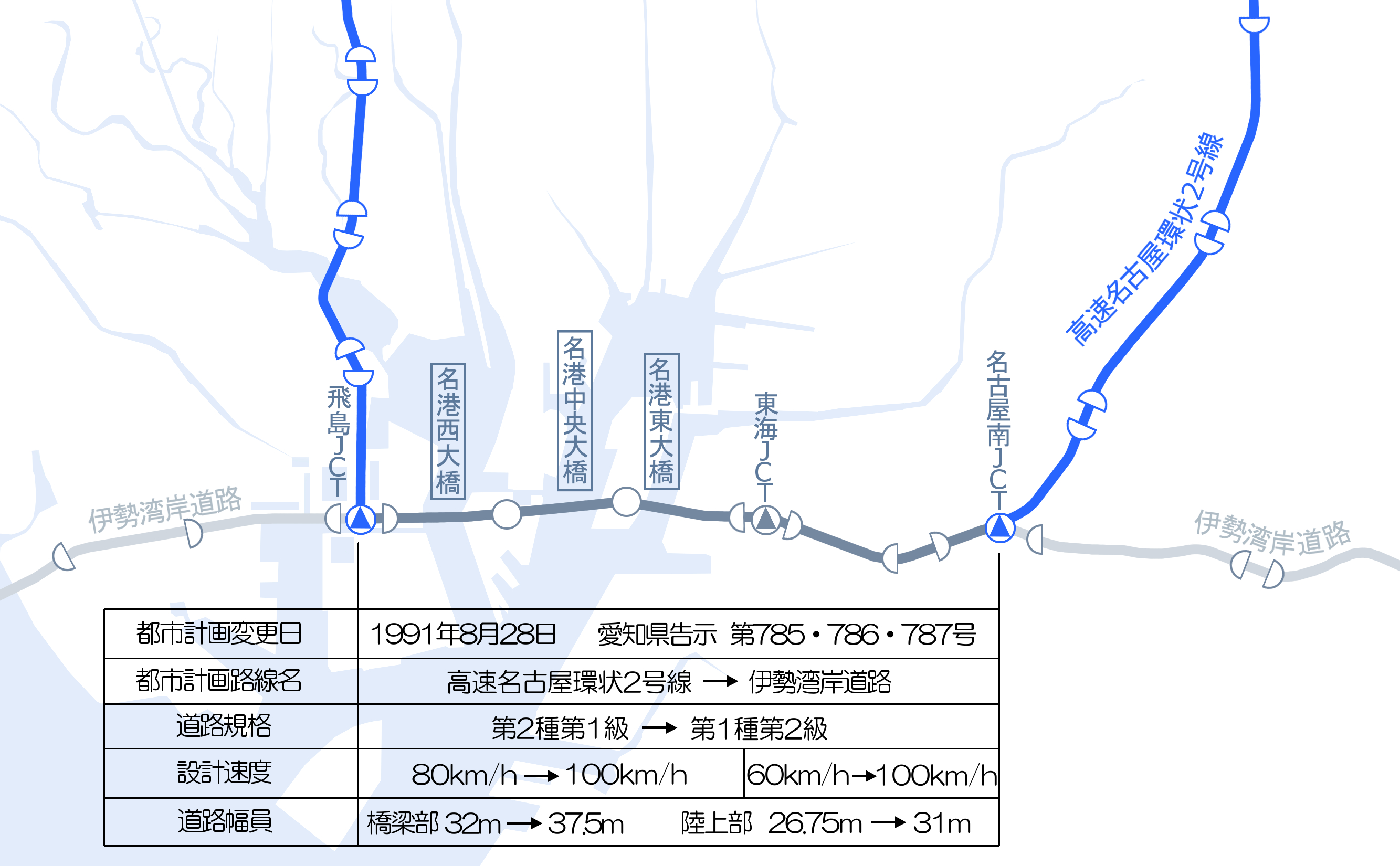
環状2号専用部の伊勢湾岸道路重複部は1991年（平成3年）8月に都市計画変更され、第二東名、第二名神の規格にサイズアップされた。この結果、当該区間の環状2号専用部は取り消され、都市計画道路名を伊勢湾岸道路と変更した。名二環が馬蹄型の道路となっているのはこのためである。

陸上区間開通前年の1987年（昭和62年）、伊勢湾岸道路は第二東名、第二名神高速道路のルート候補に挙げられ、第二東海自動車道および近畿自動車道名古屋神戸線の予定路線となった。1989年（平成元年）2月には基本計画路線に格上げされ、第二東名、第二名神の一部となった。この決定を受けて環状2号専用部の規格で計画された伊勢湾岸道路重複区間の名古屋南JCT - 飛島IC間（名古屋港経由）は第二東名、第二名神の規格に揃える必要が生じた。このため、従前に都市計画変更されていた同区間を1991年（平成3年）8月に再度変更して道路規格を上げるに至った。これにより、往復6車線は踏襲されたが、道路幅員は26.75 mから31 mに、設計速度は80 km/hないし60 km/hから100 km/hに引き上げられ、道路規格も第2種第1級から第1種第2級に変更された。そして、都市計画道路の路線名称も「高速名古屋環状2号線」から「伊勢湾岸道路」に変更された。これをもって当該区間は都市計画上、環状2号専用部の位置付けから抹消され、豊田 - 四日市間の都市計画道路「伊勢湾岸道路」の一部となった。のちの名二環が馬蹄型となっているのはこうした理由からである。
従来、名港3大橋（名港トリトン）は環状2号専用部の規格で計画され、1985年（昭和60年）開通の名港西大橋上り線はこの規格を当てはめている。だが、名港中央大橋と名港東大橋は事業許可を受けてから第二東名の規格に変更され、名港西大橋下り線も同様に規格アップして建設されている。並列する名港西大橋の北側橋梁が南側と比べて狭いのはこうした経緯からである。

### 清洲以東の開通
一方で陸上区間専用部は、清洲東ICより東側の区間が順次延伸され、1993年（平成5年）12月には名古屋IC - 名古屋西JCTの全線開通をみた。なお、一部インターチェンジについては事情により開設が遅れ、1995年（平成7年）までに供用されている。

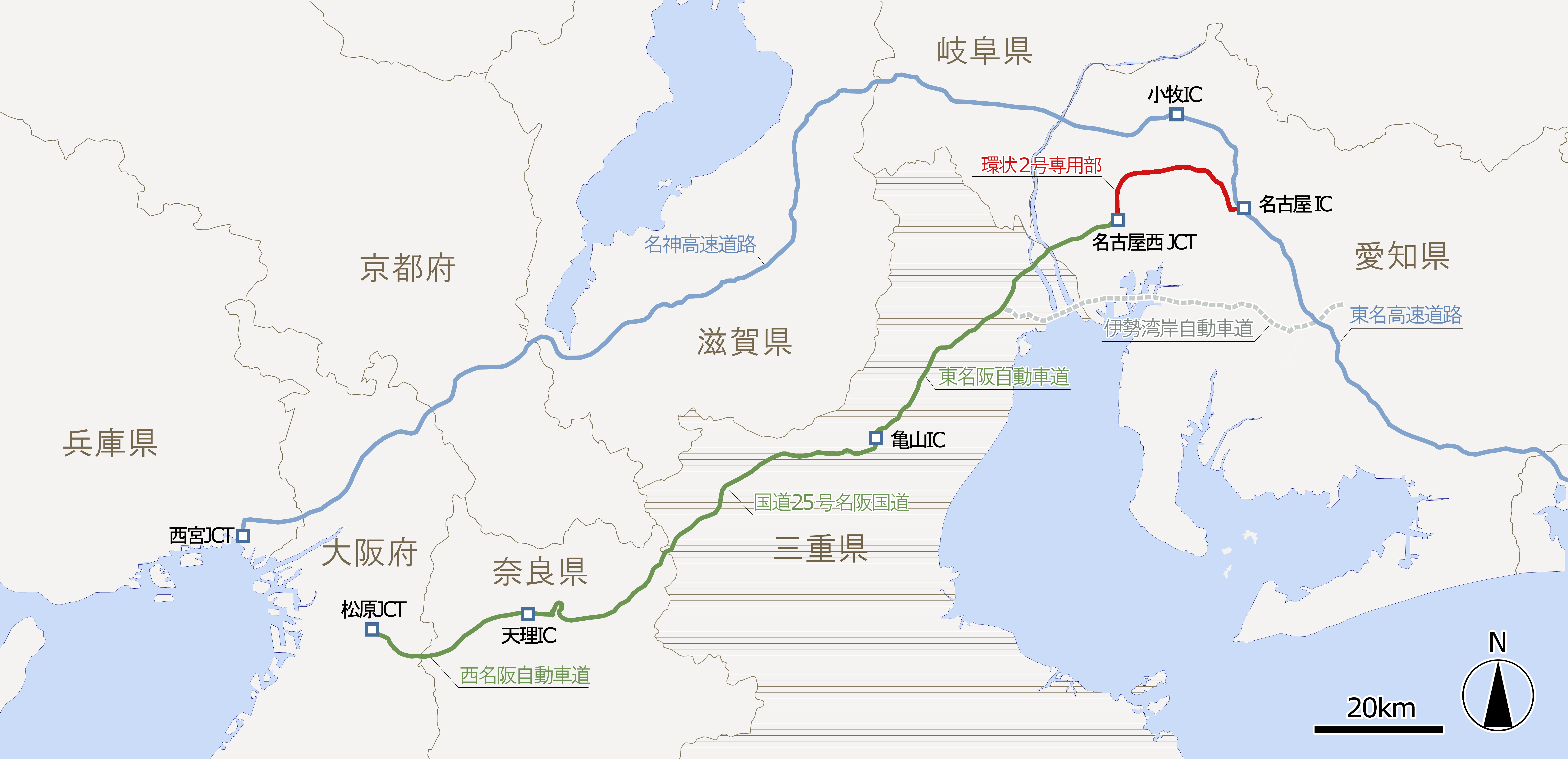
1993年12月に勝川IC以東が開通して東名高速名古屋ICと連結した。これにより東名、名神に替わる名阪間の南寄りバイパスが完成し、2004年12月の伊勢湾岸自動車道の東名（豊田JCT） - 東名阪（四日市JCT）連結まで環状2号専用部が長距離交通を受け持つこととなった。今回の延伸によって三重県沿道と東名高速が高速道路で初めて直結された。

名古屋ICにおける東名高速道路との連結は、単に名古屋都市圏の環状高速道路が延伸したという意味を超えて、東名高速と三重県が初めて高速道路で直結し、さらに東名、名神のバイパス（東名阪自動車道と国道25号名阪国道、西名阪自動車道経由）が完成したことでもあった。この結果、東名高速と東名阪自動車道を行き交う交通は従来の愛知県道60号名古屋長久手線（広小路通・東山通）、あるいは国道23号（名四国道）と国道1号の乗り継ぎによる連絡（東名高速の岡崎IC利用）から環状2号専用部に転換した。これにより東名阪自動車道の名古屋西IC以西の交通量が4倍に増え、逆に東名、名神の名古屋IC - 一宮IC間の交通量が大幅に減少した。なお、東名、名神の名阪間におけるバイパスルートの役割が環状2号専用部に付加されたことで、本来は名古屋都市圏における交通処理を使命とする当該道路は、暫定的に長距離連絡路線としての役割を持つことになった。このため、長距離交通の利用を想定した休憩施設が導入されることになり、内回り方向のみで名古屋IC料金所後方に駐車スペース8台分を持つトイレが設置された。
東名阪自動車道沿線と東名高速沿線間以上に多い利用パターンが、東名阪自動車道沿線と中央自動車道沿線間の相互利用である。従来こうした交通は、名古屋市内を走る重要幹線（国道1号、国道23号、国道19号、国道22号、愛知県道60号名古屋長久手線）を通過することで慢性的な渋滞を引き起こしていた。それも今回開通により環状2号専用部で勝川IC、国道19号、春日井IC経由、あるいは名古屋IC経由で中央道に連絡するルートに代わったことで、市内一般道路の渋滞緩和に寄与し、環状道路の使命の一つ、「通過交通の排除」が如実に現れた。
なお、今回の名古屋IC連結によって、三重県と東名高速を結ぶ交通が環状2号専用部に転換したことによる副次的効果として、国道23号名四国道の慢性的な渋滞が幾分緩和された。名四国道は日交通量が10万台に及ぶと同時に、大型車の混入率も45パーセントと非常に高く、中部圏の経済を支える物流動脈としての役割を担っている。だが、これによって酷使された道路は傷みが激しく、路面が変形、陥没するなどの劣化が目に見えて現れることになった。抜本的補修のための通行止めは経済に与える影響が大きいことからこれまでは部分補修で対応したが、もはやそれではまかないきれないレベルまで劣化が進行したことで、環状2号専用部の東名直結の機会を捉えて床板打換えを含む大規模リフレッシュ工事が断行されている。

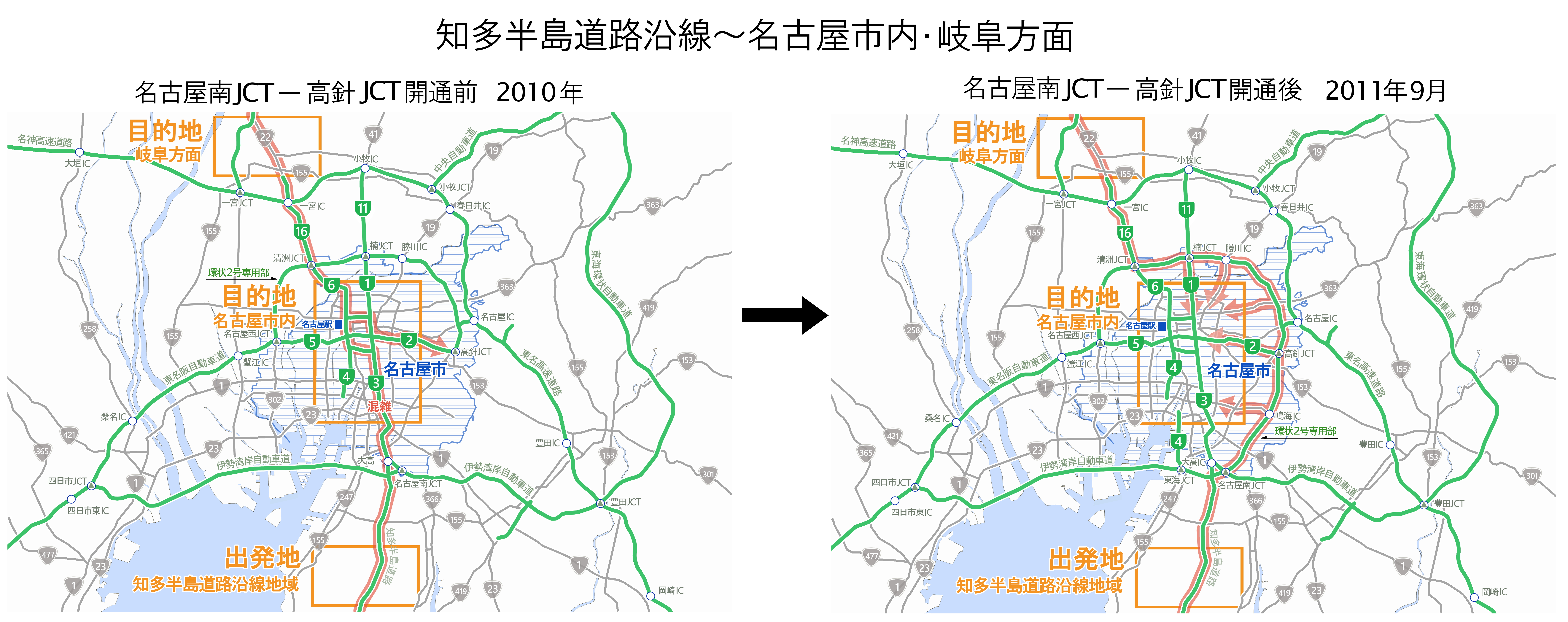
名古屋南JCT - 高針JCT間開通に伴う整備効果を示した図。図は知多半島道路沿線と名古屋市内、岐阜方面の交通流動を開通前と開通後で比較したもの。名二環延伸前の名古屋高速3号大高線は慢性的な渋滞に悩まされていたが、環状2号専用部の名古屋南JCT連結により3号大高線に殺到していた交通は名二環に転換した。ここでは環状道路の「分散導入」と「通過交通排除」の2つの機能が有効に発揮されている。図典拠：『高速道路と自動車』第55巻第6号（2012年6月）、43-46頁

ところで、整備計画路線の全線開通を見た1993年（平成5年）時点では、上社以南の区間については事業主体および建設計画も含めて全く未定であった。その前年の1992年（平成4年）には名古屋市長が上社 - 大高間の日本道路公団による建設を国に陳情しており、動きは見られた。これは1996年（平成年）12月開催の第30回国幹審で基本計画路線となった。基本計画路線と認定されるにはその前に予定路線として認定される必要があるが、これは既決定の近畿自動車道名古屋大阪線を予定路線と位置づけることで対応した。1998年（平成10年）12月の第31回国幹審では整備計画路線に格上げとなり、高針JCTまでが2003年（平成15年）3月に、名古屋南JCTまでが2011年（平成23年）3月に開通した。この時、名古屋南JCTで伊勢湾岸自動車道と接続する際に名称が東名阪自動車道のままだと豊田・静岡方面から伊勢・京都方面に向かう車が誤って進入する恐れがあるため、名称を名古屋第二環状自動車道（名二環）に変更した。そして今回開通による効果も環状道路の迂回機能を存分に発揮することになった。それも2004年（平成16年）12月に東名と東名阪を連結した伊勢湾岸自動車道と名古屋南JCTで連絡することにより、名二環のこうした効果はより効率的に発揮された。その結果は、名古屋高速3号大高線、東名高速道路豊田JCT - 名古屋IC間の渋滞緩和となって現れ、具体例として知多半島道路沿道と名古屋都心部、岐阜方面を結ぶ交通は名古屋高速経由から名二環経由に転換することで都市高速の渋滞緩和に寄与し、環状道路の高い効率性が改めて立証されている。

### 名古屋西JCT以南
名二環として最後の建設区間となる名古屋西JCT - 飛島JCT間は予定路線としての根拠を近畿自動車道伊勢線として求め、1999年（平成11年）12月開催の国幹審（決定は2000年2月）で基本計画路線に、2009年（平成21年）4月開催の国幹審（決定は翌月）で整備計画路線に格上げされた。基本計画決定から整備計画決定まで概ね10年を要したのは、日本道路公団の民営化や政権交代が影響しているが、整備計画決定後もさらに足踏みした。これは、2009年（平成21年）に盛り込まれた予算が、民主党の高速道路無料化実験の検証のために凍結されたもので、2011年（平成23年）12月に2012年度政府予算案が再度計上されるまで、さらに2年の足踏みを要する結果となった。
こうして当該区間の事業許可が降りたのは2012年（平成24年）4月で、それから9年を要して、2021年（令和3年）5月1日に開通した。

### 年表
- 1957年（昭和32年）9月24日 : 名古屋市外周を取り巻く環状道路として都市計画決定（幅員25 m）[48][50]。
- 1966年（昭和41年）7月1日 : 国土開発縦貫線自動車道法改正施行により、近畿自動車道名古屋大阪線、同伊勢線を予定路線に組み入れ[57][58]。
- 1967年（昭和42年）3月17日 : 名古屋環状2号線が幅員50-60 mを基本とする内容で都市計画変更（以後1968年〈昭和43年〉10月18日まで3段階に分けて順次変更）[48]。
- 1978年（昭和53年）12月20日 : 専用部、中川区 - 名東区間の基本計画が決定告示[102][58]。
- 1979年（昭和54年）8月10日 : 海上部（東海 - 飛島間）が都市計画決定[103][104]。
- 1982年（昭和57年）
  - 3月1日 : 専用部、中川区 - 名東区（名古屋西JCT - 名古屋IC）間の整備計画決定[58]。
  - 11月5日 : 専用部の都市計画変更[48]。
- 1983年（昭和58年）8月5日 : 名東区 - 中川区に施行命令[71]。
- 1985年（昭和60年）3月20日 : 環状2号専用部として最初の区間（名港西大橋）が開通[66]。
- 1987年（昭和62年）
  - 6月30日 : 第四次全国総合開発計画の閣議決定により、第二東名自動車道、第二名神自動車道として東京 - 名古屋 - 神戸間が高規格幹線道路に構想される[105][106]。
  - 9月1日 : 国土開発幹線自動車道建設法の一部改正により、第二東海自動車道、近畿自動車道名古屋神戸線として東京都 - 名古屋市 - 神戸市間が国土開発幹線自動車道の予定路線となる[107]。
  - 11月20日 : 東海 - 金城ふ頭間（名港中央大橋、名港東大橋含む）が事業許可[108]。
- 1988年（昭和63年）3月23日 : 東名阪自動車道（均一区間）本線として、清洲東IC - 名古屋西JCT間開通[13]。
- 1989年（平成元年）2月27日 : 第二東名、第二名神が基本計画に策定され[109][110]、伊勢湾岸道路は第二東名、第二名神に組み入れられた[80]。

- 1991年（平成3年）

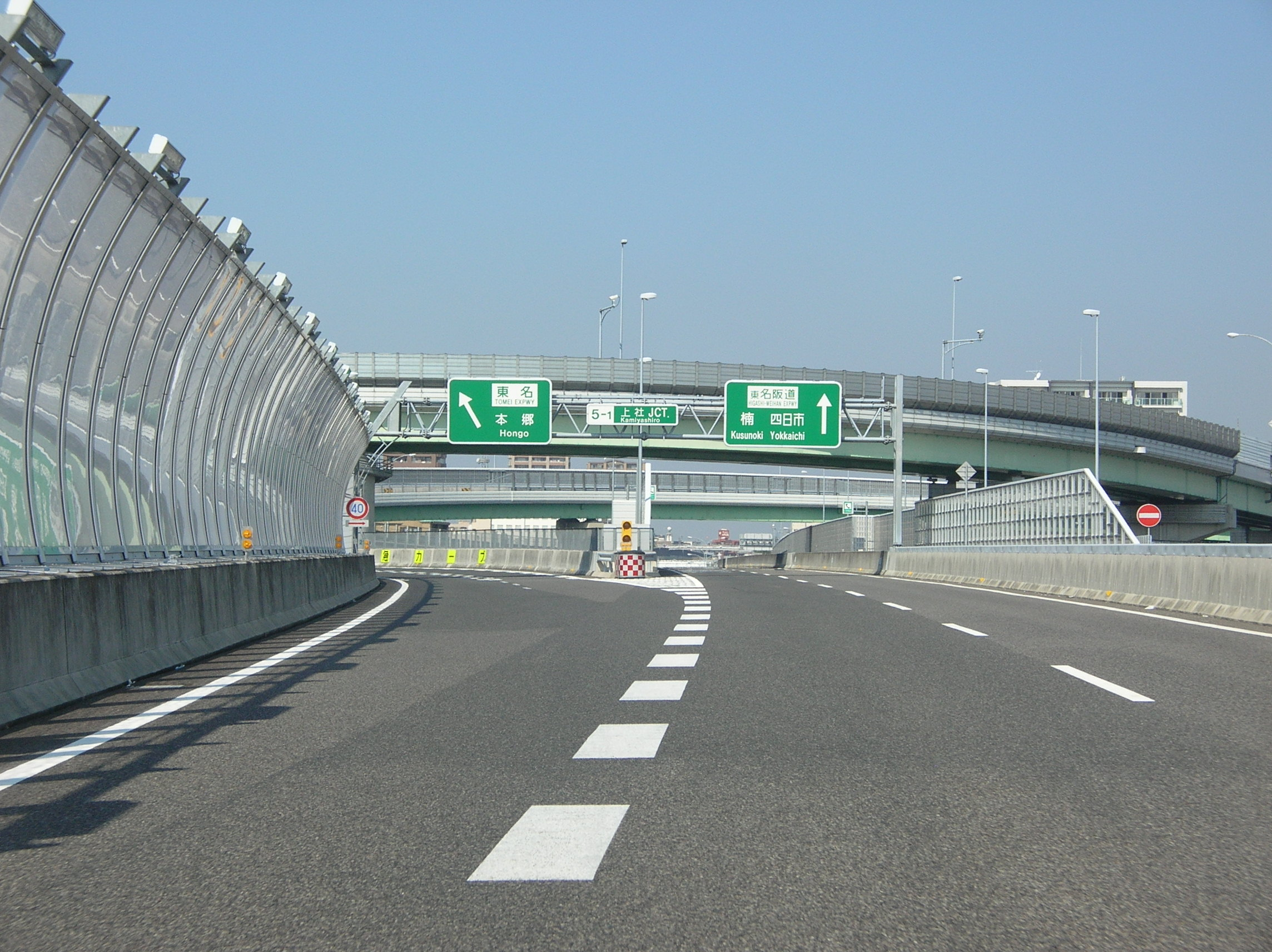
高針JCTまでが開通した頃の画像。当時は東名阪自動車道を称した。

  - 3月19日 : 東名阪自動車道（均一区間）本線として、勝川IC - 清洲東IC間開通。楠JCTで名古屋高速1号楠線と接続[111]。
  - 8月28日 : 名古屋港経由の名四東IC（現・名古屋南JCT） - 飛島JCT間の都市計画変更。都市計画路線名が「高速名古屋環状2号線」から「伊勢湾岸道路」に変更のうえ道路規格も変更[112]。これにより同区間は環状2号専用部から削除[112]。
- 1993年（平成5年）12月3日 : 東名阪自動車道（均一区間）本線として、名古屋IC - 勝川IC間開通[113]。
- 1994年（平成6年）
  - 3月30日 : 小幡IC開通[114]
  - 11月16日 : 名古屋高速1号楠線延伸工事の為、楠JCTにおける名古屋高速との乗り入れを中止[115]。
- 1995年（平成7年）
  - 3月28日 : 勝川IC東側出入口開通[114][116]。
  - 9月19日 : 名古屋高速1号楠線 楠JCT - 東片端JCT間開通により、名古屋高速1号楠線と再度接続[117]。
- 1997年（平成9年）
  - 2月5日 : 専用部、緑区 - 名東区間の基本計画決定[58]。
  - 12月18日 : 隅除川トンネルと白沢川トンネルの危険物積載車両の通行制限を18日午前0時をもって解除[118]。
- 1998年（平成10年）12月25日 : 専用部、緑区 - 名東区（名古屋南JCT - 上社JCT）間の整備計画決定[119]。
- 2000年（平成12年）2月16日 : 専用部、中川区 - 飛島村（名古屋西JCT - 飛島JCT）間の基本計画決定[58]。
- 2001年（平成13年）3月10日 : 楠JCTで名古屋高速11号小牧線と接続[120]。
- 2003年（平成15年）3月29日 : 東名阪自動車道（均一区間）高針支線として、高針JCT - 上社JCT間開通。高針JCTで名古屋高速2号東山線と接続[121]。
- 2005年（平成17年）2月11日 : 清洲JCT開通により、名古屋高速16号一宮線と接続[122]。

| 画像左:名二環着工前の富田IC付近（名古屋市中川区かの里付近）。専用部の用地は一般部中央に確保済であった。画像右:工事中の名古屋西JCT - 飛島JCT間（国道23号交差点付近 2017年5月）。港湾物流に関わる大型車の渋滞が著しいことから専用部の開通が期待された。  |  | 画像左:名二環着工前の富田IC付近（名古屋市中川区かの里付近）。専用部の用地は一般部中央に確保済であった。画像右:工事中の名古屋西JCT - 飛島JCT間（国道23号交差点付近 2017年5月）。港湾物流に関わる大型車の渋滞が著しいことから専用部の開通が期待された。 |
| 画像左:名二環着工前の富田IC付近（名古屋市中川区かの里付近）。専用部の用地は一般部中央に確保済であった。 画像右:工事中の名古屋西JCT - 飛島JCT間（国道23号交差点付近 2017年5月）。港湾物流に関わる大型車の渋滞が著しいことから専用部の開通が期待された。 |  | |

- 2007年（平成19年）12月9日 : 清洲JCTで名古屋高速6号清須線と接続[124]。
- 2009年（平成21年）5月29日 :  専用部、中川区 - 飛島村（名古屋西JCT - 飛島JCT）間の整備計画決定[58][125]。
- 2011年（平成23年）
  - 3月20日 : 名古屋南JCT - 高針JCT間および上社南IC開通[126][127]。同時に、名古屋IC・高針JCT - 名古屋西JCT間を、東名阪自動車道（均一区間）から名古屋第二環状自動車道（名二環）に名称変更[126]。東名高速道路への接続線（名古屋IC - 上社JCT間）は名古屋支線として、本線から支線への位置付けに変更。
  - 12月24日 : 2012年度政府予算案に名古屋西JCT - 飛島JCT間の整備費を計上。これで名二環全通に目処が付いた[98]。
- 2012年（平成24年）4月20日 : 名古屋西JCT - 飛島JCT間について国が延伸の事業許可を出す[99]。
- 2013年（平成25年）9月21日 : 名古屋西JCT - 飛島JCT間着工[128]。
- 2021年（令和3年）5月1日 : 名古屋西JCT - 飛島JCT間開通により全線開通[100][101]。大都市近郊区間の料金水準に変更される[100][101]。

## 路線状況

### 車線・最高速度
| 区間 | 区間                  | 車線 上下線=上り線+下り線 | 最高速度 |
| ---- | --------------------- | ------------------------- | -------- |
| 本線 | 名古屋南JCT - 上社JCT | 4=2+2                     | 60 km/h  |
| 本線 | 上社JCT - 上社IC      | 4=2+2                     | 40 km/h  |
| 本線 | 上社IC - 飛島JCT      | 4=2+2                     | 60 km/h  |
| 支線 | 名古屋IC - 上社JCT    | 4=2+2                     | 40 km/h  |

### 幾何構造

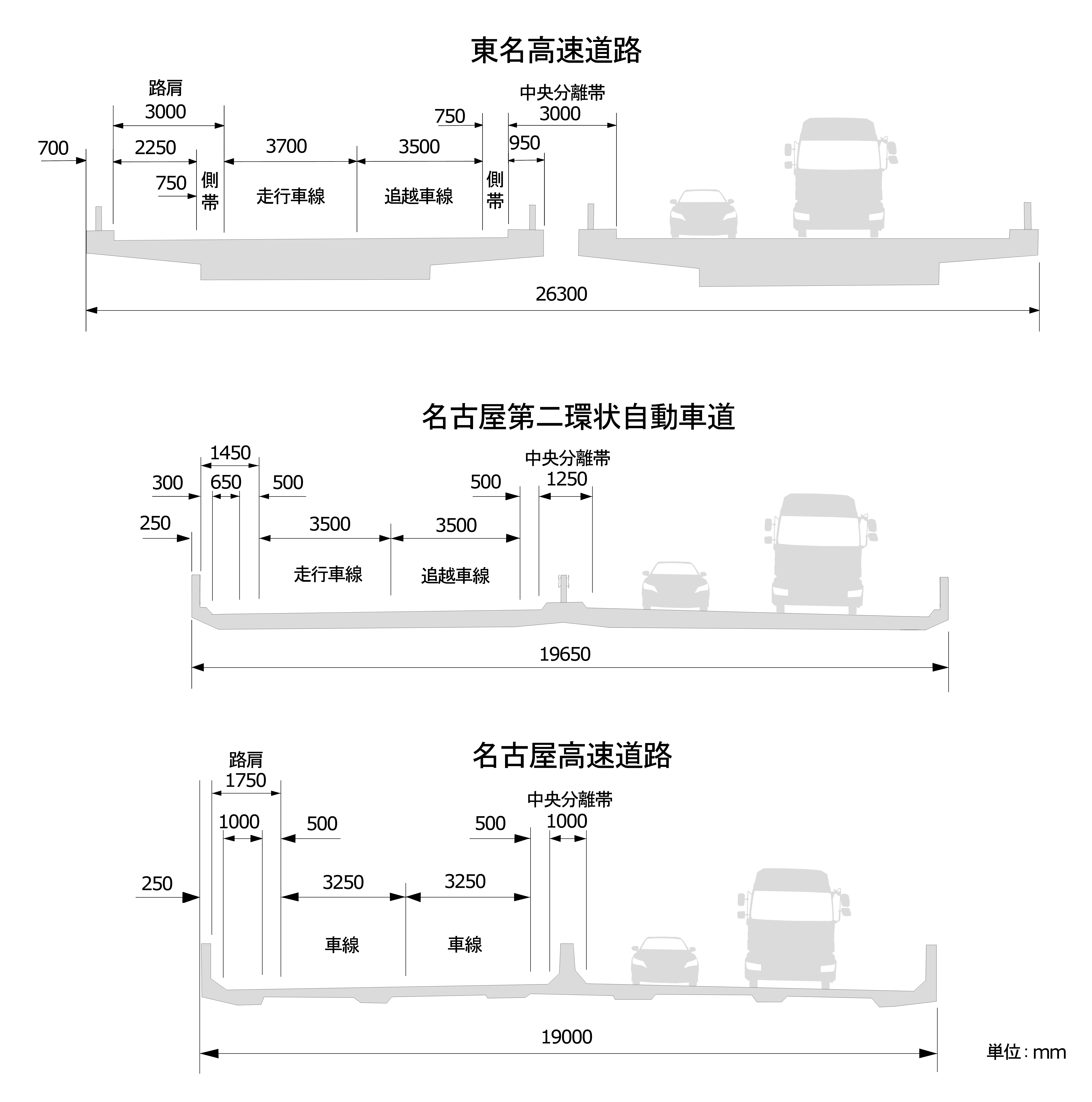
東名高速、名二環、名古屋高速の各横断構成。3路線とも高架構造で比較している。路肩に十分な幅員がない名二環は都市高速（名古屋高速）の規格に近いことが判る。

構造規格は第2種第1級である。高架構造の場合、両端高欄も含めた幅員は19.65 mである。往復4車線を基本とし、車線幅員は3.5 m、路肩幅員は1.25 m（土工、半地下）、中央分離帯も1.25 mである。また、最小曲線半径は400 m、設計速度60 km/hとなっている。路線は大まかに西半分が高架、東半分が半地下と高架の複合構造であるが、高架と半地下の移行区間、および半地下部も横断構成は高架と概ね同様である。同じ高速自動車国道の東名高速道路の横断構成とは著しく異なっており、特に路肩幅員は2.5 m未満であることから、故障車および非常時の駐車スペースとして非常駐車帯を極力500 mピッチで設けている。
なお、名古屋高速道路の場合、構造規格第2種第2級、往復4車線で幅員19 m、車線幅員3.25 m、路肩幅員は左側1.25 m、右側0.75 m、設計速度60 km/hとなっており、名二環の横断構成と似通っている。日本道路公団自身、専用部が都市内高速道路の規格、構造となっていることを公表しているだけあって、両道路はインターチェンジ構造も含めて共通点が多い。これは日本道路公団にとって全く新しい自動車道の設計であった。専用部は1960年代には最初の都市計画が決定され、1982年（昭和57年）11月には都市計画変更が行なわれてほぼ現状のスタイルとなったが、これらは1970年代に建設省や自治体によって線形、一般道路との連結方法、平面交差点の位置、半地下と高架の場所などが調整されていたことを都市計画として反映したものであった。日本道路公団が建設省から引き継ぎを受けたのはこの直後のことで、つまり大部分の用地買収がなされたうえに、国道302号と完全に重複する線形条件等により設計の自由度は極端に制限され、公団の裁量で計画できる余地は極めて限られていた。一例として、設計段階で橋梁高さを下げることが検討されたが、公団単独で事業を行なう場合と異なって、環境影響評価、および都市計画道路として13 mという条件が課されていたことから断念した一幕もあった。また都市高速と概ね同規格の高速道路を手がけるのも公団としては初めてのことで、職員一同、これらのことを全く新しい事業展開として冷静に受け止めた。
名二環と並行する国道302号の全幅は概ね50 mから60 mである。ただし、春日井市勝川町から名古屋市西区に至る区間はJR東海交通事業城北線と並行することで約72 mと広めである。国道中央に名二環を配置する構成とされ、国道両脇は植樹帯と歩道地先道が設けられている。

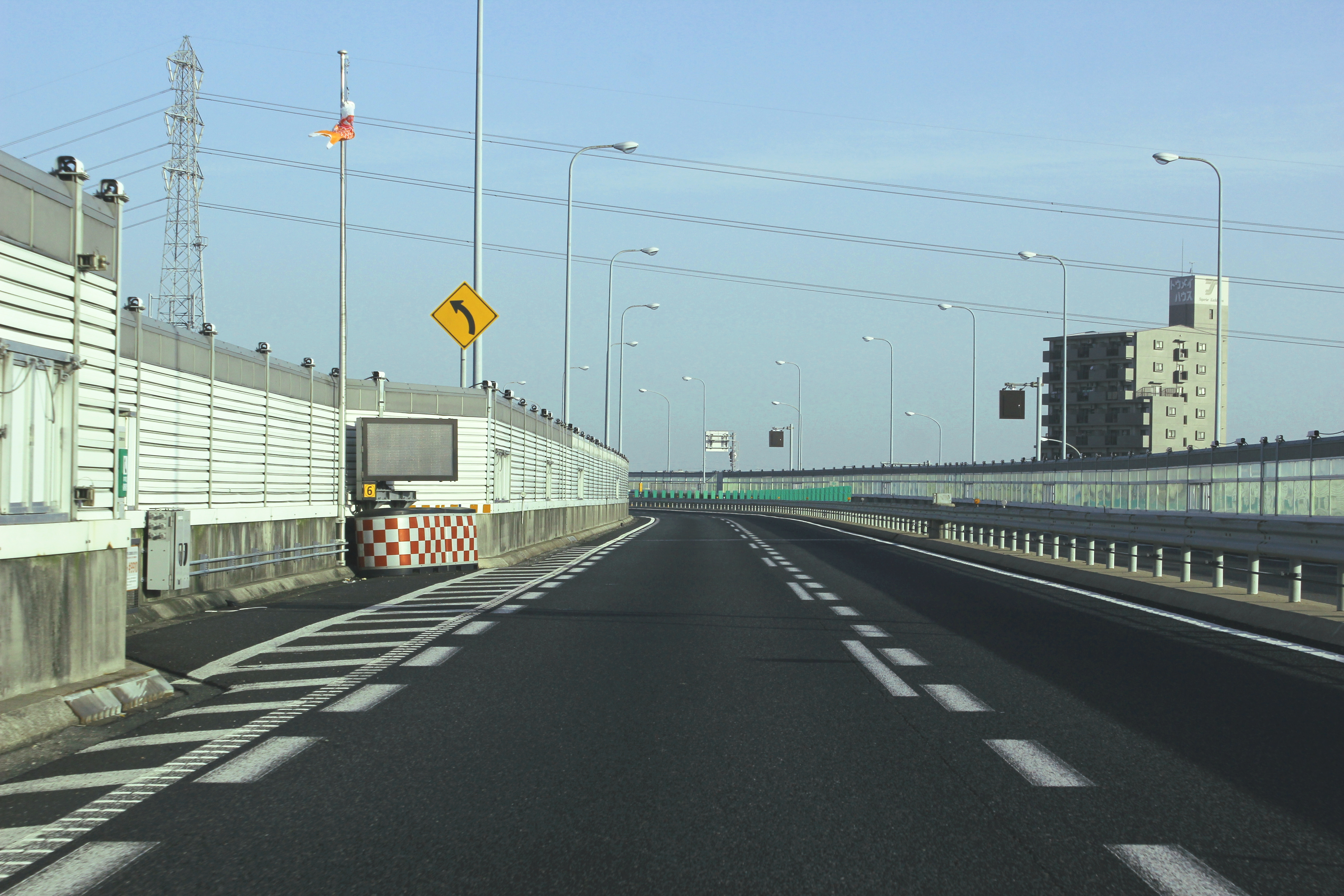
高架区間の非常駐車帯
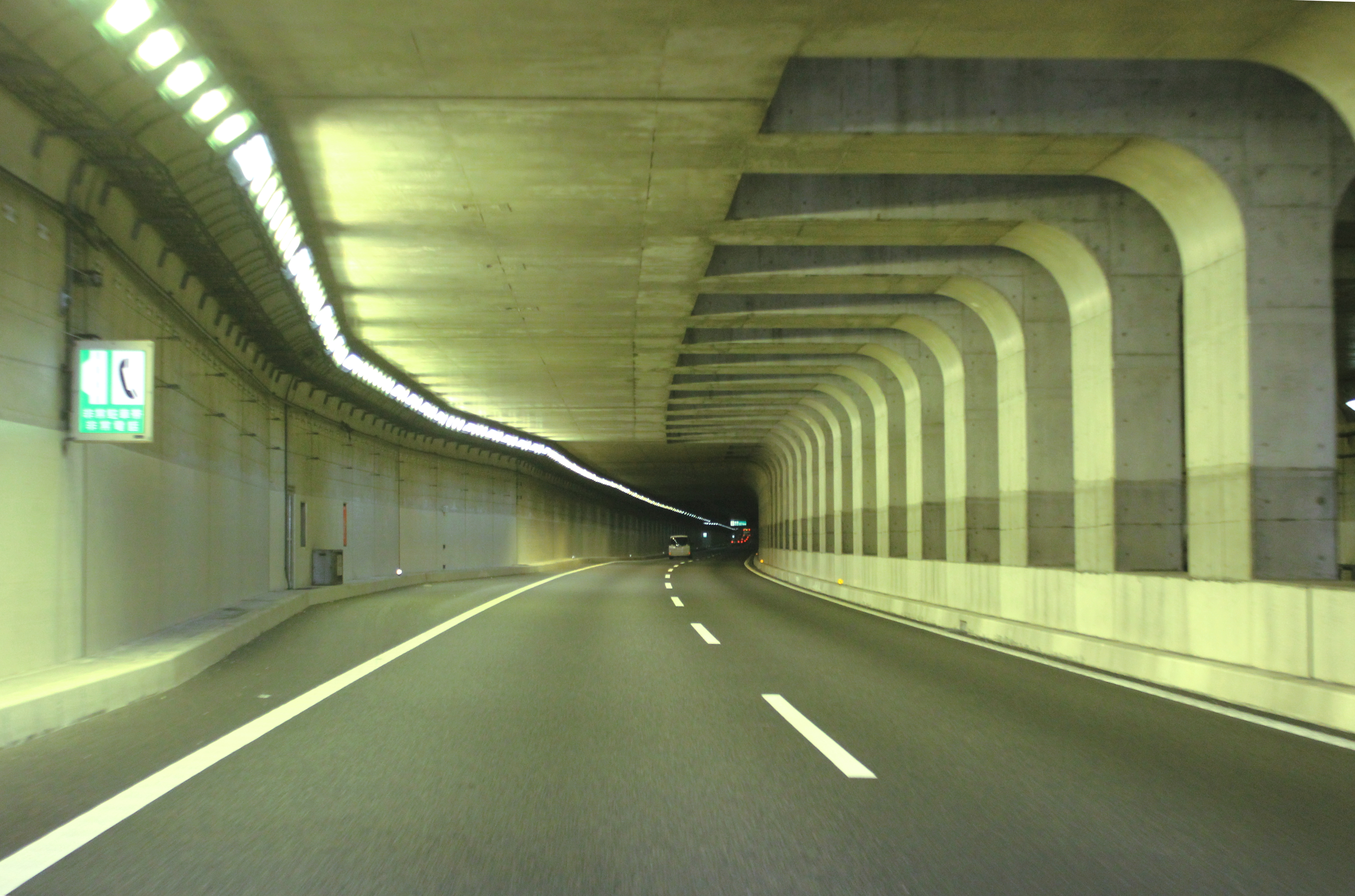
半地下区間の非常駐車帯
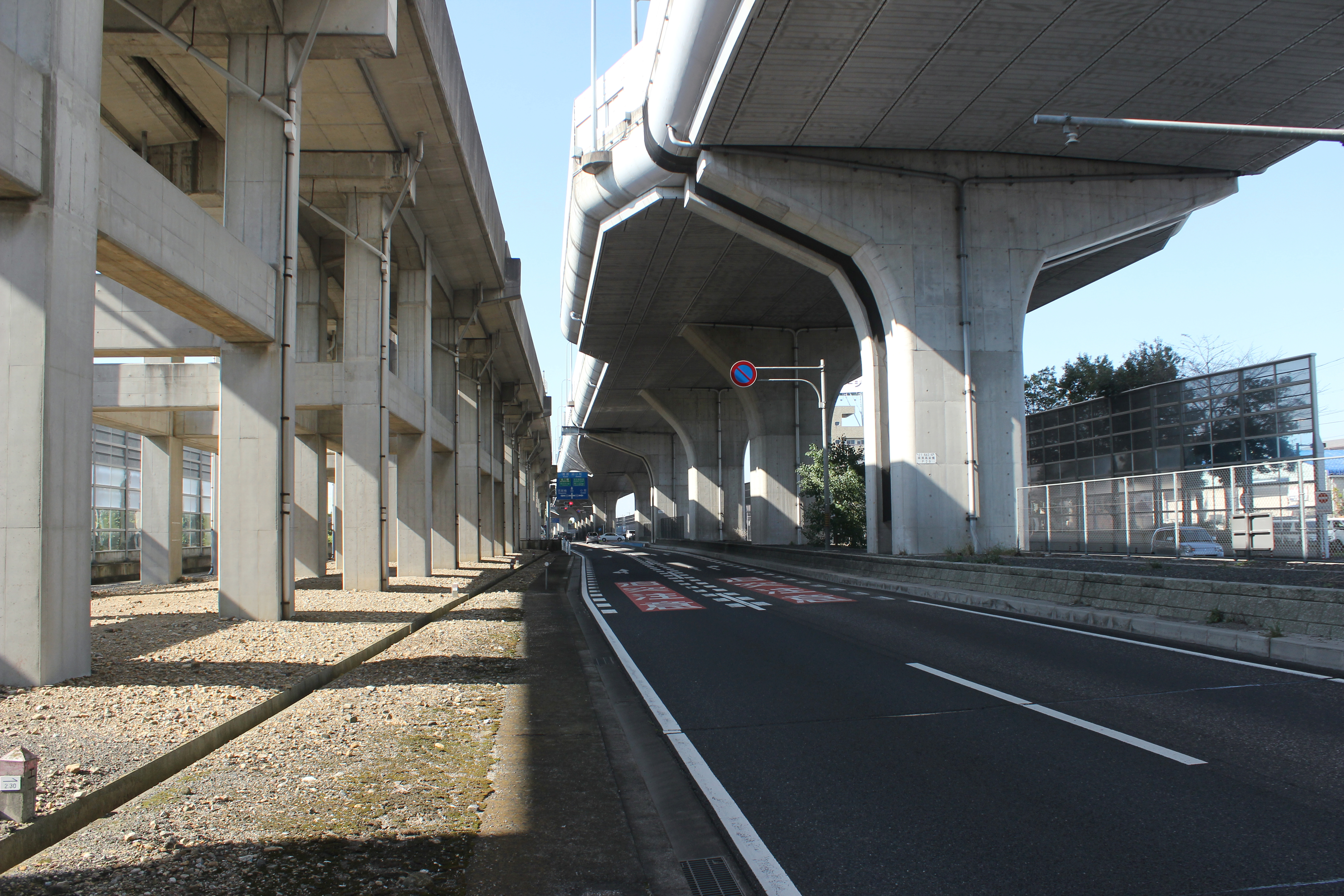
国道302号が並行。城北線並行区間は全幅約72 mと広い。

### 案内標識の仕様

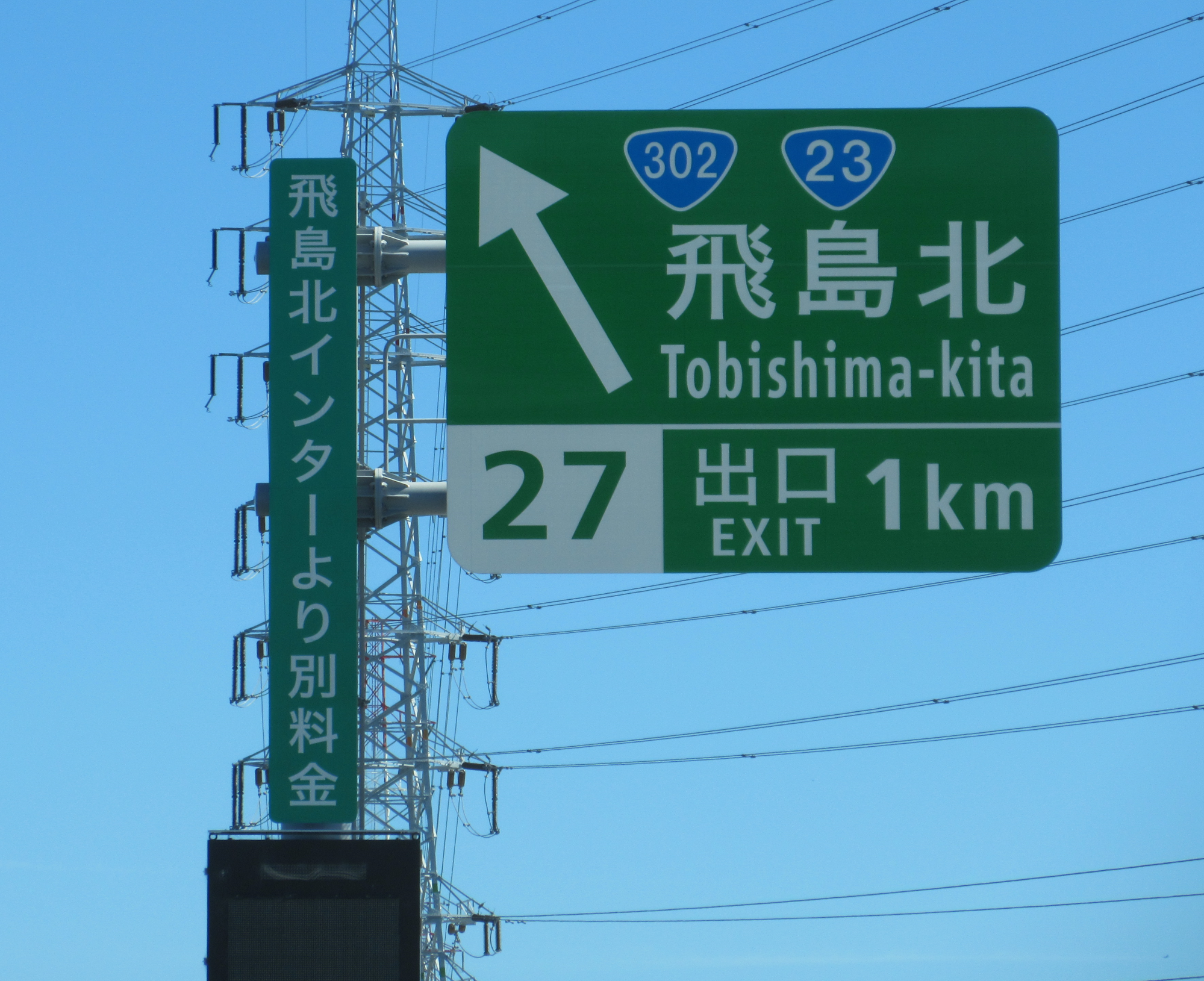
出口が左側であることを示す飛島北ICの標識

名二環での出口予告標識は都市間高速道路で用いられる仕様で設置されている。しかし、都市間高速道路仕様の出口予告標識は左右のどちらに出口があるか矢印が明記されておらず、一方で左右の両側の出口が混在する名古屋高速から乗り入れるドライバーが名二環に入って戸惑う事例が見られた。そのため、総務省の行政苦情処理委員会からNEXCO中日本名古屋支社に案内標識に出口の矢印を示すよう改善を促した。

### 危険物積載車輌の通行規制
- 引山IC - 松河戸IC間には4カ所の地下トンネルがあり、いずれも川底を通っている[148]。これらのうち、名東トンネルおよび守山トンネルを含む引山IC - 大森IC間は、タンクローリーをはじめとする危険物積載車輌は通行禁止となっている[118]。なお、隅除川トンネルおよび白沢川トンネルを含む大森IC - 松河戸IC間も、開通当初は危険物積載車輌の通行は禁止されていたが、1997年（平成9年）12月18日をもって規制は解除されている[118][149]。

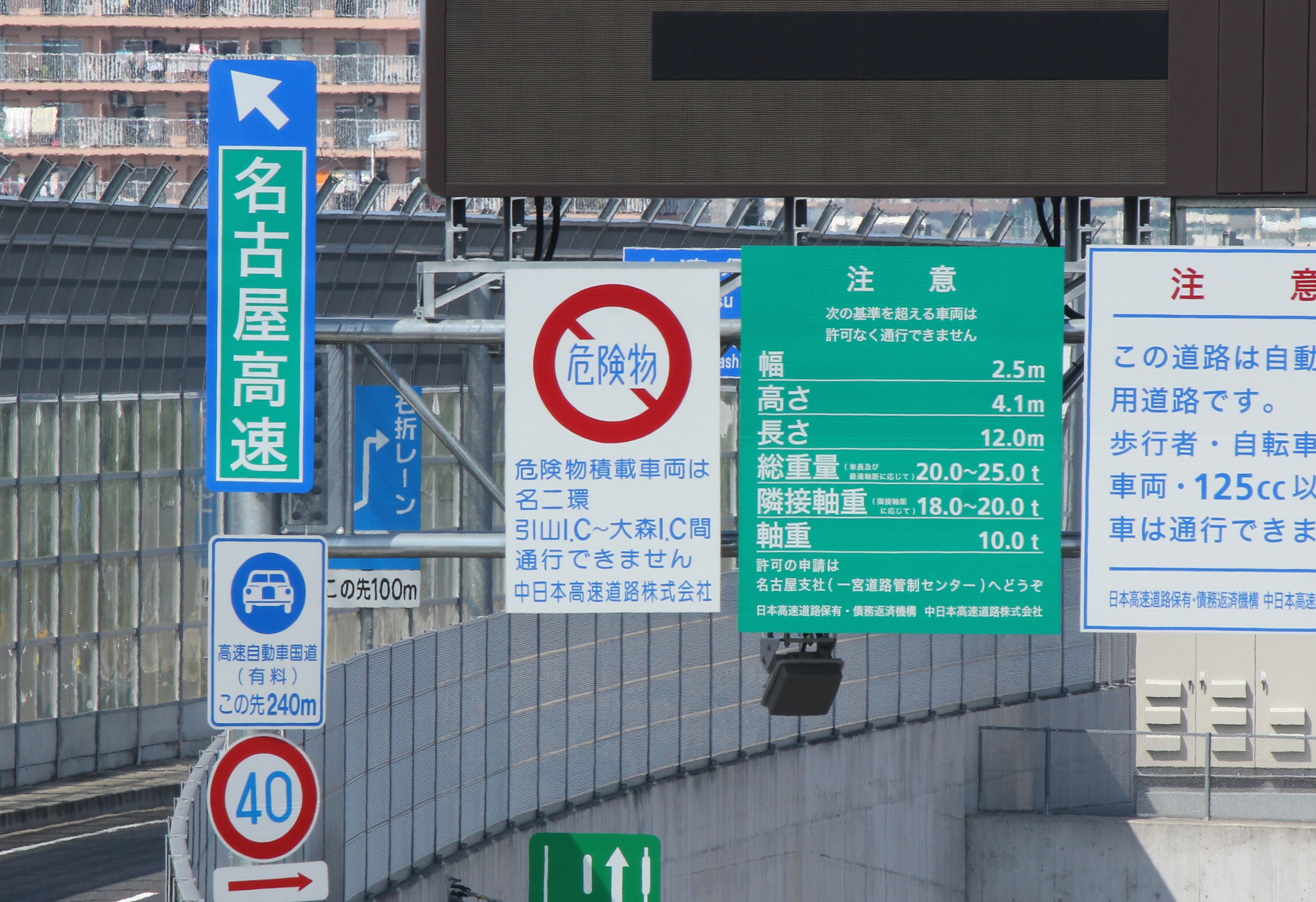
インター入口の様々な標識に交じって提示される危険物積載車輌通行禁止の規制予告標識[150]（植田IC）
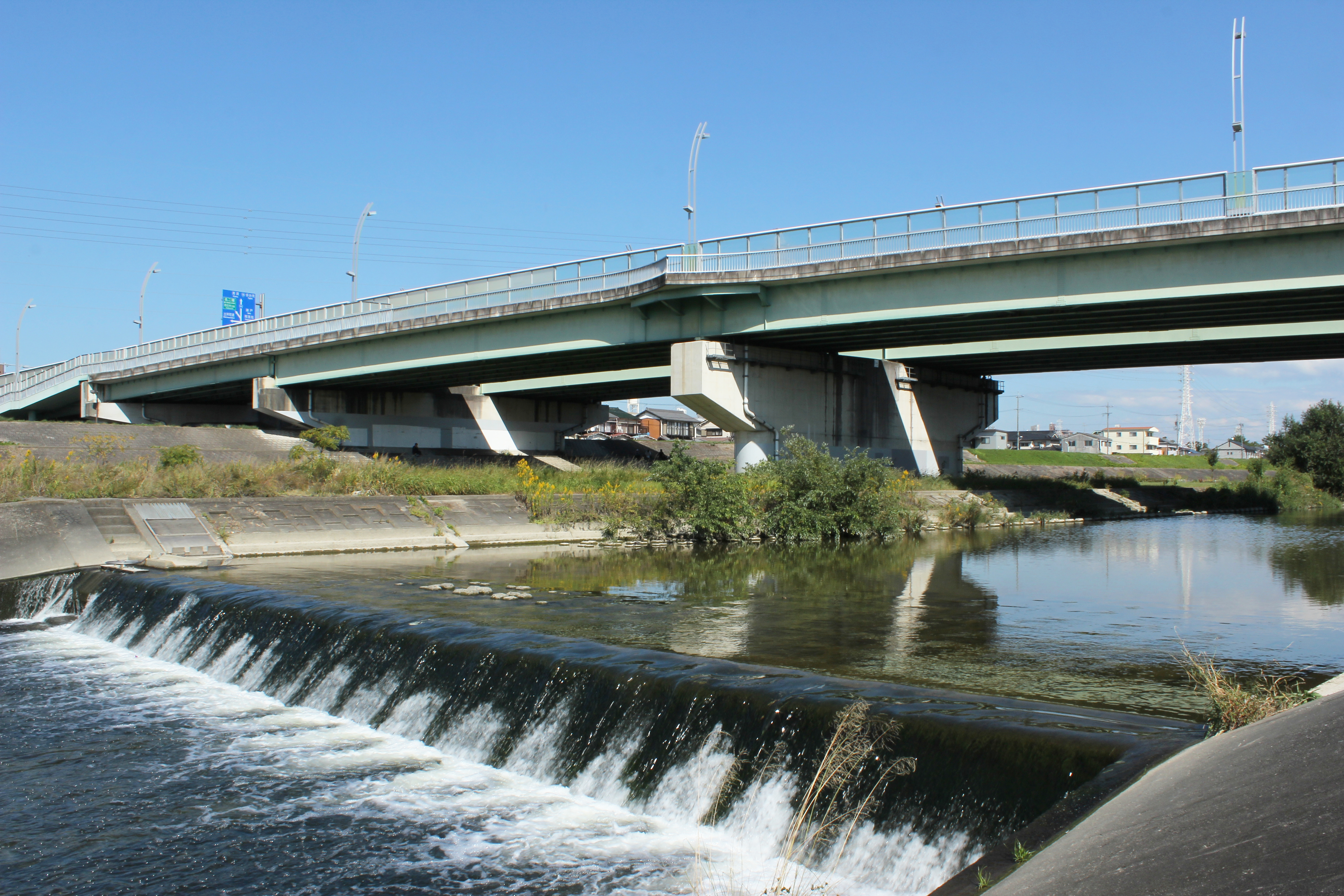
矢田川直下を名二環の守山トンネルが横断（大森IC - 引山IC間に架かる矢田川大橋）
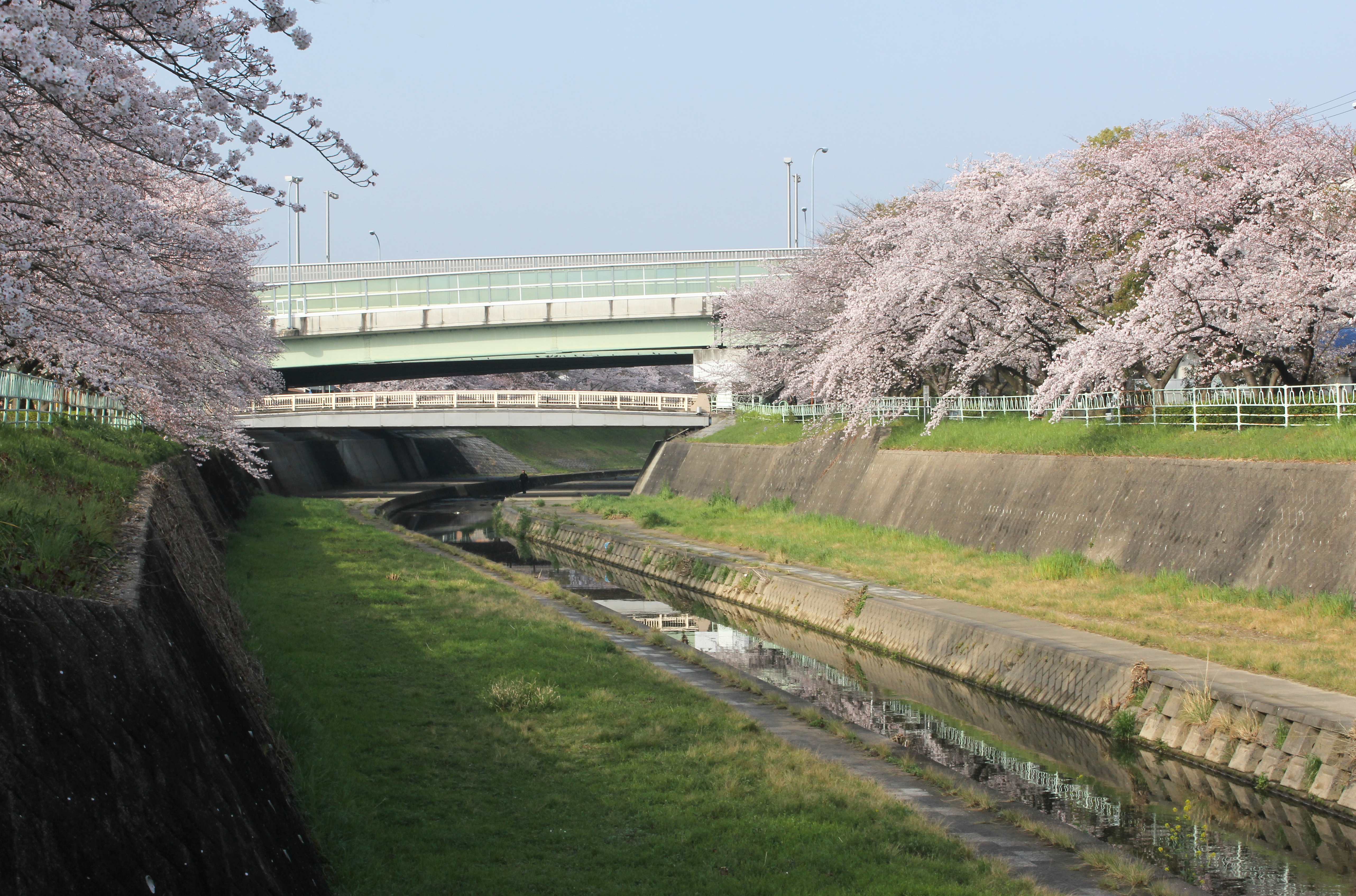
香流川直下を名東トンネルが横断する。奥の高架橋は引山ICオンランプ。

### 制水ゲート
名二環の上社ICから小幡IC付近までは掘割構造が連続する。このうち、4か所で河川をトンネル構造にてアンダークロスするが、矢田川をくぐる守山トンネルの坑口北側には制水ゲートを設けている。これは、トンネルが予期せぬ災害や構造物の劣化によって破損した場合、河川の水が高速道路に流入して市街地に流出する恐れがあることから、河川管理者の要望によって設置したものである。河川管理者は香流川を横断する名東トンネルにも設置を要望したが、こちらは掘割部の高欄をかさ上げすることで水の流出を食い止めるとの合意のもとに協議完了となった。
制水ゲートは一般的に、地下鉄などの施設に地上の水が流入しないことを目的とするものが多く、その逆である地下施設からあふれ出る水を抑止するためのものは少ない。よって、設置にあたっては、関門トンネルと大阪市交通局（現・大阪市高速電気軌道）の2例を参考に実態調査のうえ設計、施工された。当該制水ゲートは様々な観点から昇降式が採用されている。

### サービスエリア・パーキングエリア
| 画像左:名古屋ICトールバリア後方の休憩施設（トイレのみ）。画像右:かつてサービスエリアの設置が検討された喜多山地区（大森IC - 小幡IC間）。名二環は鉄道の下をくぐっている。  |  | 画像左:名古屋ICトールバリア後方の休憩施設（トイレのみ）。画像右:かつてサービスエリアの設置が検討された喜多山地区（大森IC - 小幡IC間）。名二環は鉄道の下をくぐっている。 |
| 画像左:名古屋ICトールバリア後方の休憩施設（トイレのみ）。 画像右:かつてサービスエリアの設置が検討された喜多山地区（大森IC - 小幡IC間）。名二環は鉄道の下をくぐっている。 |  | |

本線、支線ともサービスエリアやパーキングエリアは設置されていない。ただし、支線の名古屋IC料金所後方にトイレのみの休憩施設が設置されている（東名→上社JCT方面の片方向のみ）。
なお、1987年（昭和62年）頃に「アーバン・フリーウェイ・オアシス」なるサービスエリアの設置が名鉄瀬戸線との交差部付近に構想されていた。名鉄瀬戸線を高架化してその上で大規模商業施設を建設し、その地下に概ね400台程度の高速道路専用駐車場を設置、商業施設と駐車場を自由に行き来できるというものであった。この構想はバブル経済が招いた地価高騰により、道路用地取得に当たっての用地補償費が急騰したことを受けて対象道路の上下空間利用が志向されたことに端を発する。つまりは、建築物を整備するにあたっては道路空間も担保することで一体的な市街地形成を目指そうという内容であった。しかし、制度活用が検討されている段階で名二環の用地は既に確保されていたことから、制度適用の必要に乏しく、サービスエリアの設置は陽の目を見ることはなかった。

### トンネルと主な橋

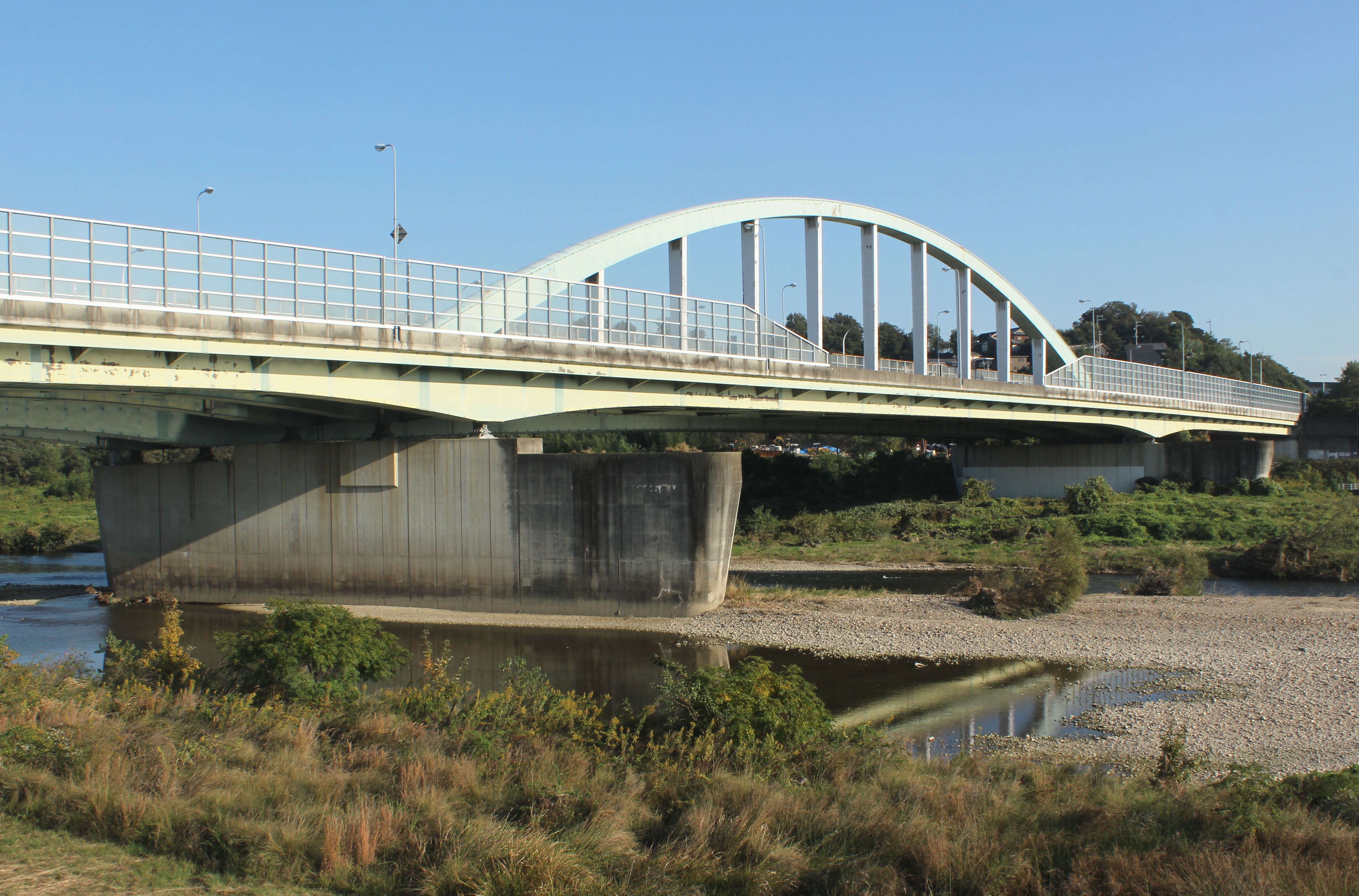
庄内川橋の単弦ローゼ橋。道路の中央に弦を一本のみ架けて橋桁と共に橋を支える。日本では8番目の採用例である。

| 守山トンネル坑口と同地点の地上側の画像。トンネル坑口は半地下構造ゆえ地上部からトンネル入口を目にすることはない。トンネル案内標識と併せて危険物積載車輌通行禁止の標識を提示 |  | 守山トンネル坑口と同地点の地上側の画像。トンネル坑口は半地下構造ゆえ地上部からトンネル入口を目にすることはない。トンネル案内標識と併せて危険物積載車輌通行禁止の標識を提示 |
| 守山トンネル坑口と同地点の地上側の画像。トンネル坑口は半地下構造ゆえ地上部からトンネル入口を目にすることはない。トンネル案内標識と併せて危険物積載車輌通行禁止の標識を提示 |  | |

本線
| 区間              | 構造物名       | 長さ  | 備考                   |
| 引山IC-大森IC     | 名東トンネル   | 185 m | 危険物積載車輌通行禁止 |
| 引山IC-大森IC     | 守山トンネル   | 230 m | 危険物積載車輌通行禁止 |
| 大森IC - 小幡IC   | 隅除川トンネル | 55 m  |                        |
| 小幡IC - 松河戸IC | 白沢川トンネル | 65 m  |                        |
| 小幡IC - 松河戸IC | 庄内川橋       | 279 m | 単弦ローゼ橋           |

支線（名古屋支線）
なし

#### トンネルの数
本線
| 区間                   | 上り線 | 下り線 |
| ---------------------- | ------ | ------ |
| 名古屋南JCT - 有松IC   | 0      | 0      |
| 有松IC - 鳴海IC        | 0      | 0      |
| 鳴海IC - 植田IC        | 0      | 0      |
| 植田IC - 高針JCT       | 0      | 0      |
| 高針JCT - 引山IC       | 0      | 0      |
| 引山IC - 大森IC        | 2      | 2      |
| 大森IC - 小幡IC        | 1      | 1      |
| 小幡IC - 松河戸IC      | 1      | 1      |
| 松河戸IC - 名古屋西JCT | 0      | 0      |
| 名古屋西JCT - 飛島JCT  | 0      | 0      |
| 合計                   | 4      | 4      |

支線（名古屋支線）
| 区間               | 上り線 | 下り線 |
| ------------------ | ------ | ------ |
| 名古屋IC - 上社JCT | 0      | 0      |
| 合計               | 0      | 0      |

（出典：「『名古屋環状2号線東部・東南部』国土交通省中部地方整備局、4 - 7頁」「『東名阪自動車道　名古屋・勝川間工事誌』日本道路公団名古屋建設局　名古屋工事事務所、59頁」「『近畿（東名阪）自動車道　清洲東・名古屋西間工事誌』日本道路公団名古屋建設局　名古屋工事事務所、17頁」）

### 交通量

#### 本線
24時間交通量（台） 道路交通センサス
| 区間                     | 平成17年（2005年）度 | 平成22年（2010年）度 | 平成27年（2015年）度 | 令和3（2021）年度 |
| ------------------------ | -------------------- | -------------------- | -------------------- | ----------------- |
| 名古屋南JCT - 有松IC     | 調査当時未開通       | 調査当時未開通       | 23,377               | 26,641            |
| 有松IC - 鳴海IC          | 調査当時未開通       | 調査当時未開通       | 33,331               | 34,690            |
| 鳴海IC - 植田IC          | 調査当時未開通       | 調査当時未開通       | 40,872               | 41,969            |
| 植田IC - 高針JCT         | 調査当時未開通       | 調査当時未開通       | 50,242               | 41,969            |
| 高針JCT - 上社南IC       | 13,689               | 19,583               | 64,384               | 58,757            |
| 上社南IC - 上社JCT       | 13,689               | 19,583               | 59,002               | 58,757            |
| 上社JCT - 上社IC         | 30,701               | 44,247               | 58,567               | 51,472            |
| 上社IC - 引山IC          | 30,701               | 44,247               | 65,018               | 59,637            |
| 引山IC - 大森IC          | 39,398               | 40,601               | 54,890               | 50,479            |
| 大森IC - 小幡IC          | 54,172               | 56,509               | 70,548               | 62,784            |
| 小幡IC - 松河戸IC        | 52,025               | 53,793               | 63,347               | 55,584            |
| 松河戸IC - 勝川IC        | 59,468               | 61,836               | 70,767               | 57,323            |
| 勝川IC - 楠IC            | 68,648               | 70,910               | 73,854               | 64,704            |
| 楠IC - 楠JCT             | 68,648               | 63,258               | 63,901               | 57,462            |
| 楠JCT - 山田東IC         | 60,525               | 64,575               | 66,833               | 58,756            |
| 山田東IC - 山田西IC      | 68,613               | 64,042               | 65,752               | 60,057            |
| 山田西IC - 平田IC        | 68,245               | 64,075               | 65,344               | 58,920            |
| 平田IC - 清洲東IC/JCT    | 60,051               | 68,156               | 69,286               | 61,628            |
| 清洲東IC/JCT - 清洲西IC  | 64,537               | 62,760               | 61,396               | 57,711            |
| 清洲西IC - 甚目寺北IC    | 55,888               | 53,688               | 51,356               | 50,055            |
| 甚目寺北IC - 甚目寺南IC  | 59,413               | 56,075               | 53,640               | 51,449            |
| 甚目寺南IC - 大治北IC    | 50,088               | 46,485               | 44,247               | 45,847            |
| 大治北IC - 大治南IC      | 51,154               | 47,674               | 45,879               | 47,189            |
| 大治南IC - 名古屋西JCT   | 36,851               | 30,948               | 33,255               | 47,189            |
| 名古屋西JCT - 千音寺南IC | 調査当時未開通       | 調査当時未開通       | 調査当時未開通       | 15,357            |
| 千音寺南IC - 富田IC      | 調査当時未開通       | 調査当時未開通       | 調査当時未開通       | 19,981            |
| 富田IC - 南陽IC          | 調査当時未開通       | 調査当時未開通       | 調査当時未開通       | 17,732            |
| 南陽IC - 飛島北IC        | 調査当時未開通       | 調査当時未開通       | 調査当時未開通       | 15,906            |
| 飛島北IC - 飛島JCT       | 調査当時未開通       | 調査当時未開通       | 調査当時未開通       | 11,213            |

（出典：「平成22年度道路交通センサス」・「平成27年度全国道路・街路交通情勢調査」・「令和3年度全国道路・街路交通情勢調査」（国土交通省ホームページ）より一部データを抜粋して作成）
- 令和2年度に実施予定だった交通量調査は、新型コロナウイルスの影響で延期された[158]。

#### 支線（名古屋支線）
24時間交通量（台）　道路交通センサス
| 区間              | 平成17年（2005年）度 | 平成22年（2010年）度 | 平成27年（2015年）度 | 令和3（2021）年度 |
| ----------------- | -------------------- | -------------------- | -------------------- | ----------------- |
| 名古屋IC - 本郷IC | 39,862               | 43,732               | 33,977               | 24,490            |
| 本郷IC - 上社JCT  | 39,862               | 43,732               | 48,015               | 34,833            |

（出典：「平成22年度道路交通センサス」・「平成27年度全国道路・街路交通情勢調査」・「令和3年度全国道路・街路交通情勢調査」（国土交通省ホームページ）より一部データを抜粋して作成）
- 令和2年度に実施予定だった交通量調査は、新型コロナウイルスの影響で延期された[158]。

### 道路管理者
- 中日本高速道路株式会社名古屋支社
  - 名古屋保全・サービスセンター : 名古屋南JCT - 名古屋西JCT、名古屋IC - 上社JCT（支線）

#### ハイウェイラジオ
- 有松（名古屋南JCT - 有松IC）
- 高針（高針JCT - 上社JCT）
- 上社（上社IC - 松河戸IC）
- 清洲（山田東IC - 清洲JCT）
- 甚目寺（清洲西IC - 大治北IC）
- 南陽（富田IC-南陽IC）

#### 所管警察
- 愛知県警察高速道路交通警察隊[159]
  - 豊田分駐隊 : 名古屋南JCT - 有松IC
  - 名古屋東分駐隊 : 名古屋第二環状自動車道支線（名古屋支線）および鳴海IC - 楠IC
  - 名古屋西分駐隊 : 楠IC - 名古屋西JCT

### 料金
2021年（令和3年）5月1日以降、全線で大都市近郊区間の料金水準である。利用距離に応じた対距離制であるが、上限料金、下限料金が設定されている。
ETC車の場合、距離に応じた料金設定となる。非ETC車の場合は入口からの最大距離の設定となるが、これは出口に料金所がないために、各入口からの最も高い料金設定となるためである。例えば、鳴海ICから有松ICまで利用する場合、外回りにおける鳴海ICからの最大距離の料金である名古屋南JCTまでの料金380円（普通車の場合）を支払う。反対に有松ICから鳴海ICまで利用する場合、内回りにおける有松ICからの最大距離の料金である飛島JCTまでの料金1,100円（普通車）を支払う。なお、高針JCT、名古屋IC、本郷ICでは、走行方向によらず、各入口ICから利用できる最大料金を支払う。
| 軽自動車 | 普通車 | 中型車 | 大型車 | 特大車 |
| -------- | ------ | ------ | ------ | ------ |
| 950      | 1,100  | 1,260  | 1,730  | 2,670  |

#### ETC割引
深夜割引および平日朝夕割引が適用される。これらの時間帯割引の時間判定は、入口料金所および出口のETCフリーフローアンテナの通過時刻で行う。
また、休日割引については中京圏のNEXCOの高速道路において唯一対象外となる。
- 東名阪自動車道時代は、高針JCT - 名古屋IC間および楠JCT - 清洲JCT間において、名古屋高速道路との乗り継ぎ利用を割り引く社会実験を実施していたことがある[161]。

## 地理

通過自治体。

### 通過する自治体

#### 本線
- 愛知県
  - 名古屋市（緑区 - 天白区 - 名東区 - 守山区） - 春日井市 - 名古屋市（北区 - 西区） - 清須市 - あま市 - 海部郡大治町 - 名古屋市（中川区） - 海部郡大治町 - 名古屋市（中川区 - 港区） - 海部郡飛島村[3]

#### 支線（名古屋支線）
- 愛知県
  - 名古屋市（名東区）[3]

### 接続する高速道路
本線
- E1A 伊勢湾岸自動車道（名古屋南JCTで接続）
- 名古屋高速3号大高線（名古屋南JCTで接続）
- 名古屋高速2号東山線（高針JCTで接続）
- C2 名古屋第二環状自動車道支線（名古屋支線）（上社JCTで接続）
- 名古屋高速1号楠線（楠JCTで接続）
- 名古屋高速11号小牧線（楠JCTで接続）
- 名古屋高速6号清須線（清洲JCTで接続）
- 名古屋高速16号一宮線（清洲JCTで接続）
- E23 東名阪自動車道（名古屋西JCTで接続）
- 名古屋高速5号万場線（名古屋西JCTで接続）
- E1A 伊勢湾岸自動車道（飛島JCTで接続）

支線（名古屋支線）
- E1 東名高速道路（名古屋ICで接続）
- C2 名古屋第二環状自動車道本線（上社JCTで接続）

## 施設外観
左上より起点の名古屋南JCTに近く、右下に向かうほどに終点の飛島JCTに近い画像となっている（一部で前後する）。

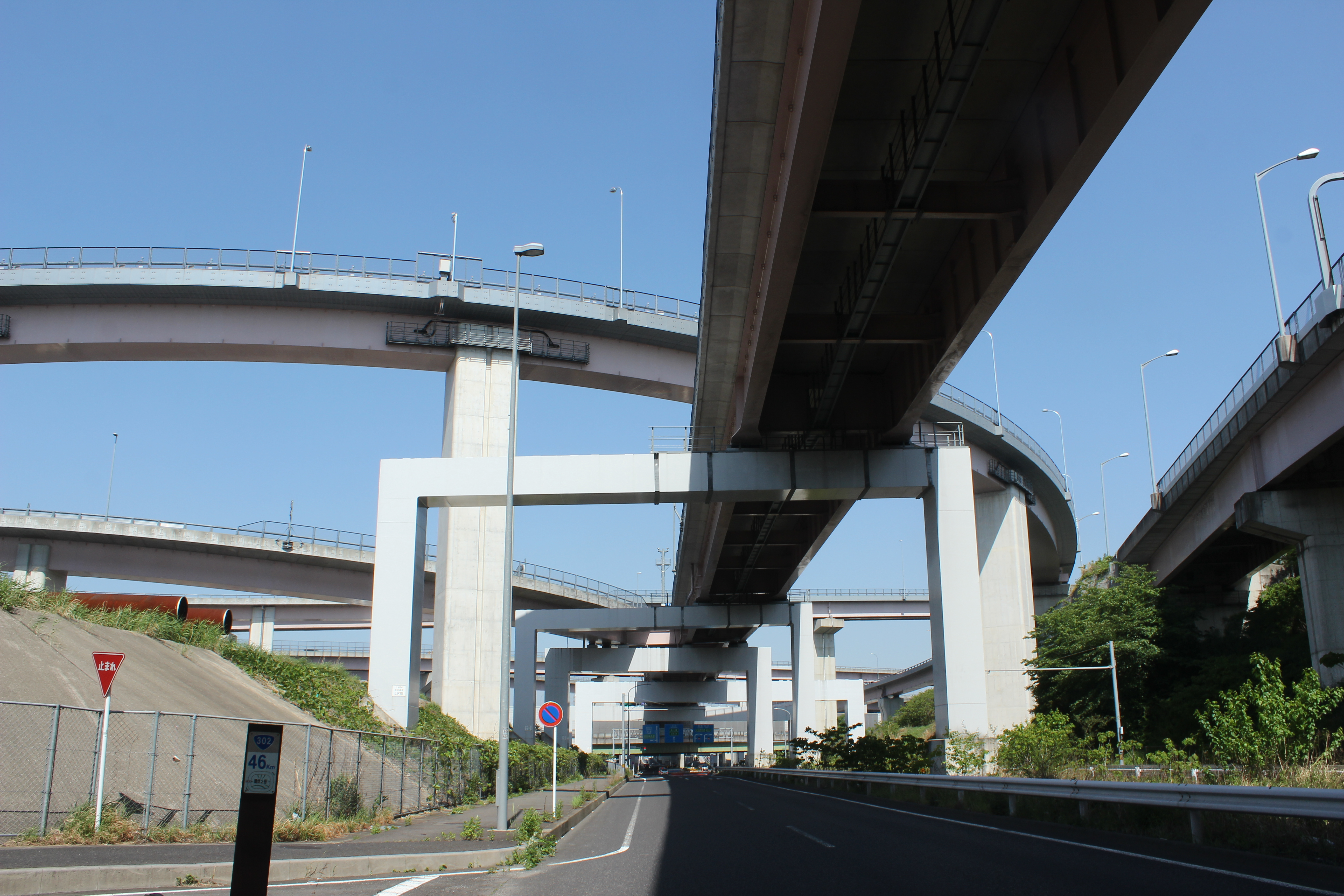
起点の名古屋南JCT。名古屋高速3号大高線と伊勢湾岸自動車道と接続。
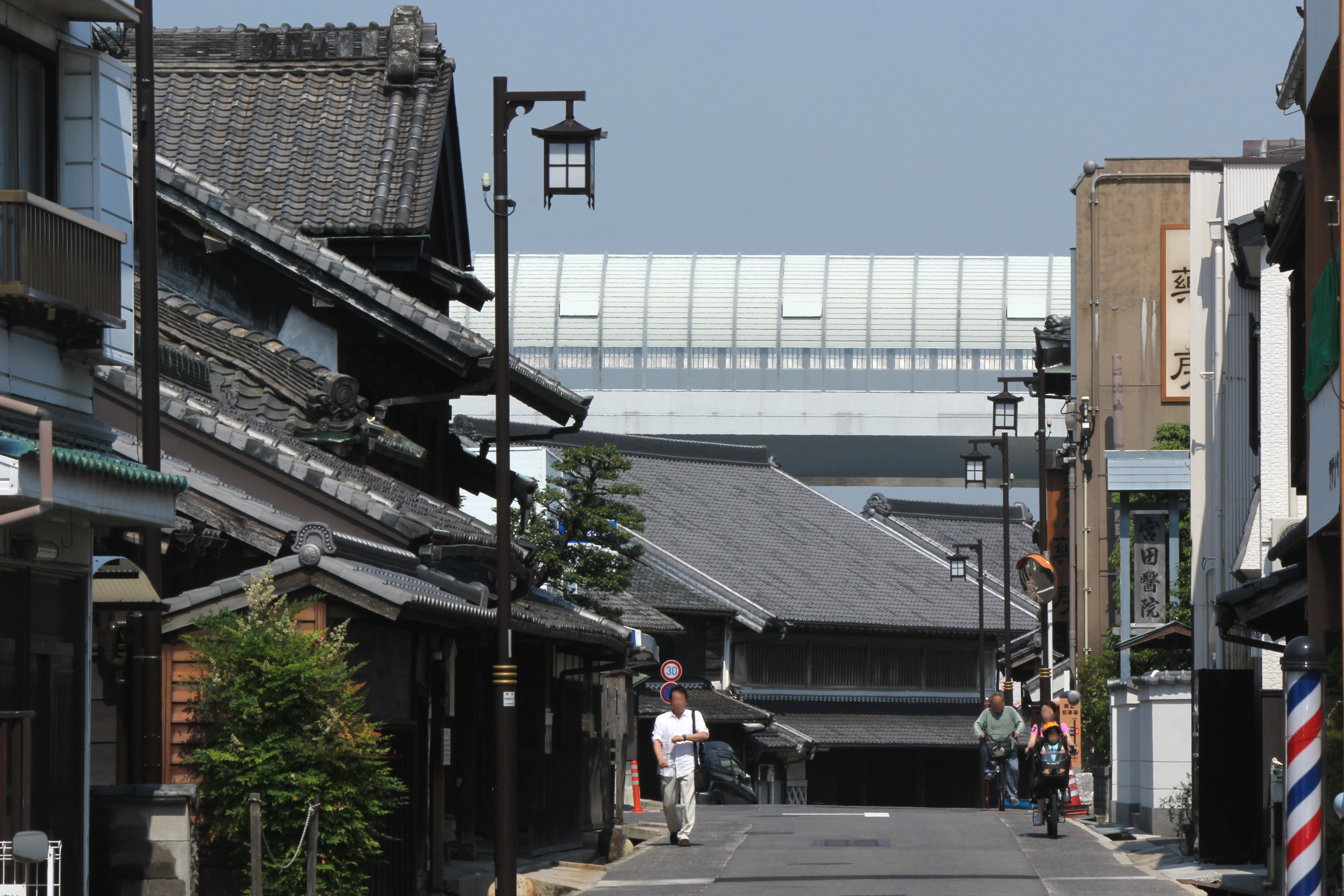
有松IC付近。旧東海道沿いで有松・鳴海絞りで著名な町並み保存地区付近を通過。
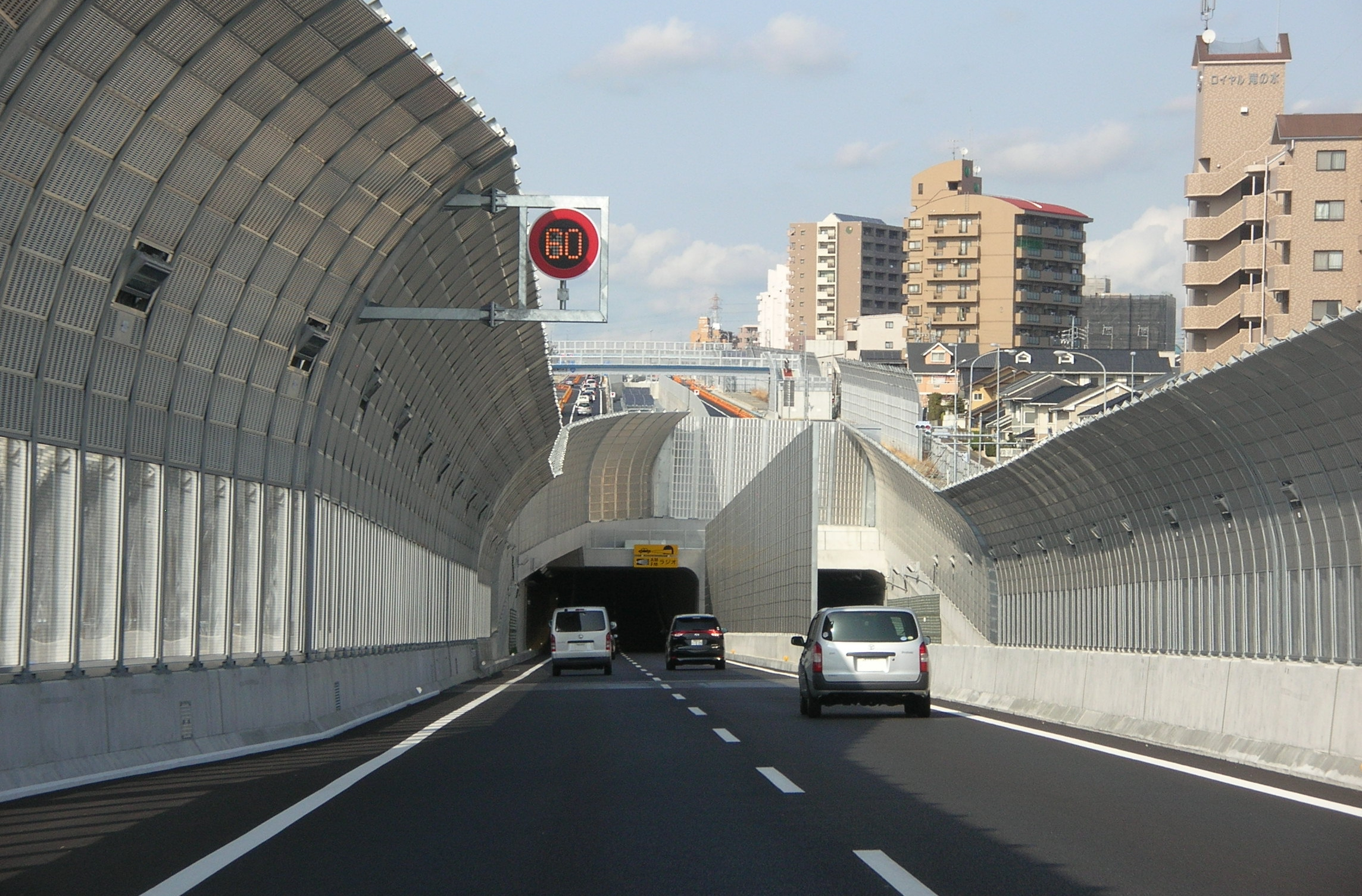
名二環南東部は起伏の激しい地形に位置するため半地下と高架が目まぐるしく入れ替わる（緑区）。
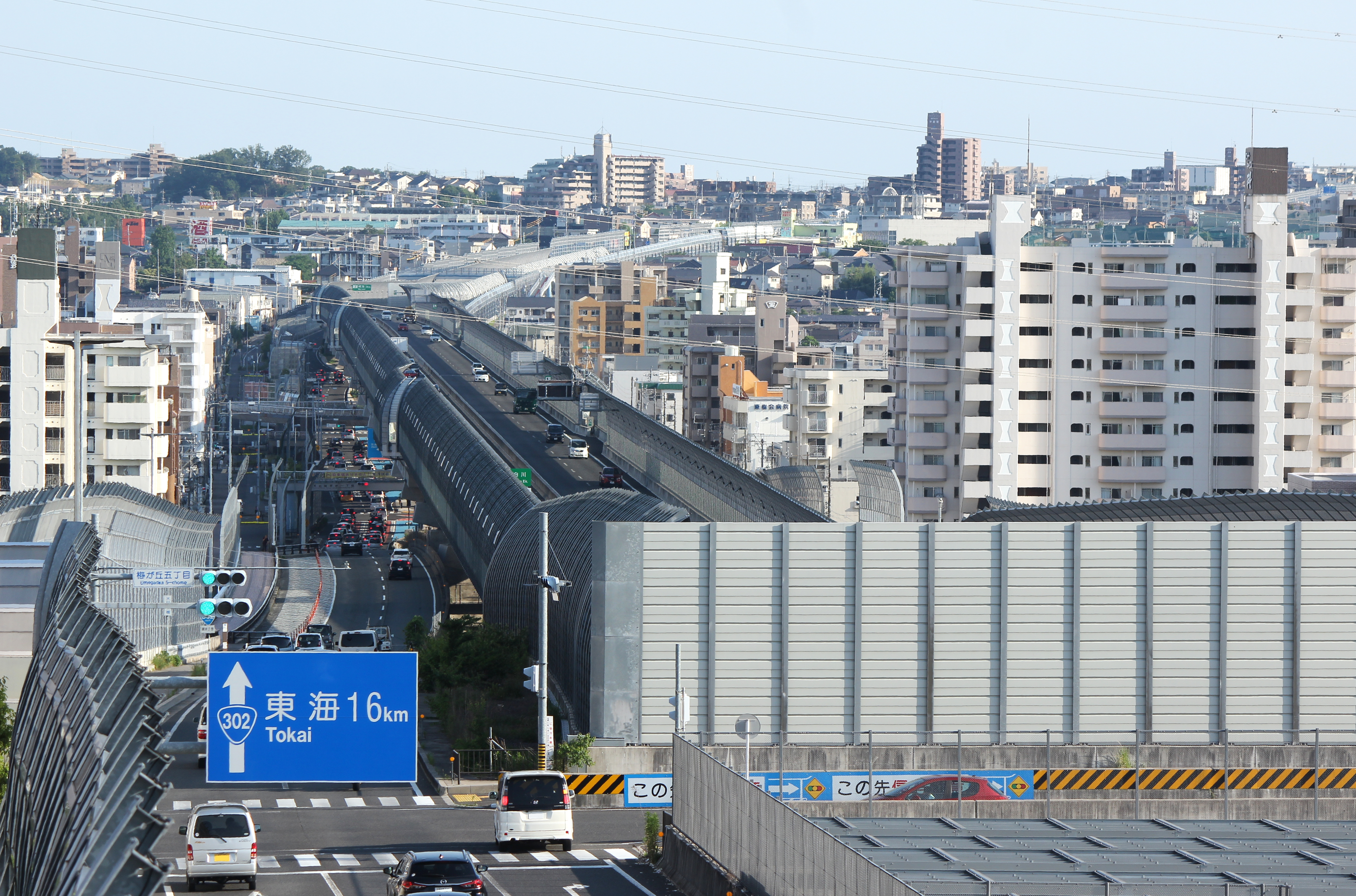
名古屋市天白区付近。住宅密集地帯を通過するため遮音壁で覆われている。両サイドの道路は国道302号。
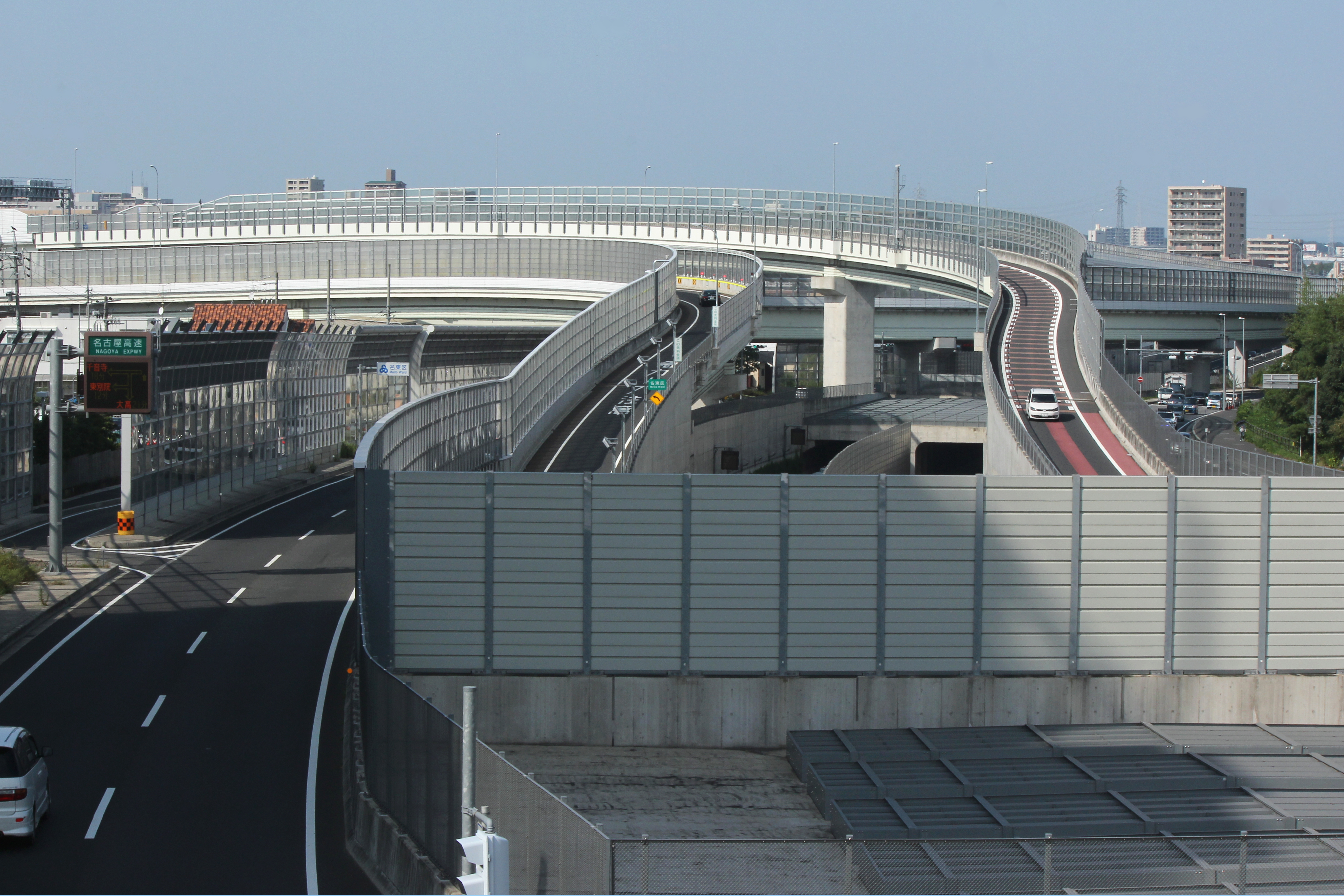
半地下と高架の移行区間に敷設された高針JCT。名古屋高速2号東山線と接続。
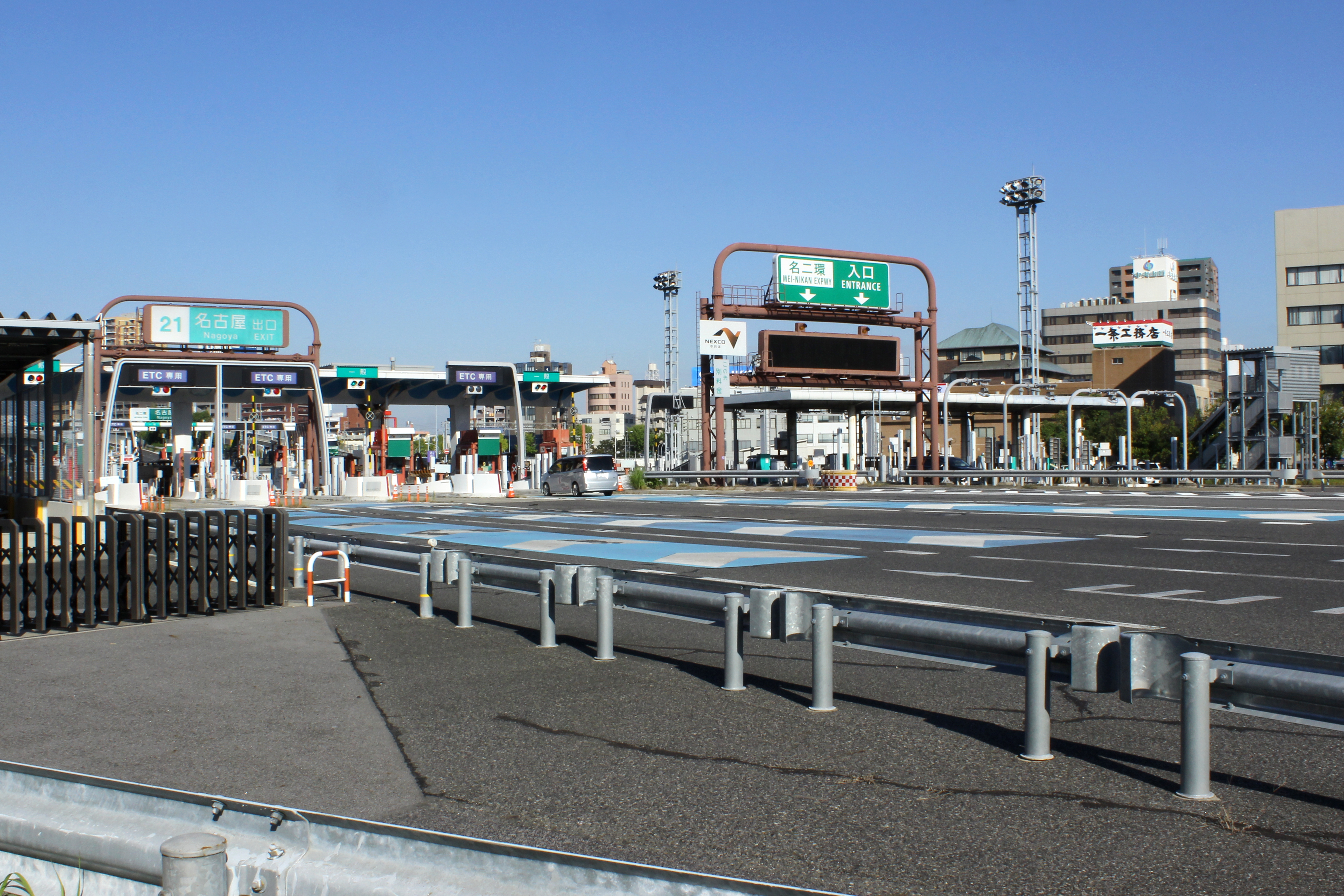
東名高速と名二環を繋ぐ名古屋IC。名二環の支線に属する。
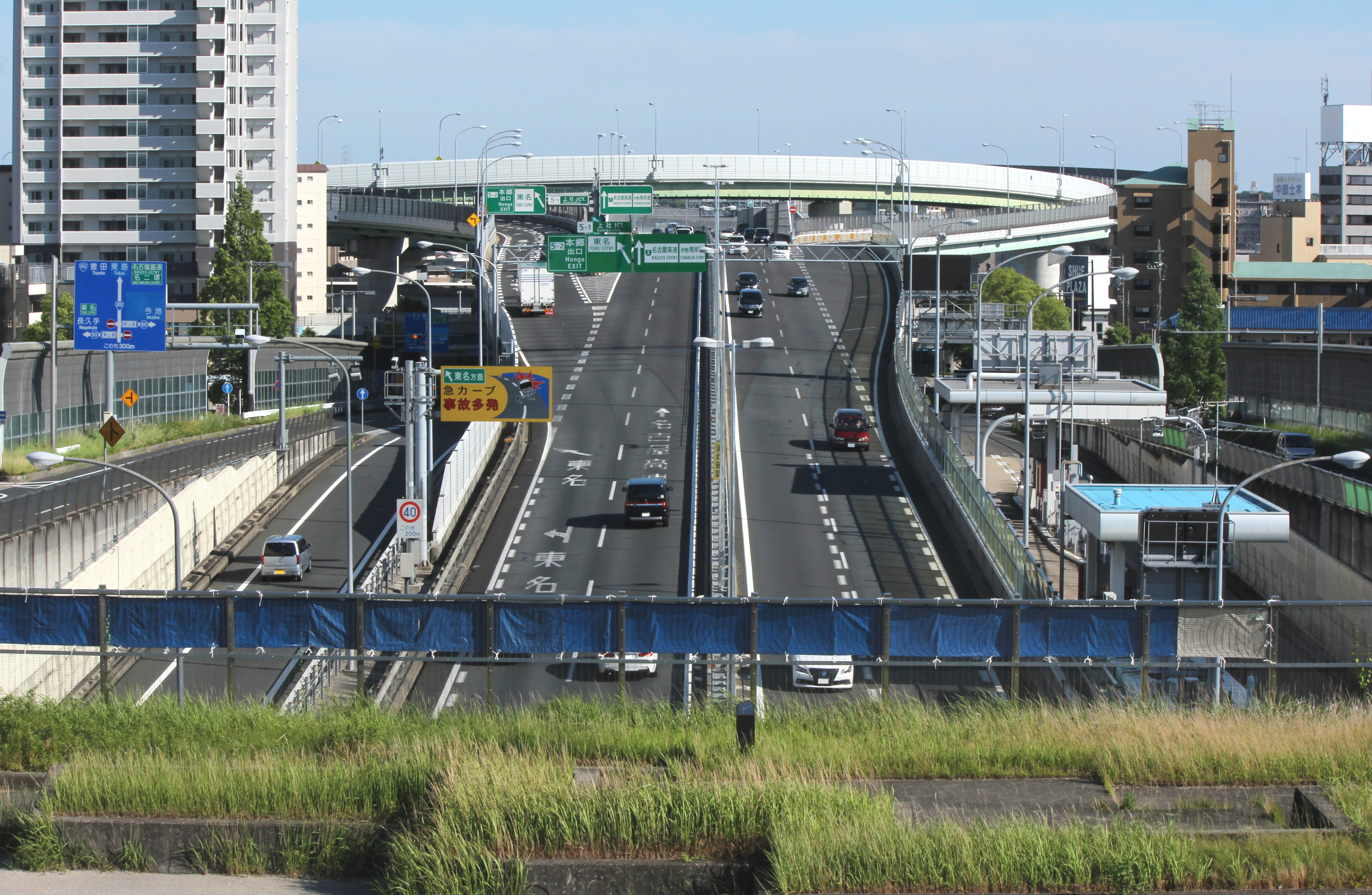
上社ICから庄内川左岸までは半地下とトンネル区間が続く[162]。奥は上社JCT。
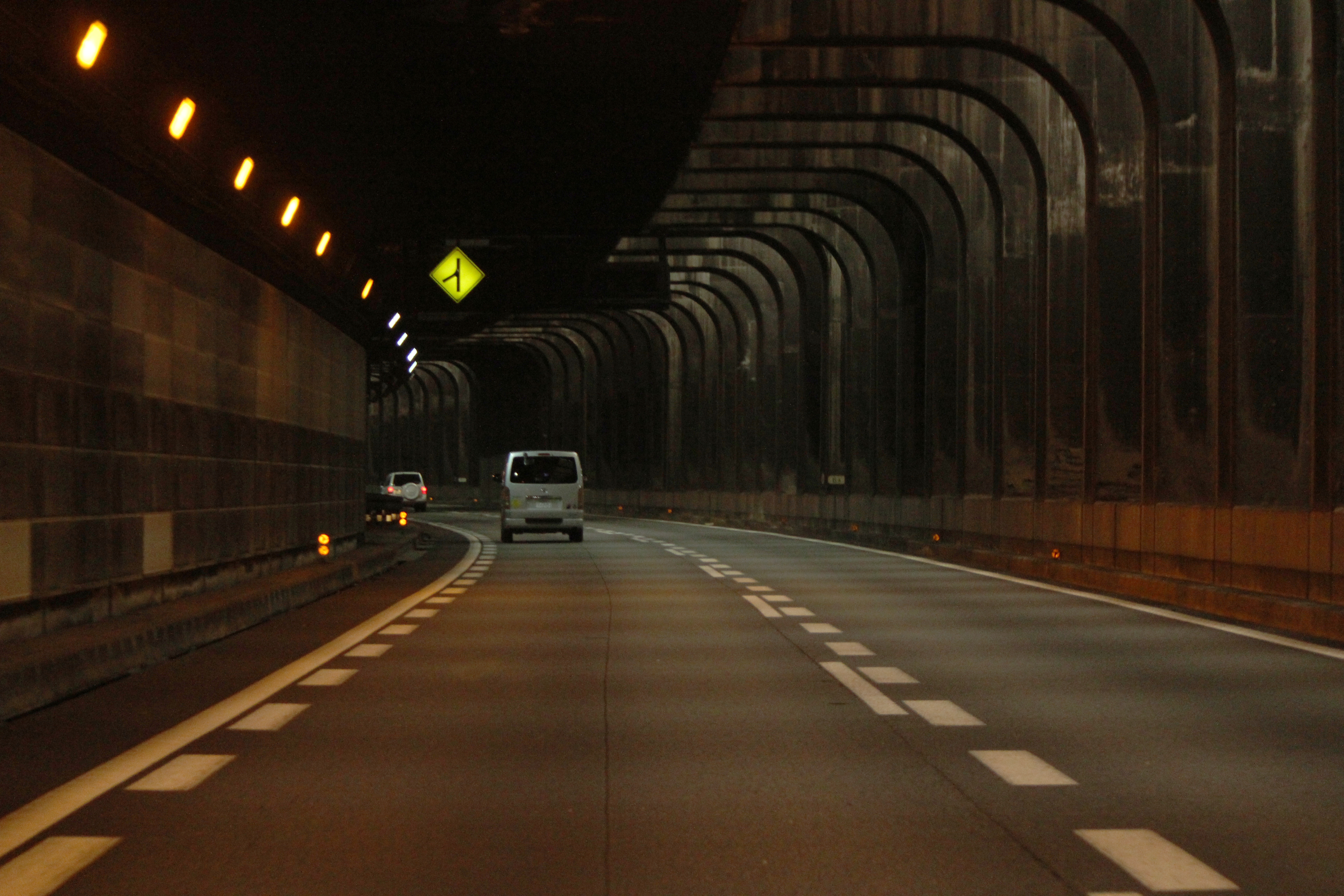
半地下部は視覚的な柔らかさを表現する意味合いから構造物に丸みを持たせた[163]。（外回り小幡IC付近）
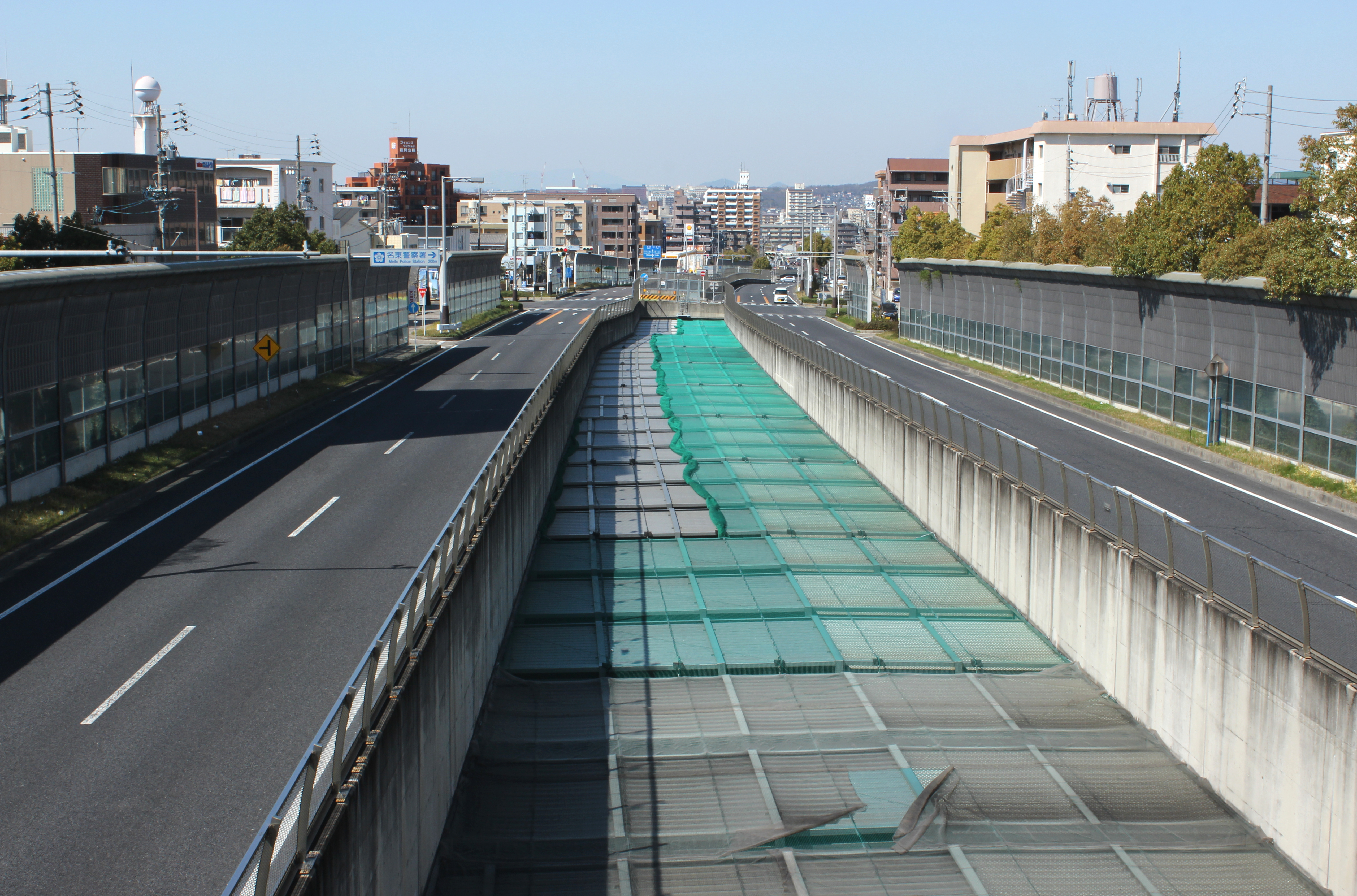
半地下部地上側（名古屋市名東区）。後年、騒音レベルが国の基準を超えたことが判明し、開口部に蓋を取り付ける工事が施工された[164]。両サイドは国道302号。
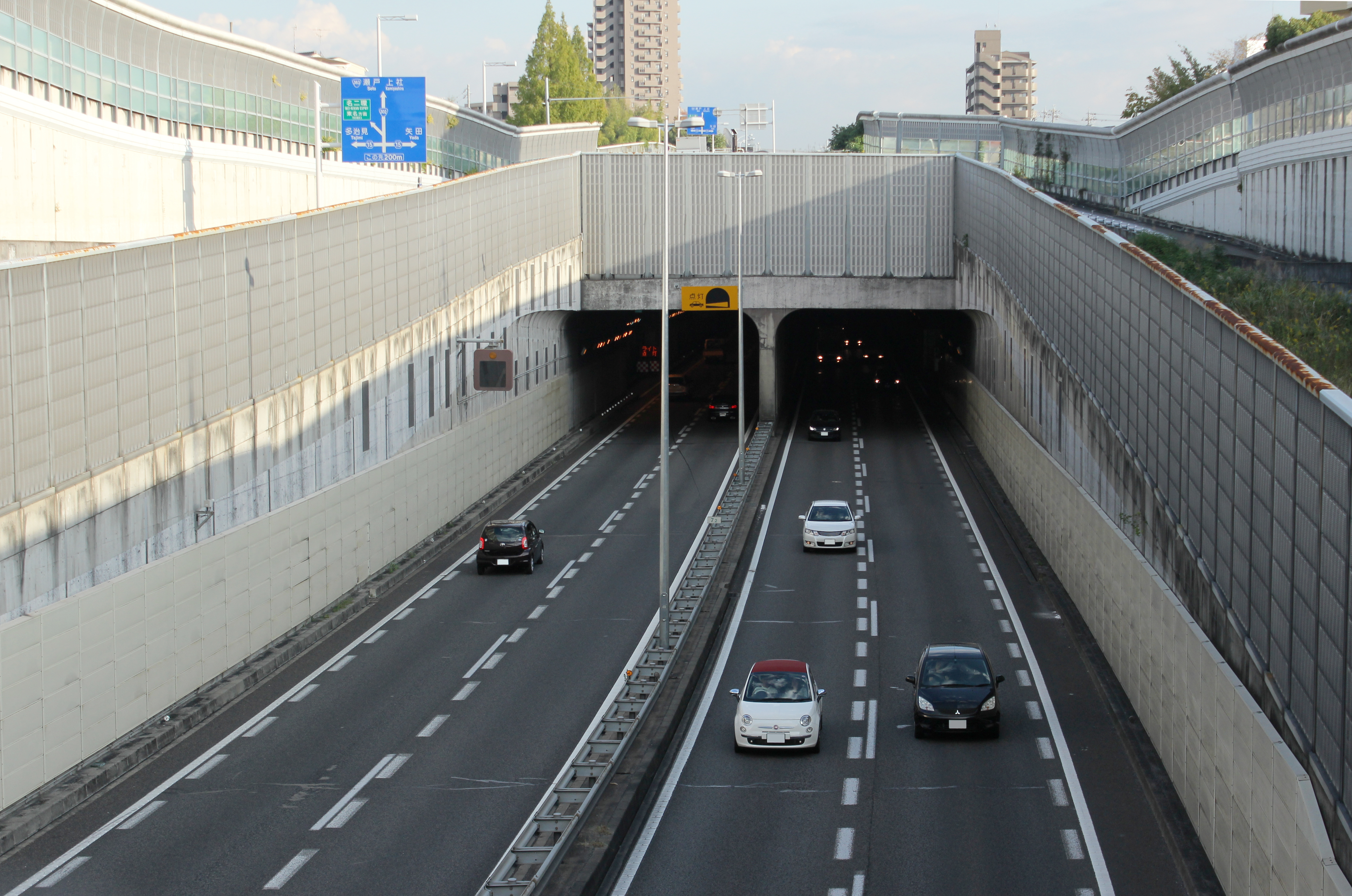
庄内川左岸から地上に出る[165]。このあと直ぐに庄内川に架かる単弦ローゼ橋を渡る。
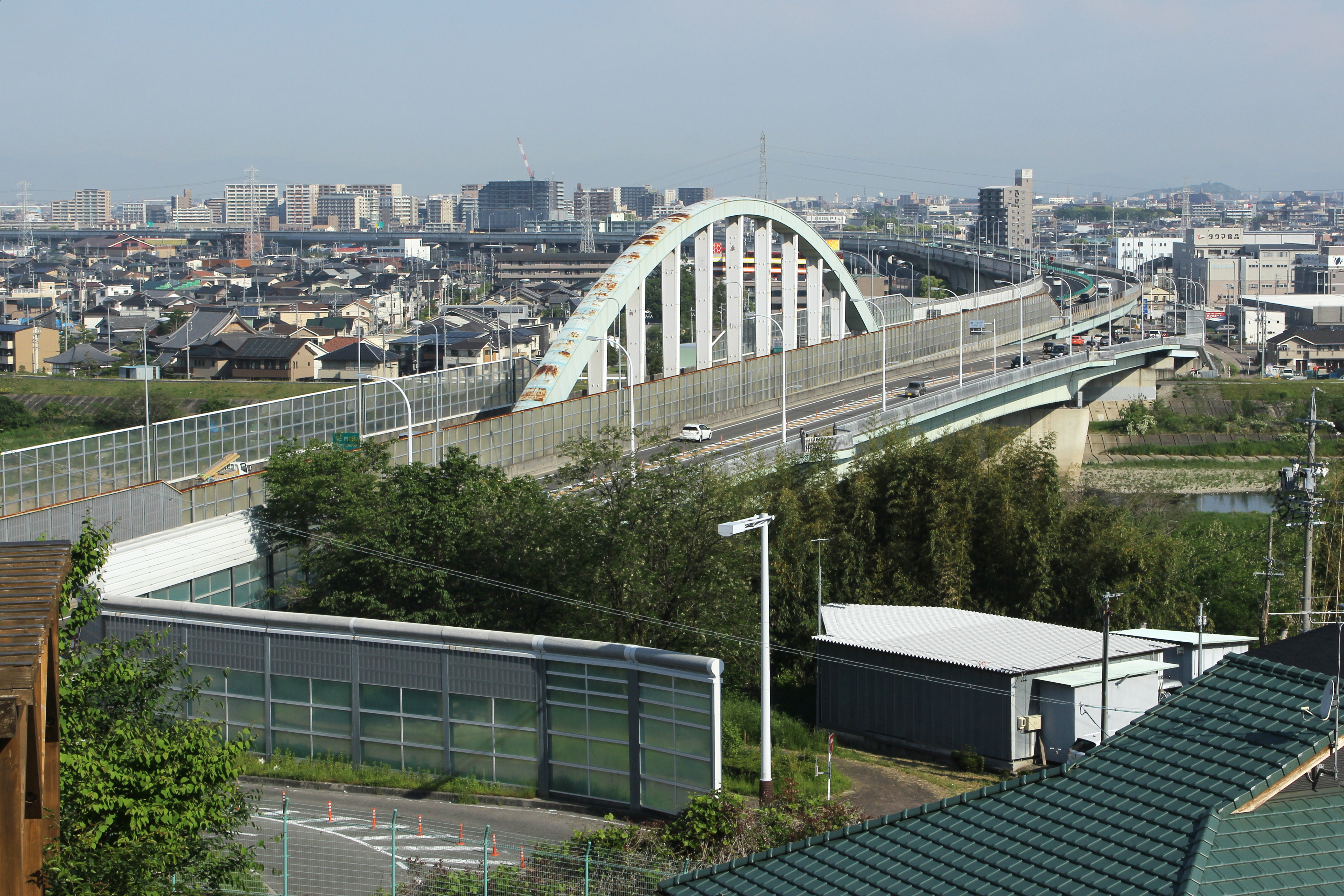
名古屋市と春日井市の市境を流れる庄内川を渡河。これより先は高架橋となる[165]。
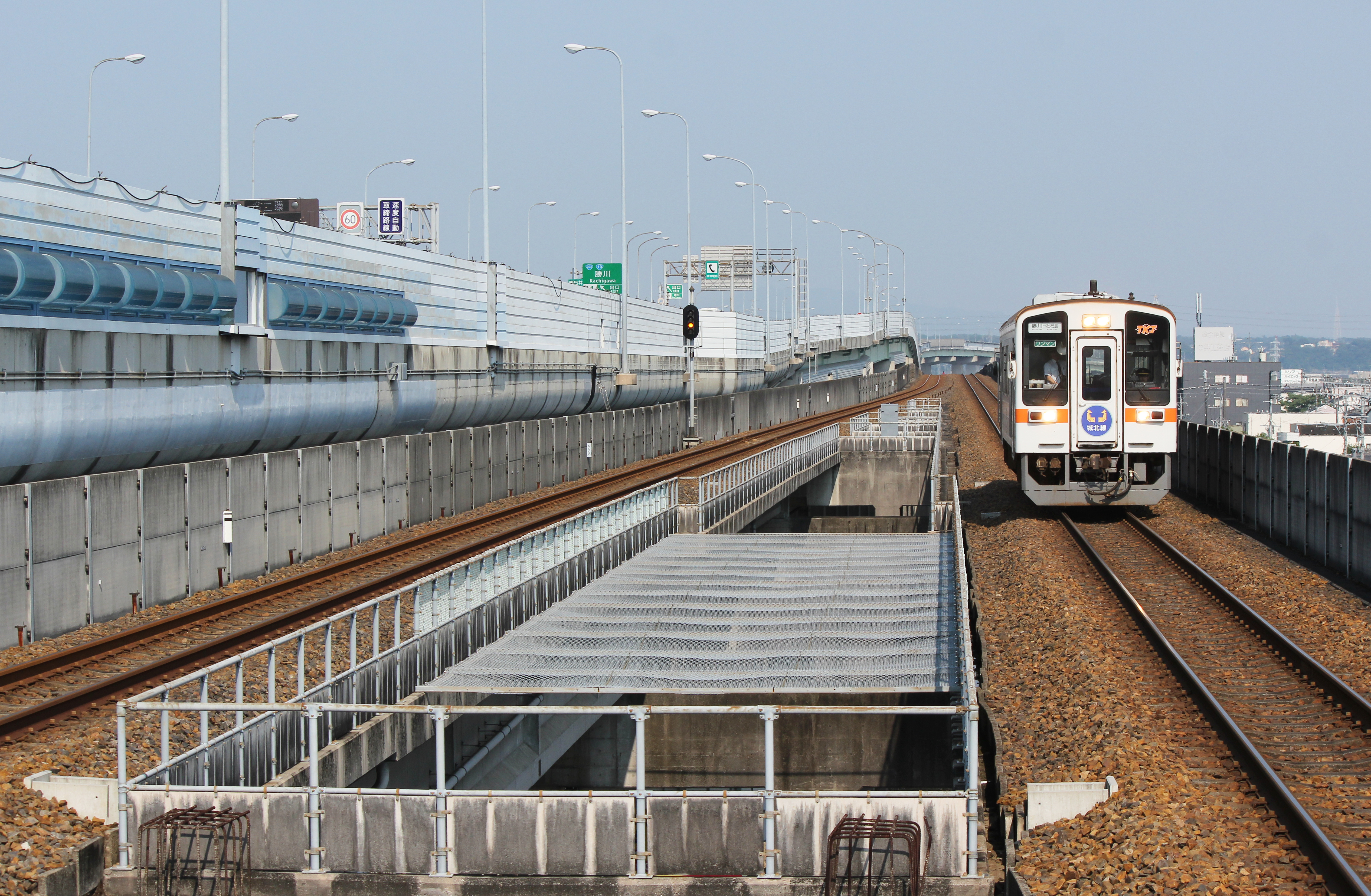
勝川IC - 山田西IC間ではJR東海交通事業城北線と並行する（味美駅）。
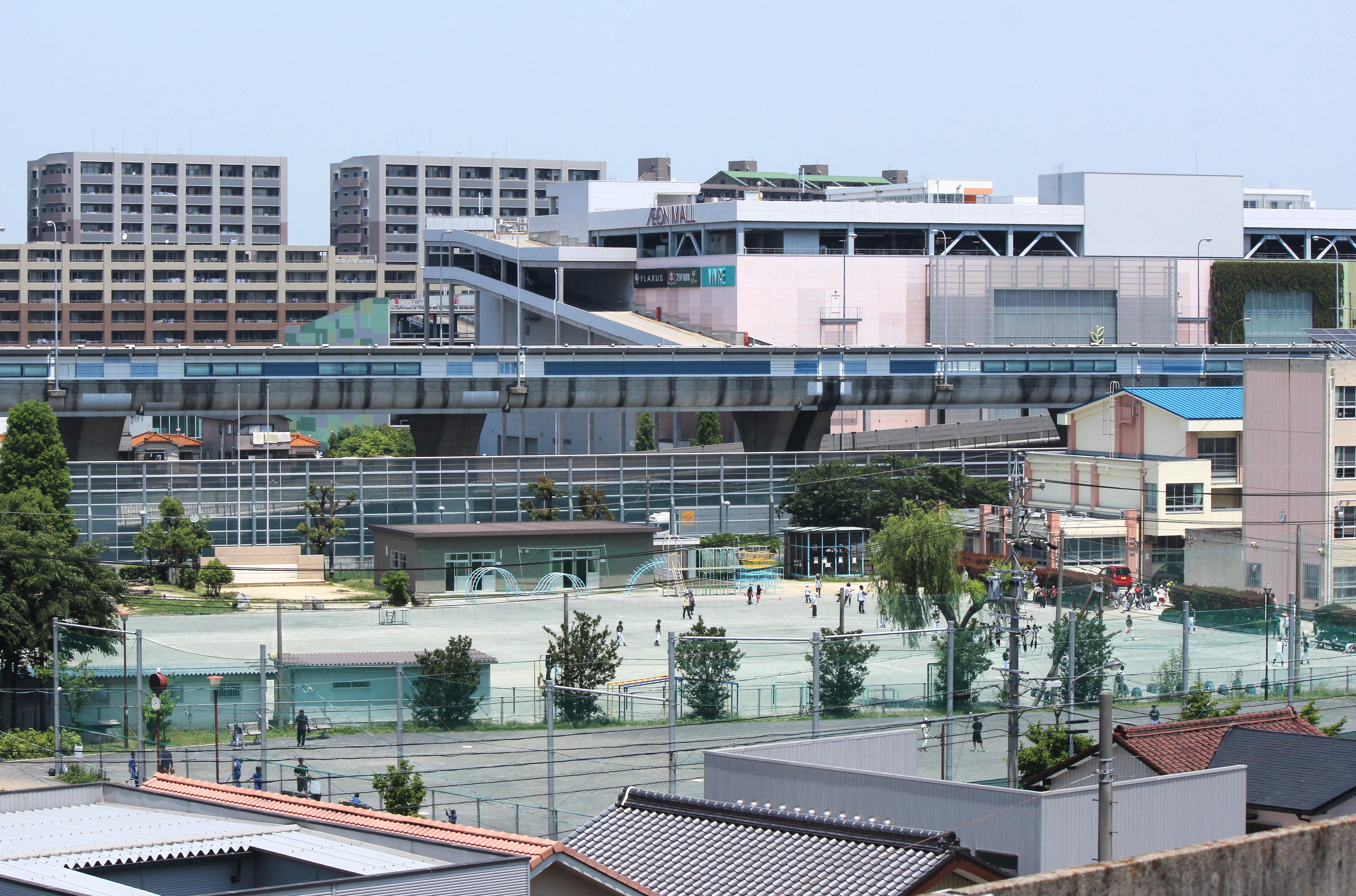
名古屋市西区内（山田西IC付近）。学校近接部や主要道との交差部等はカラーパネルと出窓を組み合わせた遮音壁を採用し閉鎖性の打破に努めた[166]。
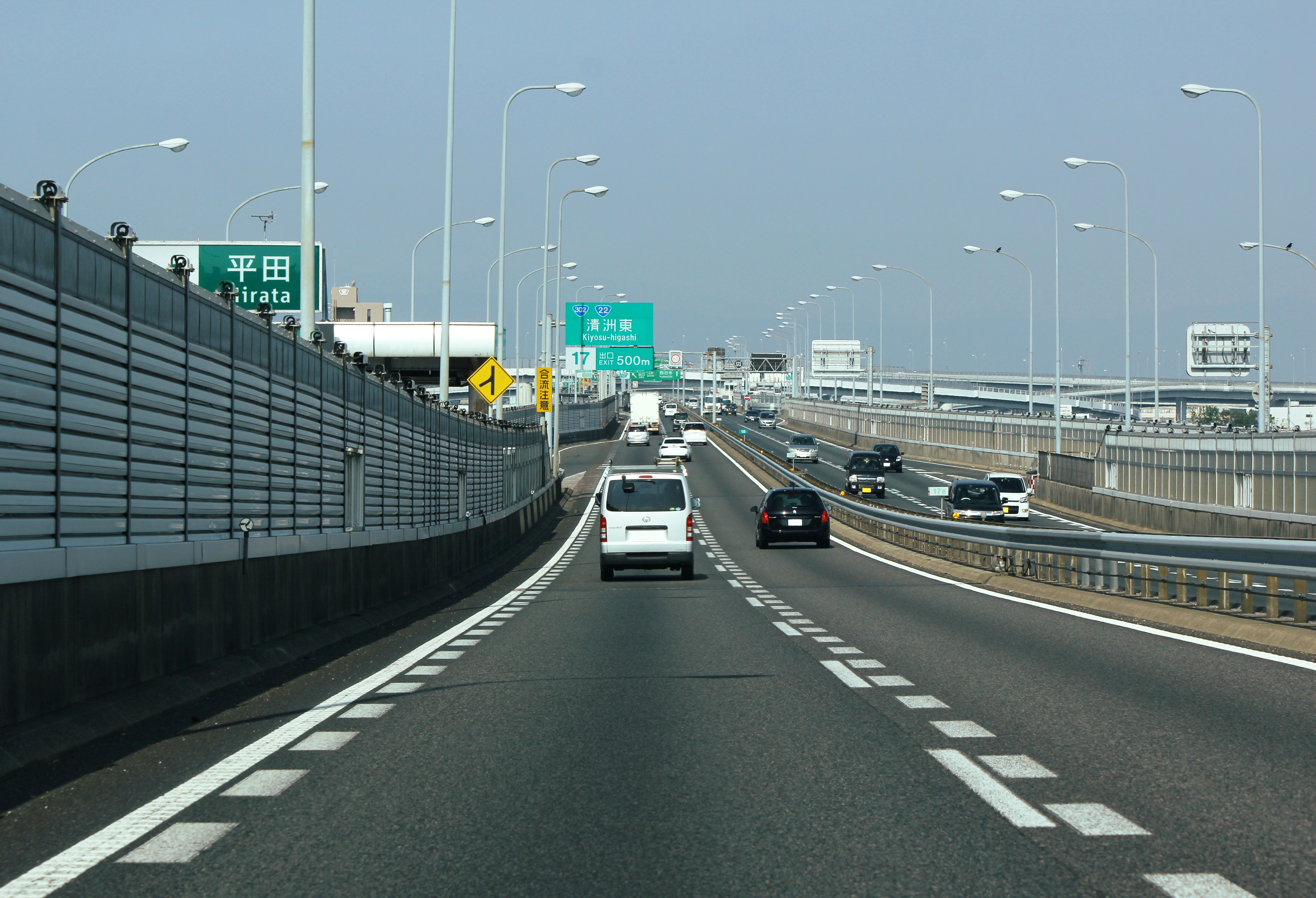
都市型高速のためIC間隔が狭いことから矢継ぎ早に分合流が繰り返される。平田ICからの合流直後ただちに清洲東出口が現れ、直後に清洲JCTで分合流する。
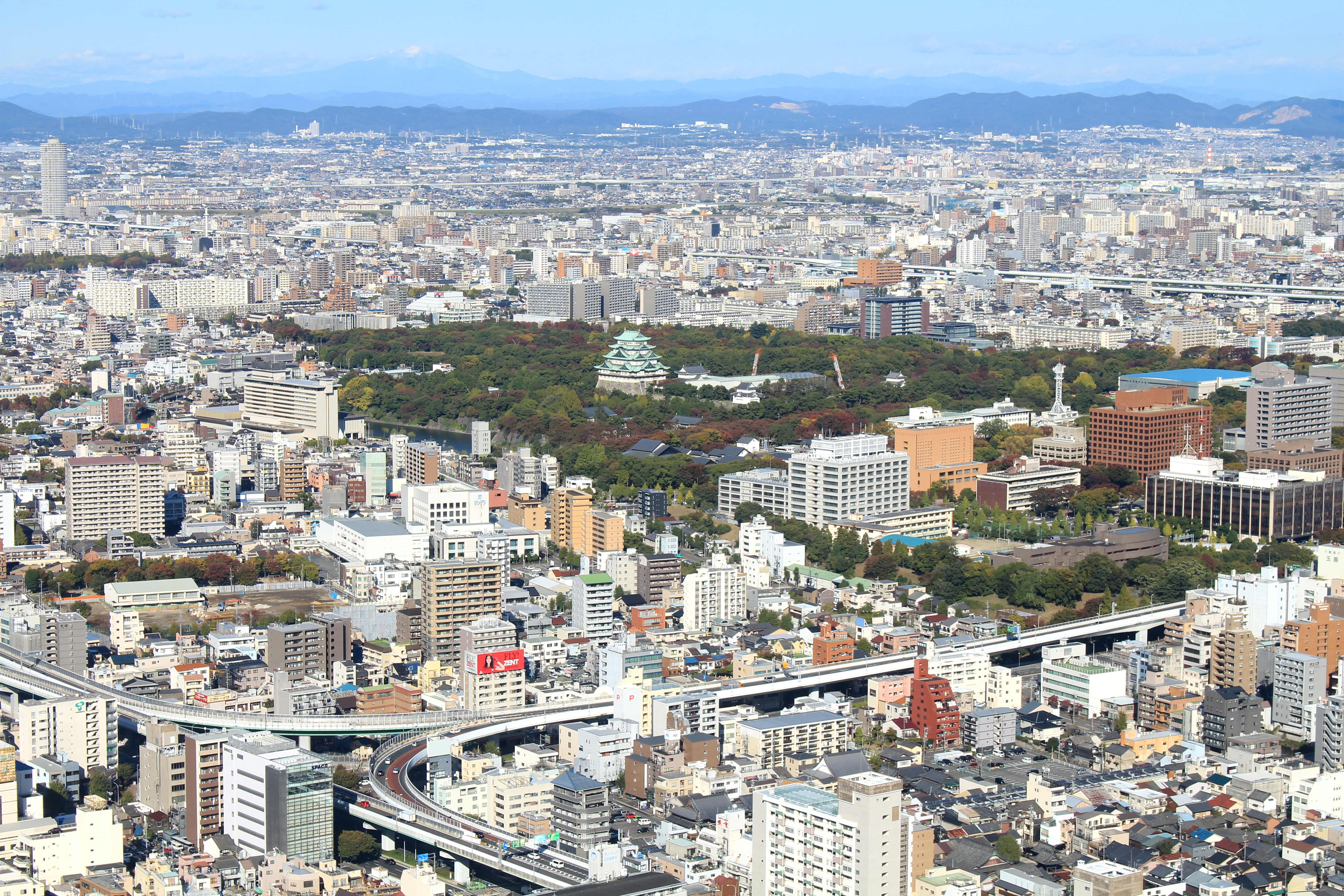
名古屋城のはるか奥の名二環を望む。手前の高架道路は名古屋高速都心環状線。城の右側の上下二層式道路は名古屋高速1号楠線で楠JCTにて名二環に連結する。
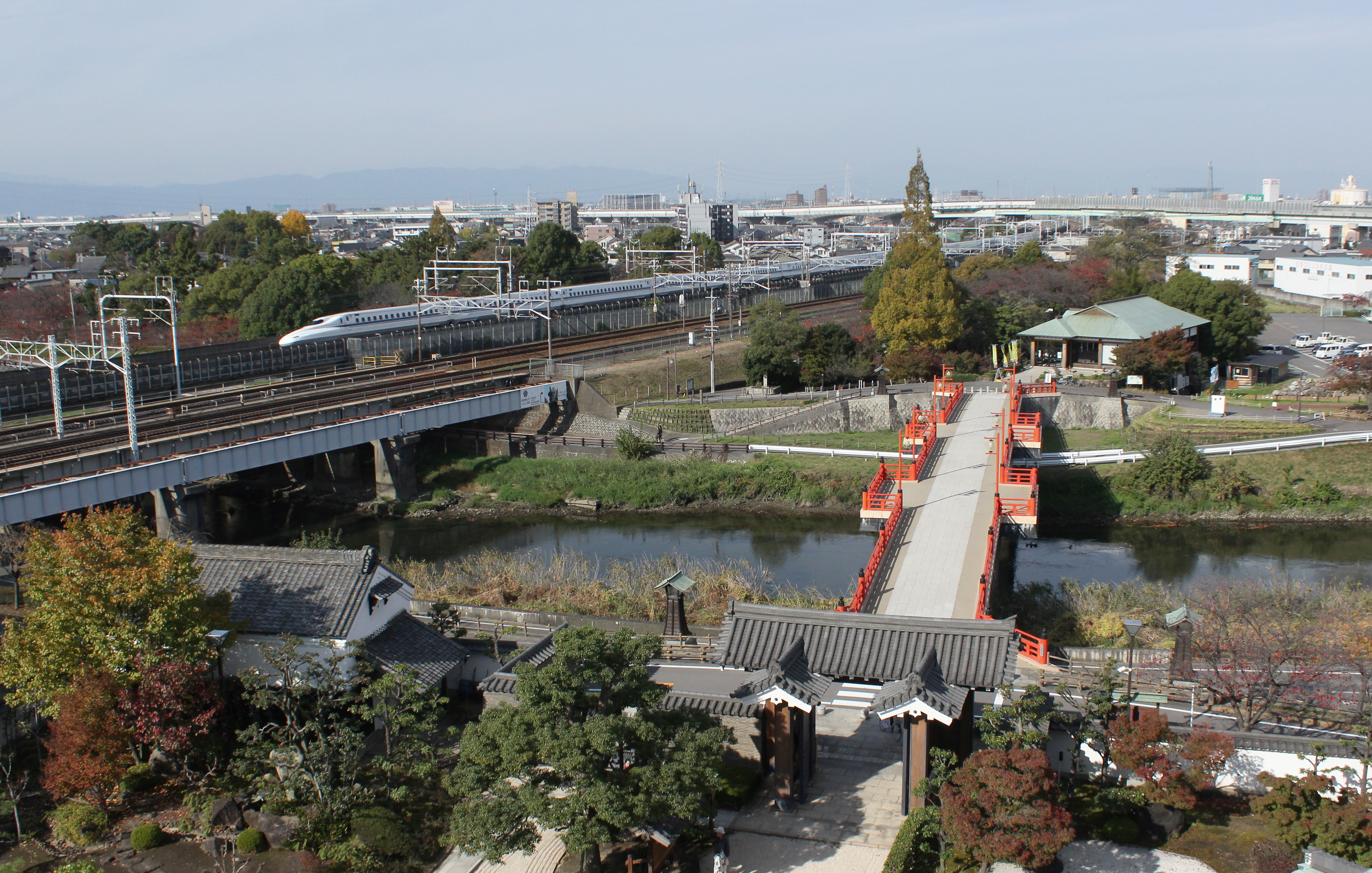
清洲城から名二環を望む。名古屋市周辺を取り巻く環状道路ゆえ名古屋市内と出入する多くの鉄道や幹線道路と交差する[167]。
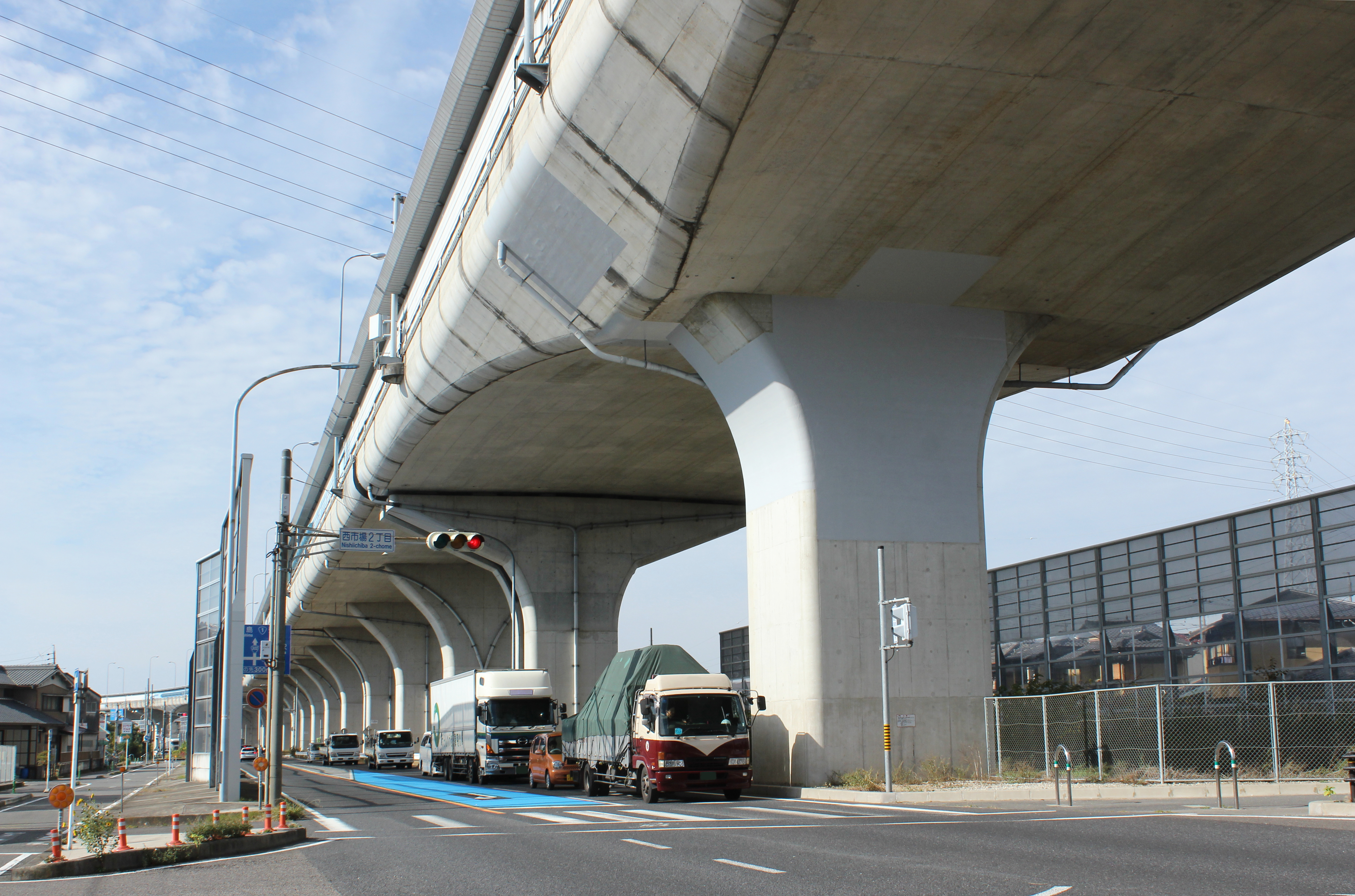
庄内川右岸 - 大治南IC間は景観に配慮してヨーロッパの橋を参考とした丸みのあるPC連続ラーメン橋を主体に構成される[168][157][169]。
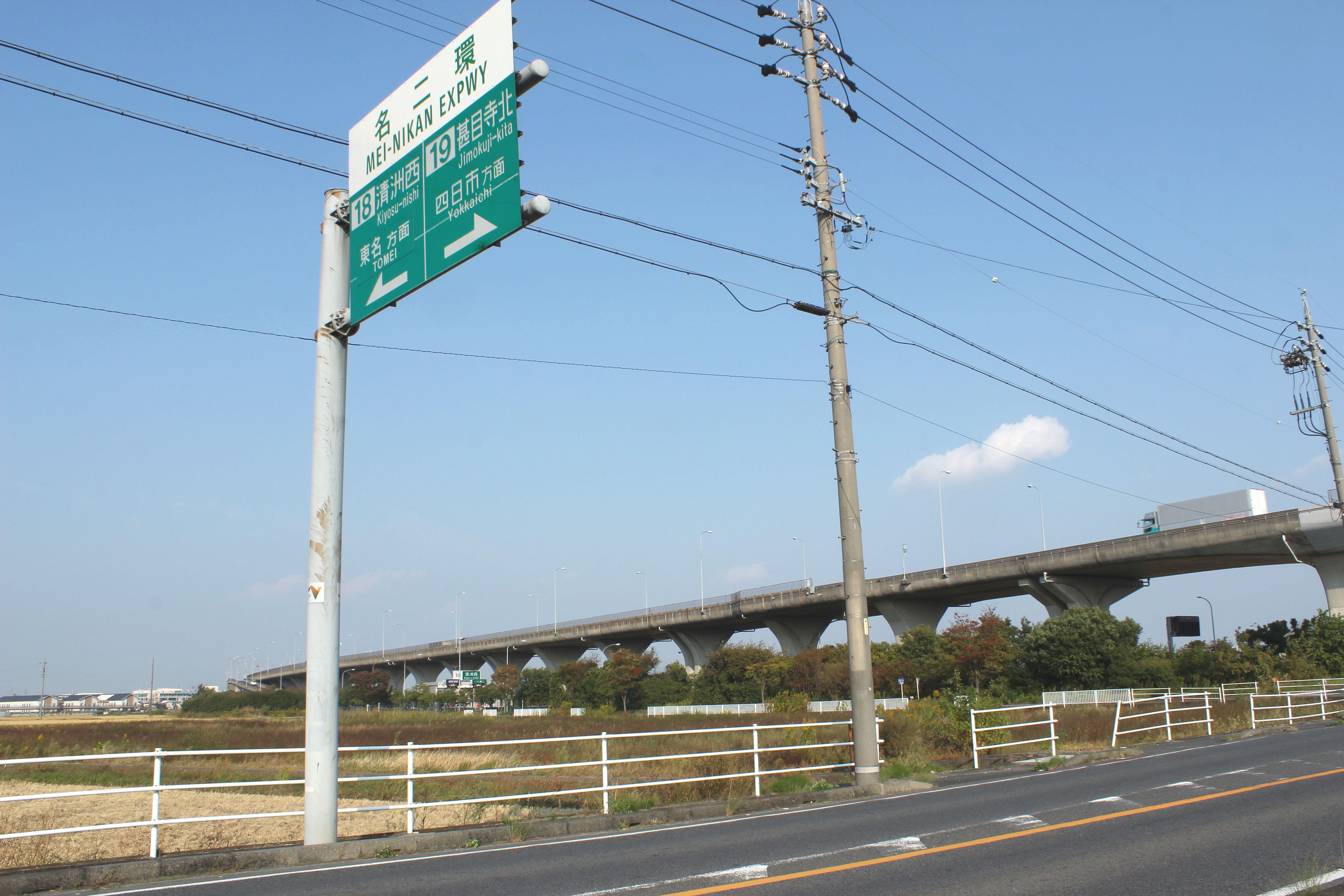
名二環西北側は田園風景が広がる（清洲西IC付近）。
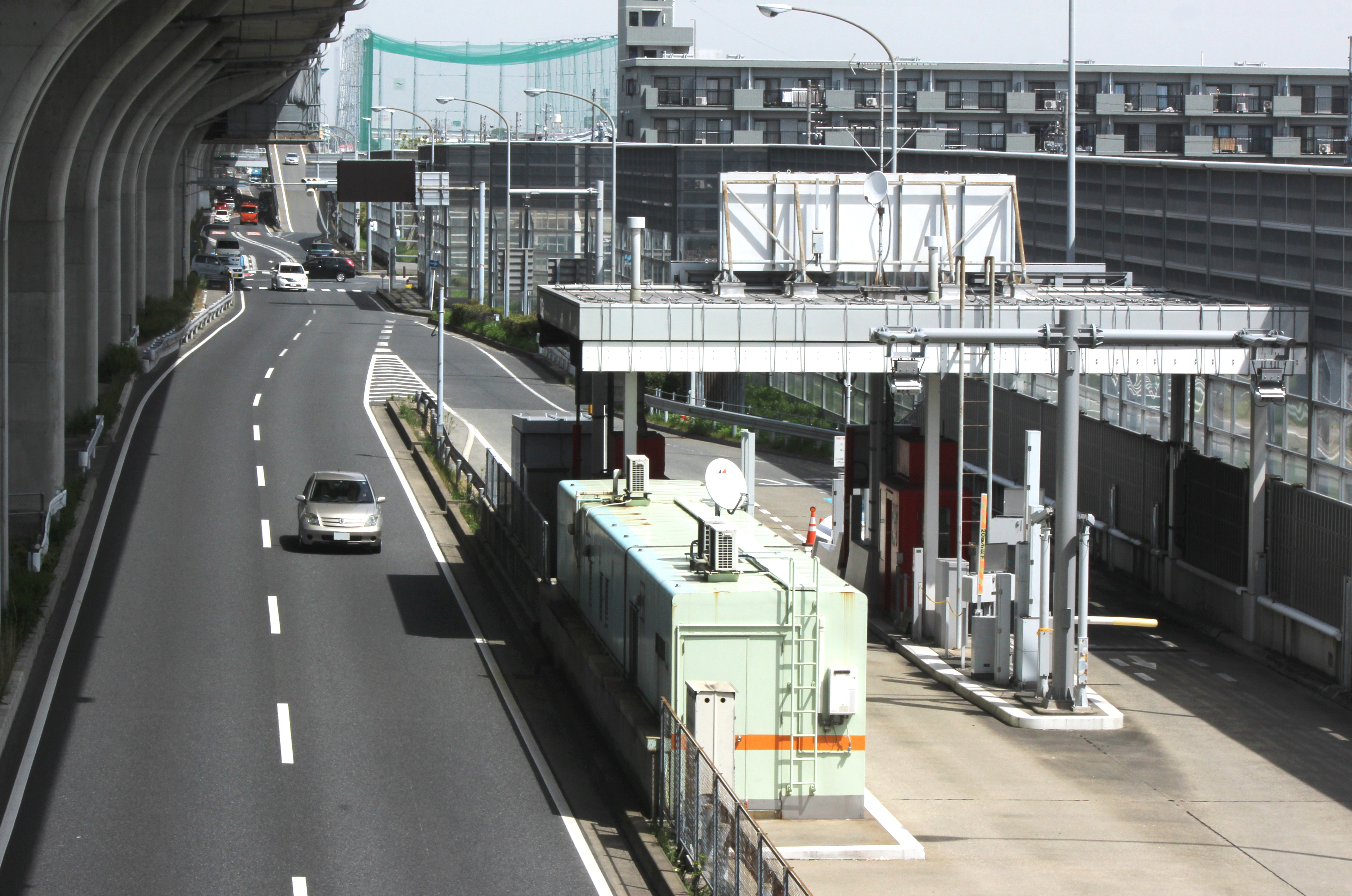
大治北ICオンランプから奥の甚目寺南ICオフランプを望む。入口出口が交互に近接配置されているのも名二環の特徴[40]。
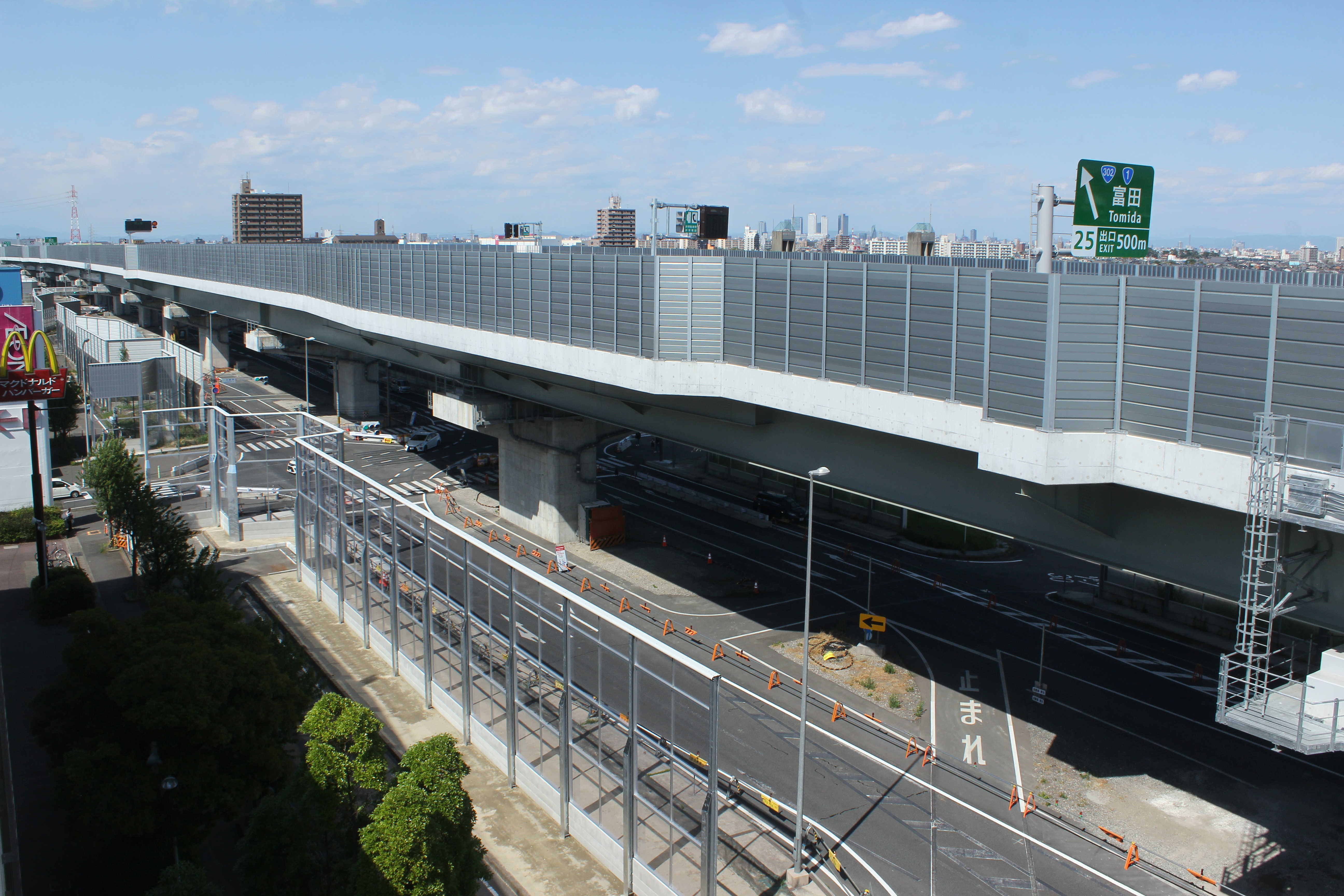
国道1号を横切ってのち、名古屋市港区の住宅密集地帯を南下する（富田IC - 南陽IC間）。
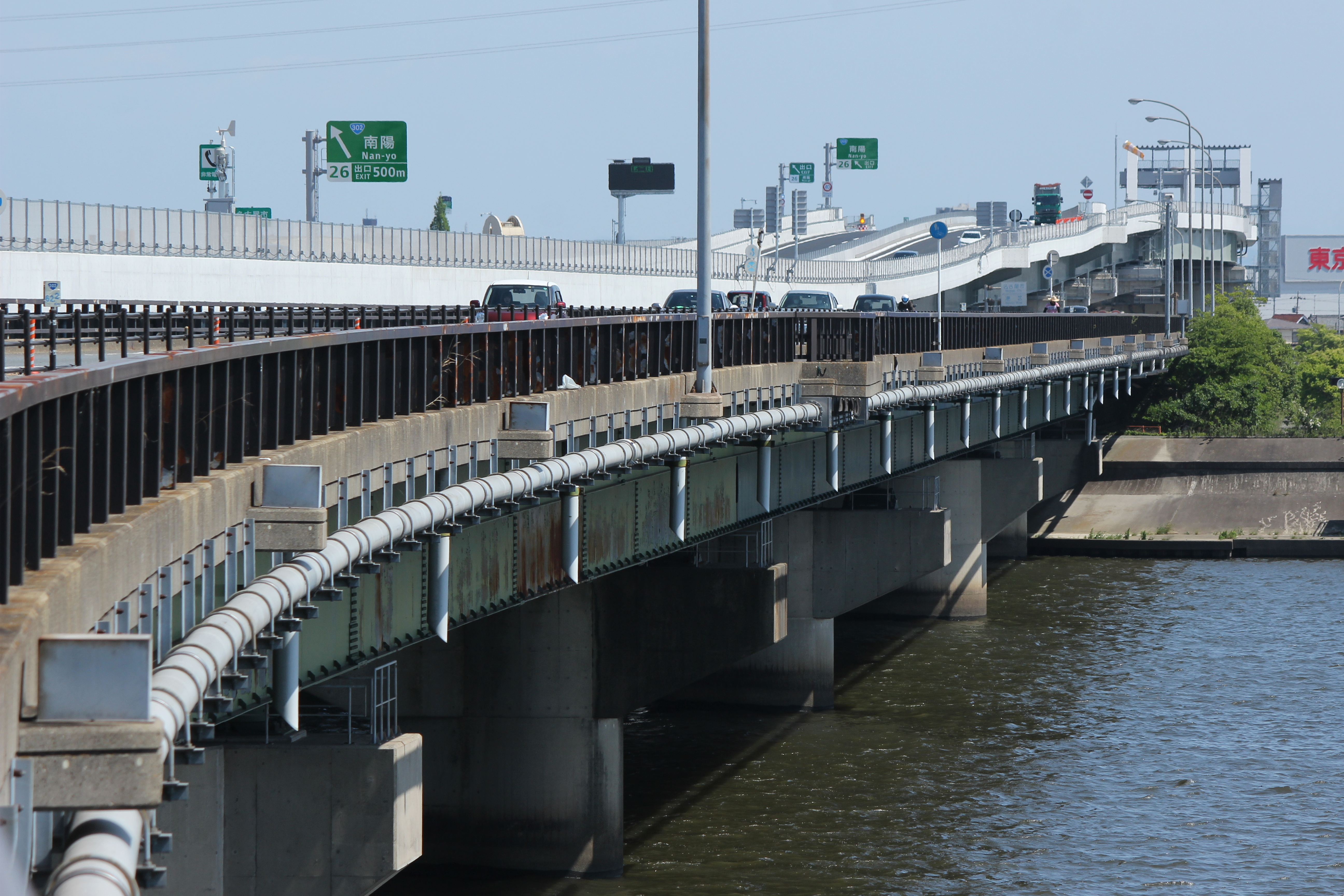
日光川に架かる飛島大橋を渡る。庄内川渡河と同じく、国道302号を横目に見る。ここから飛島村に入る。
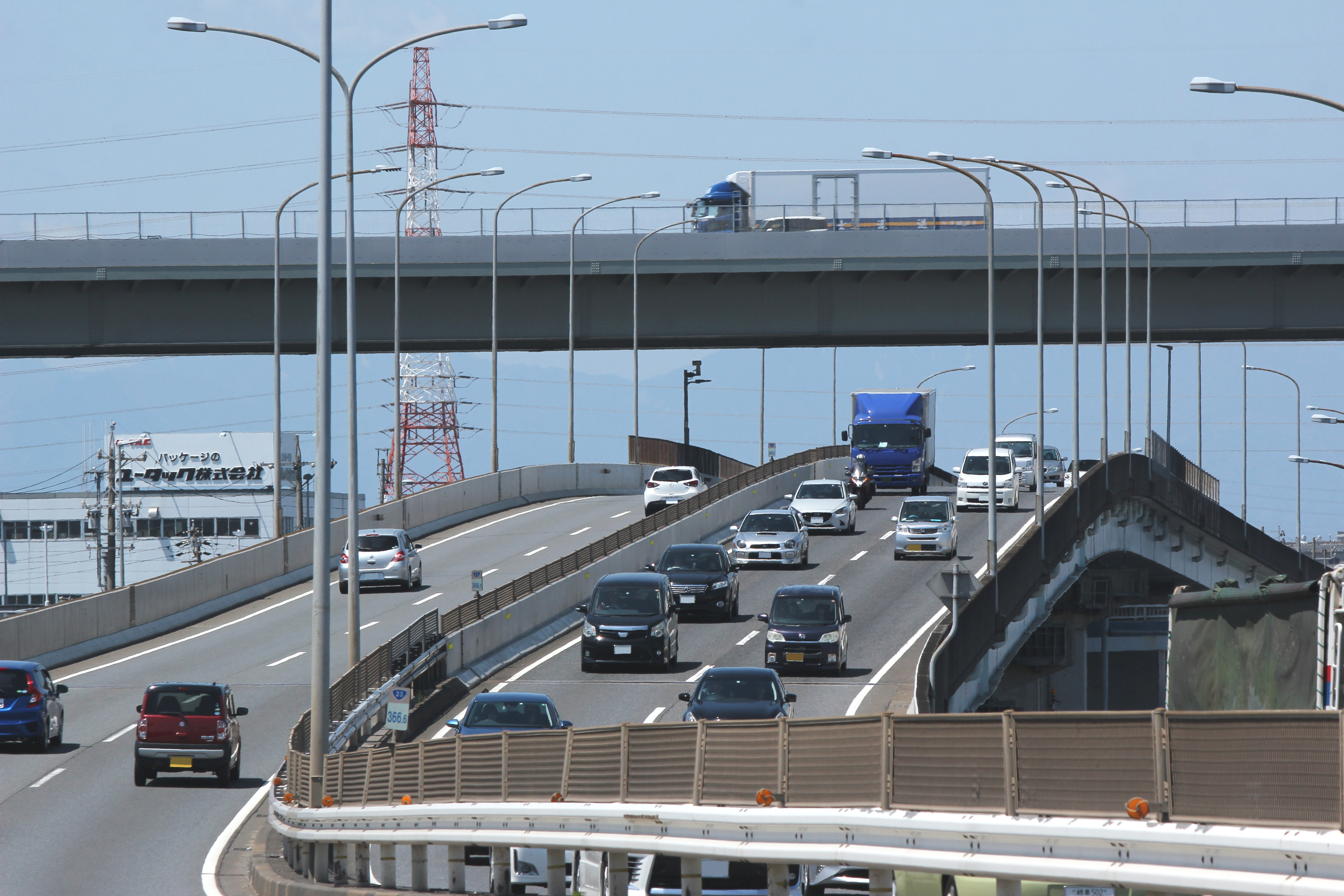
飛島村の梅之郷にて物流動脈の国道23号（名四国道）の上空を横切る。
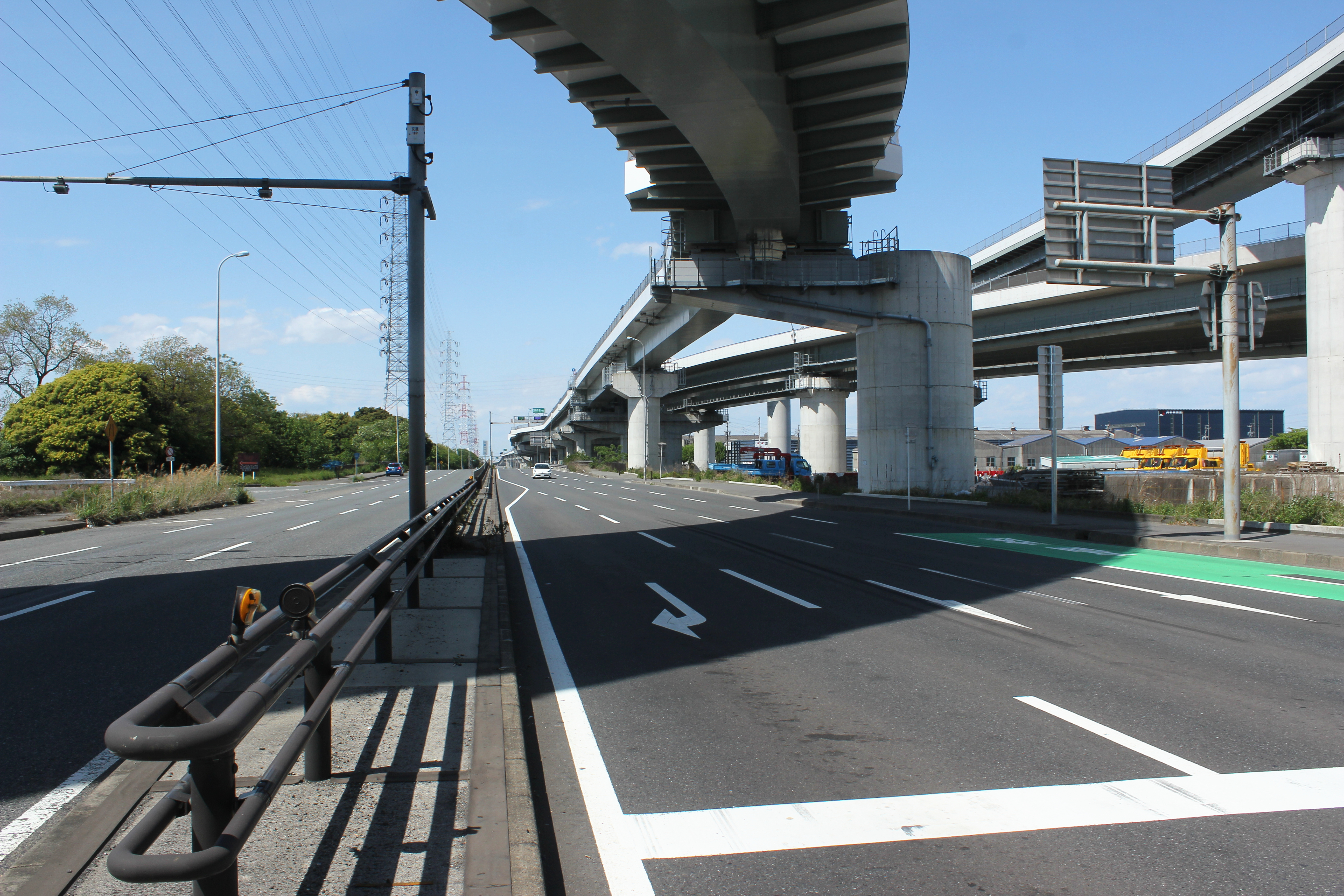
起点から長らく国道302号の中央部に位置した名二環も、終点付近では国道からオフセットする。
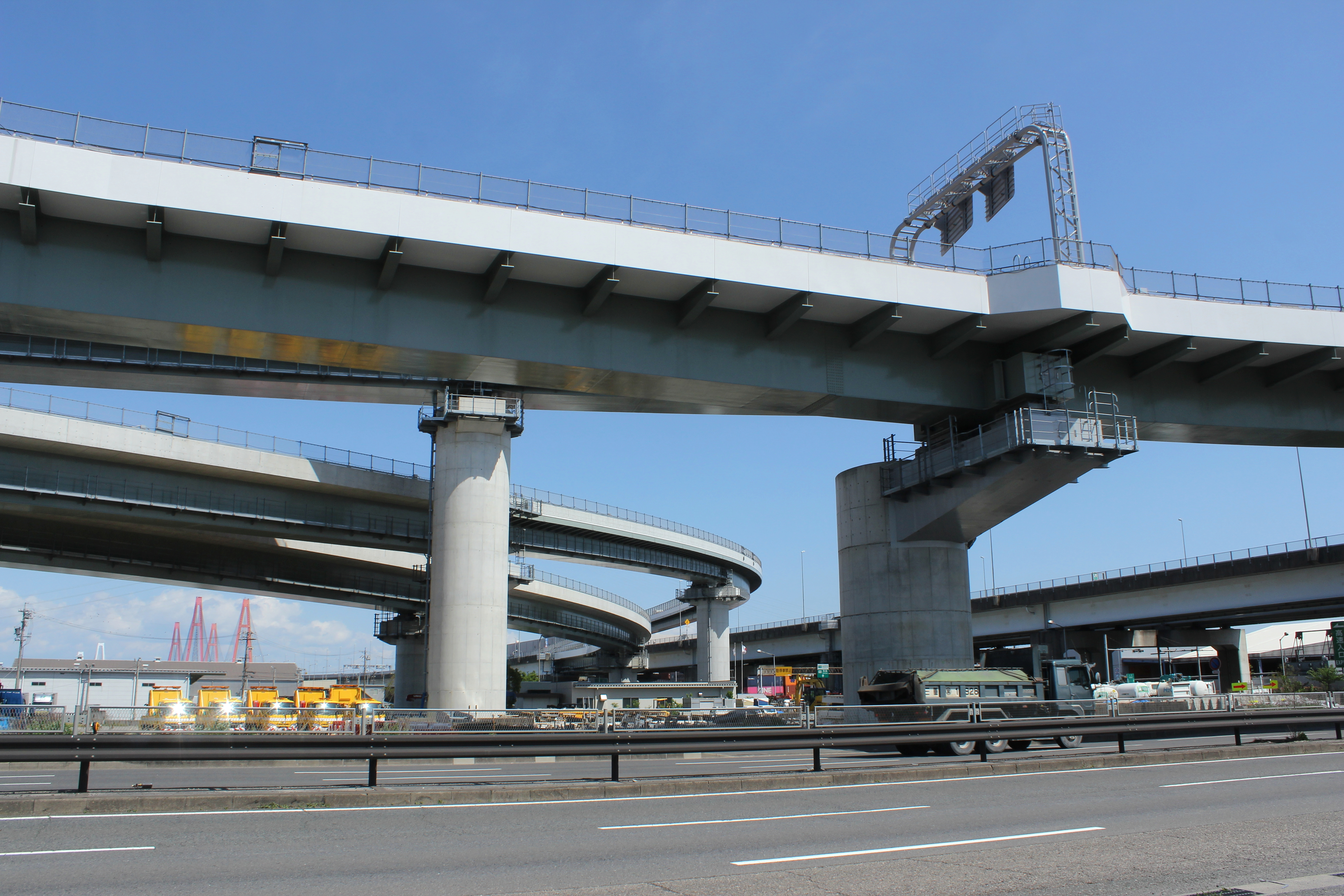
終点の飛島JCT。再度伊勢湾岸自動車道と接続する。奥に名港トリトンを望む。